# Liste bayerischer Güterwagen
Die Liste der bayerischen Güterwagen ist eine Zusammenstellung aller bei den K.Bay.St.B. der Zeit zwischen 1846 und 1920 beschafften und zum Einsatz gekommenen Staatsbahneigenen Güterwagen. Die für die Liste ausgewählten Daten entsprechen in etwa den in den Wagenstandsverzeichnissen angegebenen. Die Auswahl der Zeitabschnitte für die Angaben der Wagennummern resultieren aus den für die Königlich Bayerischen Staatseisenbahnen relevanten Nummerierungszeiträumen. Die Reihenfolge der Auflistung erfolgt nach der Struktur der Wagenverzeichnisse.

## Wagennummern und Verzeichnisse
Die älteste Aufstellung der bayerischen Staatseisenbahn, die im bayer. Hauptstaatsarchiv München, Abteilung Verkehrsarchiv (VAM) aufgefunden werden konnte, stammt vom 13. Februar 1846 und ist tituliert: „Verzeichniss saemtlicher Personen u: Transportwagen.“ Dort wurden allerdings nur die Wagen erfasst die der München-Augsburger Linie zugeteilt waren. Auch die Wagen der ehemaligen privaten Vorläufer Gesellschaft sind enthalten.
Aufgelistet wurden neben Bahnnummer und Wagengattung auch die „Tara“ in „Pfund“, das Eigengewicht, dann in einigen Fällen die Angabe, um wie viel die Tara von der ursprünglichen, am Wagen angeschriebenen abwich und außerdem bei den Pack- und Güterwagen das „Traggewicht“ in „Centner“. Diese Form der Zusammenstellung der Wagendaten ist sehr wahrscheinlich einem Disput zwischen dem Augsburger Großhändler Schmidt und der Staatsbahnverwaltung begründet. Beide Vertragspartner setzten immer wieder unterschiedliche Gewichte für das Ladegut des Händlers an. Die Bahn errechnete offenbar das Transportgewicht aus der Differenz von Gesamtgewicht des beladenen Wagens minus angeschriebener Tara. Allerdings ergaben Kontrollwägungen von leeren Wagen, dass diese alle leichter waren als bei der Ablieferung ab Werk festgestellt und als Tara auf dem Wagen angeschrieben. Die Staatsbahnverwaltung erklärte dies mit dem Trocknungsprozess des in den Wagen verbauten Holzes.
Für beide Wagengattungen – die „Personenwagen“ und die „Gütertransportwagen“ – wurden die Wagen getrennt und jeweils bei „1“ beginnend durchlaufend nummeriert. Weil jede Nummer zweimal vorkam wurde dieses erste Anordnungssystem bei zunehmendem Bestand immer unübersichtlicher. Es fehlte noch das Gattungszeichen als Dimension für das Ordnungsschema. Dieses wurde in Gestalt von Großbuchstaben 1858 von den „königlich privilegirten bayerischen Ostbahnen“ (B.O.B.) eingeführt und per 15. Mai 1867 von der Staatsbahn übernommen. Folgende Gattungen wurden festgelegt:
| die bayerischen Gattungskennzeichen | die bayerischen Gattungskennzeichen | die bayerischen Gattungskennzeichen |
| Gattung ab 1867                     | Beschreibung                        | Gattung ab 1894                     |
| ----------------------------------- | ----------------------------------- | ----------------------------------- |
| A                                   | gedeckte Güterwagen                 | G und N                             |
| B                                   | Bahndienstwagen                     | X                                   |
| BP                                  | Bahnpostwagen                       | Post                                |
| C                                   | Heizkesselwagen                     | Pwh                                 |
| D                                   | Dienstwagen für Güterzüge           | Pwg                                 |
| E                                   | Hochbordwagen                       | O                                   |
| F                                   | Niederbordwagen                     | O und Xo                            |
| G                                   | offene Güterwagen                   | O                                   |
| H                                   | Schemelwagen und Plattformwagen     | H , S und R                         |
| J                                   | Gepäckwagen                         | Pw                                  |
| K                                   | Kleinviehwagen                      | V                                   |
| L                                   | Steintransportwagen                 | O und X                             |
| M                                   | Torfmunitionswagen                  | (-)                                 |
| N                                   | Pferdestallwagen                    | Gt                                  |
| O                                   | Großviehwagen                       | Ov und Gv                           |
| P                                   | Personenwagen                       | A, B und C                          |

Etwa ab 1894 wurden bei den Länderbahnen die im VDEV organisiert waren die ursprünglich von den preußischen Staatsbahnen eingeführten Gattungszeichen übernommen. Diese wurden dann auch ab 1909 – Start des Deutschen Staatsbahnwagenverband (DWV) – noch durch Zusätze, sogenannte Nebengattungszeichen, ergänzt um detaillierter die Funktion und den Leistungsumfang der einzelnen Wagentypen unterscheiden zu können.

## Kennzeichnung und Farben
Die Wagen der bayerischen Staatseisenbahn erhielten alle als Eigentumskennzeichen das Kürzel K.Bay.Sts.B. auf den Seitenwänden. Die Aufbauten waren grün und trugen eine gelbe Beschriftung. Viele Wagen, aber nicht alle, hatten zudem ein Wappenschild mit weißen und blauen Rauten, gelber Einfassung und Krone. Ab 1886, dem Beginn der Prinzregentenzeit, ohne Krone. Bierwagen waren weiß gestrichen und hatten schwarze, rote oder blaue Aufschriften.

## Liste der Güterwagen, Regelspur
Zur eindeutigen Identifizierung der Wagen wird die Blatt-Nr. aus dem letzten und umfangreichsten bayerischen Wagenverzeichnis von 1913 verwendet. Da die Wagentypen in jedem Wagenverzeichnis neu laufend durchnummeriert wurden, wurden in älteren Wagenverzeichnissen für den gleichen Wagentyp andere Blatt-Nummern verwendet. Es handelt sich somit nicht um die Nummer einer Musterzeichnung. Unter der Blatt-Nr. wird – wenn bekannt – die Nummer aus dem Verzeichnis von 1897 in Klammern gesetzt.

### Übersicht über die gedeckten Güterwagen
| Wagen der Gattung G                                                                         | Wagen der Gattung G                                                | Wagen der Gattung G                                                | Wagen der Gattung G                                                | Wagen der Gattung G                                                | Wagen der Gattung G                                                | Wagen der Gattung G                                                | Wagen der Gattung G                                                | Wagen der Gattung G                                                 | Wagen der Gattung G                                                | Wagen der Gattung G                                                | Wagen der Gattung G                                                | Wagen der Gattung G                                                | Wagen der Gattung G                                                | Wagen der Gattung G                                                | Wagen der Gattung G                                                | Wagen der Gattung G | Wagen der Gattung G                                                | Wagen der Gattung G | Wagen der Gattung G | Wagen der Gattung G |
|                                                                                             | Gattungszeichen                                                    | Gattungszeichen                                                    | Gattungszeichen                                                    | Herstelldaten                                                      | Herstelldaten                                                      | Herstelldaten                                                      | Wagennummern je Epoche                                             | Wagennummern je Epoche                                              | Wagennummern je Epoche                                             | Abmessungen                                                        | Abmessungen                                                        | Abmessungen                                                        | Abmessungen                                                        | Abmessungen                                                        | Lademaße                                                           | Lademaße | Lademaße                                                           | | |                     |
| Blatt-Nr. (WV 1897)                                                                         | bis 1895                                                           | bis 1909                                                           | DRG                                                                | Baujahre                                                           | Her- steller                                                       | Anz.                                                               | ab 1875                                                            | ab 1909                                                             | DRG                                                                | LüP [mm]                                                           | Höhe über SOK [mm]                                                 | Anz. Ach- sen                                                      | Le- nk Ach- sen                                                    | Achs- stand [mm]                                                   | Gewicht [kg]                                                       | Fläche [m²] | Vol. [m³]                                                          | Brem- sen- arten | Bemerkungen |                     |
| Bauarten der ehemaligen B.O.B., 1876 von der Staatsbahn übernommen                          | Bauarten der ehemaligen B.O.B., 1876 von der Staatsbahn übernommen | Bauarten der ehemaligen B.O.B., 1876 von der Staatsbahn übernommen | Bauarten der ehemaligen B.O.B., 1876 von der Staatsbahn übernommen | Bauarten der ehemaligen B.O.B., 1876 von der Staatsbahn übernommen | Bauarten der ehemaligen B.O.B., 1876 von der Staatsbahn übernommen | Bauarten der ehemaligen B.O.B., 1876 von der Staatsbahn übernommen | Bauarten der ehemaligen B.O.B., 1876 von der Staatsbahn übernommen | Bauarten der ehemaligen B.O.B., 1876 von der Staatsbahn übernommen  | Bauarten der ehemaligen B.O.B., 1876 von der Staatsbahn übernommen | Bauarten der ehemaligen B.O.B., 1876 von der Staatsbahn übernommen | Bauarten der ehemaligen B.O.B., 1876 von der Staatsbahn übernommen | Bauarten der ehemaligen B.O.B., 1876 von der Staatsbahn übernommen | Bauarten der ehemaligen B.O.B., 1876 von der Staatsbahn übernommen | Bauarten der ehemaligen B.O.B., 1876 von der Staatsbahn übernommen | Bauarten der ehemaligen B.O.B., 1876 von der Staatsbahn übernommen | Bauarten der ehemaligen B.O.B., 1876 von der Staatsbahn übernommen | Bauarten der ehemaligen B.O.B., 1876 von der Staatsbahn übernommen | Bauarten der ehemaligen B.O.B., 1876 von der Staatsbahn übernommen | Bauarten der ehemaligen B.O.B., 1876 von der Staatsbahn übernommen |                     |
| ------------------------------------------------------------------------------------------- | ------------------------------------------------------------------ | ------------------------------------------------------------------ | ------------------------------------------------------------------ | ------------------------------------------------------------------ | ------------------------------------------------------------------ | ------------------------------------------------------------------ | ------------------------------------------------------------------ | ------------------------------------------------------------------- | ------------------------------------------------------------------ | ------------------------------------------------------------------ | ------------------------------------------------------------------ | ------------------------------------------------------------------ | ------------------------------------------------------------------ | ------------------------------------------------------------------ | ------------------------------------------------------------------ | --- | ------------------------------------------------------------------ | --- | --- | ------------------- |
| 256I (161)                                                                                  | G                                                                  | G                                                                  | G Bay 58                                                           | 1858–1861                                                          |                                                                    | 76                                                                 | 36 771-37 169                                                      | Re 36 777-37 700                                                    |                                                                    | 5.830                                                              | 3.720                                                              | 2                                                                  |                                                                    | 3.210                                                              | 6.700                                                              | 12,0 | 20,9                                                               | HSp | nur teilweise mit eisernem Untergestell, Ostbahn Bremserhaus in den Wagenkasten integriert, Zugang nur von Außen;                                                                |                     |
| 256II (161)                                                                                 | G                                                                  | G                                                                  | G Bay 58                                                           | 1858–1861                                                          |                                                                    | 400                                                                | 36 511-37 248                                                      | Re 36 886-37 923                                                    |                                                                    | 5.830                                                              |                                                                    | 2                                                                  | 5.700                                                              | 3.210                                                              | 12,7                                                               | 22,1 |                                                                    | nur teilweise mit eisernem Untergestell | |                     |
| 256III (162)                                                                                | G                                                                  | G                                                                  | G Bay 59                                                           | 1859–1874                                                          |                                                                    | 185                                                                | 36 777-37 700                                                      | Re 36 777-37 700                                                    |                                                                    | 7.240                                                              | 3.810                                                              | 2                                                                  |                                                                    | 3.590                                                              | 7.000                                                              | 13,6 | 24,7                                                               | HSp | mit eisernem Untergestell, Ostbahn Bremserhaus in den Wagenkasten integriert, Zugang nur von Außen;                                                                              |                     |
| 256IV (162)                                                                                 | G                                                                  | G                                                                  | G Bay 59                                                           | 1859–1874                                                          |                                                                    | 495                                                                | 36 886-37 924                                                      | Re 36 886-37 923                                                    |                                                                    | 7.240                                                              | 3.250                                                              | 2                                                                  | 6.000                                                              | 3.590                                                              | 15,1                                                               | 27,8 |                                                                    | mit eisernem Untergestell | |                     |
| 251I (163)                                                                                  | G                                                                  | G                                                                  | G Bay 62                                                           | 1862–1877                                                          |                                                                    | 876                                                                | 30 423-35 633                                                      |                                                                     |                                                                    | 8.464                                                              | 3.825                                                              | 2                                                                  |                                                                    | 3.650                                                              | 7.200                                                              | 14,6 | 27,3                                                               | HSp | eisernes Untergestell mit hölzernen Kopfschwellen, Bremserhaus in den Wagenkasten integriert, Zugang nur von Außen;                                                              |                     |
| 251II (163)                                                                                 | G                                                                  | G                                                                  | G Bay 62                                                           | 1878–1879                                                          |                                                                    |                                                                    | 35225-35633                                                        |                                                                     |                                                                    | 8.464                                                              | 3.825                                                              | 2                                                                  | 14,6                                                               | 3.650                                                              | 7.200                                                              | 27,3 | HSp                                                                | eisernes Untergestell mit hölzernen Kopfschwellen, Bremserhaus in den Wagenkasten integriert, Zugang nur von Außen; durchgehende seitliche Laufbretter weisen auf Einsatz in Personen- bzw. gemischten Zügen hin | |                     |
| Die Wagen nach Blatt 255(164) entstanden durch Umbauten älterer Typen der ehemaligen B.O.B. |                                                                    |                                                                    |                                                                    |                                                                    |                                                                    |                                                                    |                                                                    |                                                                     |                                                                    |                                                                    |                                                                    |                                                                    |                                                                    |                                                                    |                                                                    | |                                                                    | | |                     |
| 255I (164)                                                                                  | G                                                                  | G                                                                  | G Bay 84                                                           | 1884–1895                                                          |                                                                    | 3                                                                  | 34 465 34 466 37 641                                               | Re 34 465 Re 34 466 Re 37 641                                       |                                                                    | 7.924                                                              | 3.930                                                              | 2                                                                  |                                                                    | 3.590                                                              | 8.200                                                              | 14,7 | 30,5                                                               | HSp | eisernes Untergestell, Bremserhaus in den Wagenkasten integriert, Zugang nur von Außen;                                                                                          |                     |
| 255II (164)                                                                                 | G                                                                  | G                                                                  | G Bay 84                                                           | 1884–1895                                                          |                                                                    | 11                                                                 | 34 457-37 888                                                      | Re 34 457-37 888                                                    |                                                                    | 7.924                                                              | 3.930                                                              | 2                                                                  | 15,7                                                               | 3.590                                                              | 8.200                                                              | 30,5 |                                                                    | eisernes Untergestell | |                     |
| Wagen der Gattung GL                                                                        |                                                                    |                                                                    |                                                                    |                                                                    |                                                                    |                                                                    |                                                                    |                                                                     |                                                                    |                                                                    |                                                                    |                                                                    |                                                                    |                                                                    |                                                                    | |                                                                    | | |                     |
| 258 (181)                                                                                   | Gp                                                                 | Gl                                                                 | Gl Bay 82                                                          | 1882                                                               | MAN                                                                | 50                                                                 | 39 001-39 050                                                      | Re 39 001-39 050                                                    |                                                                    | 11.224                                                             | 4.255                                                              | 2                                                                  | B5                                                                 | 5.500                                                              | 10,0                                                               | 23,7 | 47,9                                                               | Brh | eisernes Untergestell und Kastengerippe; hochgesetztes Bremserhaus mit Handspindelbremse im Wagenkasten integriert, Zugang nur von Außen;                                        |                     |
| 258 (181)                                                                                   | Gp                                                                 | Gl                                                                 | Gl Bay 82                                                          | 1882/83                                                            | MAN                                                                | 40                                                                 | 39 051-39 090                                                      | Re 39 051-39 090                                                    |                                                                    | 11.224                                                             | 3.437                                                              | 2                                                                  | B5                                                                 | 5.500                                                              | 10,0                                                               | 24,5 | 49,4                                                               | | eisernes Untergestell und Kastengerippe |                     |
| 258 (181)                                                                                   | Gp                                                                 | Gl                                                                 | Gl Bay 82                                                          | 1883                                                               | MAN                                                                | 100                                                                | 39 091-39 190                                                      | Re 39 092-39 122 Re 39 124-39 139 Re 39 141-39 173 Re 39 175-39 190 |                                                                    | 11.224                                                             | 4.255                                                              | 2                                                                  | B5                                                                 | 5.500                                                              | 10,0                                                               | 23,7 | 47,9                                                               | Hsp | eisernes Untergestell und Kastengerippe; hochgesetztes Bremserhaus mit Handspindelbremse im Wagenkasten integriert, Zugang nur von Außen                                         |                     |
| 258 (181)                                                                                   | Gp                                                                 | Gl                                                                 | Gl Bay 82                                                          | 1882/83                                                            | MAN                                                                | 110                                                                | 39 191-39 300                                                      | Re 39 191-39 194 Re 39 196-39 209 Re 39 211-39 245 Re 39 247-39 300 |                                                                    | 11.224                                                             | 3.437                                                              | 2                                                                  | B5                                                                 | 5.500                                                              | 10,0                                                               | 24,5 | 49,4                                                               | | eisernes Untergestell und Kastengerippe; |                     |
| Wagen der Gattung Gm                                                                        |                                                                    |                                                                    |                                                                    |                                                                    |                                                                    |                                                                    |                                                                    |                                                                     |                                                                    |                                                                    |                                                                    |                                                                    |                                                                    |                                                                    |                                                                    | |                                                                    | | |                     |
| 251                                                                                         | Gp                                                                 | Gm                                                                 | Gm                                                                 | 1882/83                                                            |                                                                    | 300                                                                | 39001-39300                                                        | Re 39001-Re 39300                                                   |                                                                    | 11.224                                                             |                                                                    | 2                                                                  |                                                                    | 5.500                                                              | 8,3 - 9,5                                                          | 23,7 - 24,5 | 47,9 - 49,5                                                        | Brh | bei 150 Wagen hochgesetztes Bremserhaus im Wagenkasten integriert, nur von außen zugänglich                                                                                      |                     |
| 261                                                                                         | Gp                                                                 | Gm                                                                 | Gm                                                                 | 1912/13                                                            |                                                                    | 1359                                                               | 30001-30830 32001-32529                                            | Mü 30001-Mü 30830 Mü 32001-Mü 32529                                 |                                                                    | 9.300                                                              | 3.335                                                              | 2                                                                  | V                                                                  | 4.500                                                              | 15,0                                                               | 21,3 | 45,7                                                               | | 2 Lade- und 2 Lüftungsluken; eisernes Kastengerippe; Radsätze Form 41 |                     |
| 261                                                                                         | Gp                                                                 | Gm                                                                 | Gm                                                                 | 1912                                                               |                                                                    | 70                                                                 | 30831-30900                                                        | Mü 30001-Mü 30830                                                   |                                                                    | 9.300                                                              | 3.335                                                              | 2                                                                  | V                                                                  | 4.500                                                              | 15,0                                                               | 21,3 | 45,7                                                               | | 2 Lade- und 2 Lüftungsluken; eisernes Kastengerippe; Radsätze Form 41 |                     |
| 261                                                                                         | Gp                                                                 | Gm                                                                 | Gm                                                                 | 1914                                                               |                                                                    | 200                                                                | 35651-35850                                                        | Mü 35651-Mü 35850                                                   |                                                                    | 9.600                                                              | 4.265                                                              | 2                                                                  | V                                                                  | 4.500                                                              | 15,0                                                               | 21,3 | 45,7                                                               | Brh | hochgesetztes Bremserhgaus; 2 Lade- und 2 Lüftungsluken; eisernes Kastengerippe; Radsätze Form 41                                                                                |                     |
| 261                                                                                         | Gp                                                                 | Gm                                                                 | Gm                                                                 | 1913/15                                                            |                                                                    | 2525                                                               | 32530-35004 35101-35004                                            | Mü 32530-Mü 30830 Mü 35101-Mü 35478                                 |                                                                    | 9.300                                                              | 3.335                                                              | 2                                                                  | V                                                                  | 4.500                                                              | 15,0                                                               | 21,3 | 45,7                                                               | | 2 Lade- und 2 Lüftungsluken; eisernes Kastengerippe; Radsätze Form 41 |                     |
| 261                                                                                         | Gp                                                                 | Gm                                                                 | Gm                                                                 | 1914                                                               |                                                                    | 50                                                                 | 31151-31200                                                        | Mü 31151-Mü 31200                                                   |                                                                    | 9.600                                                              | 4.265                                                              | 2                                                                  | V                                                                  | 4.500                                                              | 15,0                                                               | 21,3 | 45,7                                                               | Brh | hochgesetztes Bremserhgaus; 2 Lade- und 2 Lüftungsluken; eisernes Kastengerippe; Radsätze Form 41                                                                                |                     |
| 261                                                                                         | Gp                                                                 | Gm                                                                 | Gm                                                                 | 1913/15                                                            |                                                                    | 250                                                                | 30901-31150                                                        | Mü 30901-Mü 31150                                                   |                                                                    | 9.300                                                              | 3.335                                                              | 2                                                                  | V                                                                  | 4.500                                                              | 15,0                                                               | 21,3 | 45,7                                                               | | 2 Lade- und 2 Lüftungsluken; eisernes Kastengerippe; Radsätze Form 41 |                     |
| Wagen der Gattung Gml                                                                       |                                                                    |                                                                    |                                                                    |                                                                    |                                                                    |                                                                    |                                                                    |                                                                     |                                                                    |                                                                    |                                                                    |                                                                    |                                                                    |                                                                    |                                                                    | |                                                                    | | |                     |
| 263 (183)                                                                                   | Gpm                                                                | Gml                                                                | Gml Bay 92                                                         | 1892–1901                                                          |                                                                    |                                                                    | 39301-39651                                                        |                                                                     |                                                                    | 11.600                                                             | 4.255                                                              | 2                                                                  | B5                                                                 | 5.500                                                              | 10.800                                                             | 26,5 | 57,3                                                               | HSp | eisernes Untergestell und Kastengerippe; hochgesetztes Bremserhaus mit Handspindelbremse                                                                                         |                     |
| 263 (183)                                                                                   | Gpm                                                                | Gml                                                                | Gml Bay 92                                                         | 1892–1901                                                          |                                                                    |                                                                    | 39301-39651                                                        |                                                                     |                                                                    | 11.300                                                             | 3.462                                                              | 2                                                                  | B5                                                                 | 5.500                                                              | 9.700                                                              | 27,3 | 57,3                                                               | | eisernes Untergestell und Kastengerippe |                     |
| Wagen der Gattung N                                                                         |                                                                    |                                                                    |                                                                    |                                                                    |                                                                    |                                                                    |                                                                    |                                                                     |                                                                    |                                                                    |                                                                    |                                                                    |                                                                    |                                                                    |                                                                    | |                                                                    | | |                     |
| 266 (167)                                                                                   | Gn                                                                 | N                                                                  | N                                                                  | 1876                                                               |                                                                    | 44                                                                 | 34532- 34575                                                       |                                                                     |                                                                    | 8.244                                                              | 3.332                                                              | 2                                                                  |                                                                    | 3.650                                                              | 7,7 - 8,25                                                         | 15,4 | 28,8                                                               | Wsbr | eisernes Untergestell; hölzernes Kastengerippe; durchgehende, seitliche Laufbretter                                                                                              |                     |
| 266 (167)                                                                                   | Gn                                                                 | N                                                                  | N                                                                  | 1876                                                               |                                                                    | 4                                                                  | 34577- 34580                                                       |                                                                     |                                                                    | 8.244                                                              | 3.332                                                              | 2                                                                  |                                                                    | 3.650                                                              | 7,7 - 8,25                                                         | 15,4 | 28,8                                                               | Wsbr | eisernes Untergestell; hölzernes Kastengerippe; durchgehende, seitliche Laufbretter                                                                                              |                     |
| 266 (167)                                                                                   | Gn                                                                 | N                                                                  | N                                                                  | 1876                                                               |                                                                    | 84                                                                 | 34582- 34665                                                       |                                                                     |                                                                    | 8.244                                                              | 3.332                                                              | 2                                                                  |                                                                    | 3.650                                                              | 7,7 - 8,25                                                         | 15,4 | 28,8                                                               | Wsbr | eisernes Untergestell; hölzernes Kastengerippe; durchgehende, seitliche Laufbretter                                                                                              |                     |
| 266 (167)                                                                                   | Gn                                                                 | N                                                                  | N                                                                  | 1877                                                               |                                                                    | 2                                                                  | 34764, 34765                                                       |                                                                     |                                                                    | 8.244                                                              | 3.332                                                              | 2                                                                  |                                                                    | 3.650                                                              | 7,7 - 8,25                                                         | 15,4 | 28,8                                                               | Wsbr | eisernes Untergestell; hölzernes Kastengerippe; durchgehende, seitliche Laufbretter                                                                                              |                     |
| 266 (167)                                                                                   | Gn                                                                 | N                                                                  | N                                                                  | 1878                                                               |                                                                    | 35                                                                 | 35416- 35450                                                       |                                                                     |                                                                    | 8.244                                                              | 3.332                                                              | 2                                                                  |                                                                    | 3.650                                                              | 7,7 - 8,25                                                         | 15,4 | 28,8                                                               | Wsbr | eisernes Untergestell; hölzernes Kastengerippe; durchgehende, seitliche Laufbretter                                                                                              |                     |
| 266 (167)                                                                                   | Gn                                                                 | N                                                                  | N                                                                  | 1878                                                               |                                                                    | 8                                                                  | 35451- 35458                                                       |                                                                     |                                                                    | 8.244                                                              | 3.332                                                              | 2                                                                  |                                                                    | 3.650                                                              | 7,7 - 8,25                                                         | 15,4 | 28,8                                                               | Wsbr | eisernes Untergestell; hölzernes Kastengerippe; durchgehende, seitliche Laufbretter                                                                                              |                     |
| 266 (167)                                                                                   | Gn                                                                 | N                                                                  | N                                                                  | 1878/-79                                                           |                                                                    | 66                                                                 | 34460- 35525                                                       |                                                                     |                                                                    | 8.244                                                              | 3.332                                                              | 2                                                                  |                                                                    | 3.650                                                              | 7,7 - 8,25                                                         | 15,4 | 28,8                                                               | Wsbr | eisernes Untergestell; hölzernes Kastengerippe; durchgehende, seitliche Laufbretter                                                                                              |                     |
| 266 (167)                                                                                   | Gn                                                                 | N                                                                  | N                                                                  | 1876                                                               |                                                                    | 1                                                                  | 38001                                                              |                                                                     |                                                                    | 8.244                                                              | 3.332                                                              | 2                                                                  |                                                                    | 3.650                                                              | 7,7 - 8,25                                                         | 15,4 | 28,8                                                               | Wsbr | eisernes Untergestell; hölzernes Kastengerippe; durchgehende, seitliche Laufbretter                                                                                              |                     |
| 266 (167)                                                                                   | Gn                                                                 | N                                                                  | N                                                                  | 1876                                                               |                                                                    | 1                                                                  | 38002                                                              |                                                                     |                                                                    | 8.244                                                              | 3.332                                                              | 2                                                                  | Luftl.                                                             | 3.650                                                              | 7,7 - 8,25                                                         | 15,4 | 28,8                                                               | | eisernes Untergestell; hölzernes Kastengerippe; durchgehende, seitliche Laufbretter                                                                                              |                     |
| 267 (168)                                                                                   | Gn                                                                 | N                                                                  | N                                                                  | 1873                                                               |                                                                    | 3                                                                  | 38193- 38195                                                       |                                                                     |                                                                    | 8.460                                                              | 3.332                                                              | 2                                                                  |                                                                    | 3.650                                                              | 7,6 - 8,30                                                         | 14,7 | 27,5                                                               | Hbr, Wbsr | eisernes Untergestell und hölzerne Pufferbohle; hölzernes Kastengerippe; durchgehende, seitliche Laufbretter; Überdachter Bremserstand                                           |                     |
| 267 (168)                                                                                   | Gn                                                                 | N                                                                  | N                                                                  | 1876                                                               |                                                                    | 3                                                                  | 34761- 34763                                                       |                                                                     |                                                                    | 8.460                                                              | 3.332                                                              | 2                                                                  |                                                                    | 3.650                                                              | 7,6 - 8,30                                                         | 14,7 | 27,5                                                               | Hbr, Wbsr | eisernes Untergestell und hölzerne Pufferbohle; hölzernes Kastengerippe; durchgehende, seitliche Laufbretter; Überdachter Bremserstand                                           |                     |
| 272I (172)                                                                                  | Gn                                                                 | N                                                                  |                                                                    | 1894                                                               |                                                                    | 1                                                                  | 34 576                                                             | Re 44 615                                                           |                                                                    | 8.274                                                              | 4.110                                                              | 2                                                                  |                                                                    | 3.650                                                              | 10,0                                                               | 17,4 | 38,1                                                               | Hbr, Wbsr | eisernes Untergestell; eisernes Kastengerippe; hochgesetztes Bremserhaus; durchgehende seitliche Laufbretter                                                                     |                     |
| 272I (172)                                                                                  | Gn                                                                 | N                                                                  | 1893                                                               |                                                                    | 1                                                                  | 34 581                                                             | Re 44 616                                                          |                                                                     |                                                                    | 8.274                                                              | 4.110                                                              | 2                                                                  |                                                                    | 3.650                                                              | 10,0                                                               | 17,4 | 38,1                                                               | Hbr, Wbsr | eisernes Untergestell; eisernes Kastengerippe; hochgesetztes Bremserhaus; durchgehende seitliche Laufbretter                                                                     |                     |
| 272I (172)                                                                                  | Gn                                                                 | N                                                                  | 1897                                                               |                                                                    | 1                                                                  | 35 459                                                             | Re 44 617                                                          |                                                                     |                                                                    | 8.274                                                              | 4.110                                                              | 2                                                                  |                                                                    | 3.650                                                              | 10,0                                                               | 17,4 | 38,1                                                               | Hbr, Wbsr | eisernes Untergestell; eisernes Kastengerippe; hochgesetztes Bremserhaus; durchgehende seitliche Laufbretter                                                                     |                     |
| 272II (167)                                                                                 | Gn                                                                 | N                                                                  | 1876                                                               |                                                                    | 1                                                                  | 38 014                                                             | Re 44 618                                                          |                                                                     | 8.244                                                              | 4.110                                                              | 15,4                                                               | 2                                                                  | 28,8                                                               | 3.650                                                              | 10,0                                                               | |                                                                    | Hbr, Wbsr | eisernes Untergestell; eisernes Kastengerippe; hochgesetztes Bremserhaus; durchgehende seitliche Laufbretter                                                                     |                     |
| Wagen der Gattung Nm                                                                        |                                                                    |                                                                    |                                                                    |                                                                    |                                                                    |                                                                    |                                                                    |                                                                     |                                                                    |                                                                    |                                                                    |                                                                    |                                                                    |                                                                    |                                                                    | |                                                                    | | |                     |
| 276 (179)                                                                                   | GLmn                                                               | Nm                                                                 | Nm                                                                 | 1897-                                                              |                                                                    | 250                                                                | 49051- 49300                                                       | 45001- 47169                                                        |                                                                    | 9.600                                                              | 4.255                                                              | 2                                                                  |                                                                    | 4.500                                                              | 15.000                                                             | 21,1 |                                                                    | Brh, Wsbr | mit hochgesetztem Bremserhaus bay. Bauart, beidseitig zugänglich; lange seitliche Laufbretter                                                                                    |                     |
| Wagen der Gattung Nmi gedeckte Güterwagen für wechselnde Verwendung (Fakultativwagen)       |                                                                    |                                                                    |                                                                    |                                                                    |                                                                    |                                                                    |                                                                    |                                                                     |                                                                    |                                                                    |                                                                    |                                                                    |                                                                    |                                                                    |                                                                    | |                                                                    | | |                     |
| 278I (180)                                                                                  | Nmi                                                                | Nmi                                                                | Cig Bay 96                                                         | 1896                                                               |                                                                    | 50                                                                 | 49 001-49 050                                                      | Mü 47 201-47 250                                                    |                                                                    | 10.000                                                             | 3.537                                                              | 2                                                                  |                                                                    | 5.500                                                              | 11.120                                                             | 19,6 | 45,0                                                               | | durchgehende, seitliche Laufbretter; offene Übergangsbühnen; Fensteröffnungen mit hölzernen Einsätzen verschlossen, Beladung durch seitliche Schiebetüren; 10 kurze Federblätter |                     |
| 278II (180)                                                                                 | Nmi                                                                | Nmi                                                                | Cig Bay 96                                                         | 1896                                                               | 11.420                                                             | 50                                                                 | 49 001-49 050                                                      | Mü 47 201-47 250                                                    | 19,6                                                               | 10.000                                                             | 3.537                                                              | 2                                                                  | 40 Sitzpl.                                                         | 5.500                                                              |                                                                    | durchgehende, seitliche Laufbretter; offene Übergangsbühnen mit Zugang zum Wageninneren durch Türen in den Stirnfronten; Fensteröffnungen; seitliche Schiebetüren durch hölzerne Einsätze mit Fenster verschlossen; 9 lange Federblätter |                                                                    | | |                     |
| Wagen der Gattung Nwl für Sz, zur Beförderung von Stückgut in schnellen Personenzügen       |                                                                    |                                                                    |                                                                    |                                                                    |                                                                    |                                                                    |                                                                    |                                                                     |                                                                    |                                                                    |                                                                    |                                                                    |                                                                    |                                                                    |                                                                    | |                                                                    | | |                     |
| 280                                                                                         | Nwl                                                                |                                                                    |                                                                    | 1902                                                               |                                                                    | 7                                                                  | 38 501-38 507                                                      | Mü 47 701-47 703 Nü 47 704-47 706 Au 478 707                        |                                                                    | 11.600                                                             | 4.272                                                              | 3                                                                  | V                                                                  | 7.300 3.650                                                        | 5,0                                                                | 26,5 | 56,9                                                               | Wsbr | hochgesetztes Bremserhaus; durchgehende, seitliche Laufbretter; Dampfheizunmgsleitung                                                                                            |                     |
| Wagen der Gattung Nml                                                                       |                                                                    |                                                                    |                                                                    |                                                                    |                                                                    |                                                                    |                                                                    |                                                                     |                                                                    |                                                                    |                                                                    |                                                                    |                                                                    |                                                                    |                                                                    | |                                                                    | | |                     |
| 281                                                                                         | G.                                                                 | Nml                                                                |                                                                    | 1902                                                               | MAN                                                                | 3                                                                  | Bay 39958-39960                                                    | Re 47758-47760                                                      |                                                                    | 11.600                                                             | 4.272                                                              | 3                                                                  | V                                                                  | 7.300 3.650                                                        | 13.500                                                             | 26,5 | 56,9                                                               | Bhr WSbr | hochgesetztes Bremserhaus, durchgehende, seitliche Laufbretter, (Wagen 39998 mit 4 Dachlüfter, Milchtransportwagen Nördlingen-Gunzenhausen)                                      |                     |
| 281                                                                                         | G.                                                                 | Nml                                                                | 5                                                                  | 1902                                                               | MAN                                                                | Bay 39961-39965                                                    | Re 47761-47765                                                     |                                                                     |                                                                    | 11.600                                                             | 4.272                                                              | 3                                                                  | V                                                                  | 7.300 3.650                                                        | 13.500                                                             | 26,5 | 56,9                                                               | Bhr WSbr | hochgesetztes Bremserhaus, durchgehende, seitliche Laufbretter, (Wagen 39998 mit 4 Dachlüfter, Milchtransportwagen Nördlingen-Gunzenhausen)                                      |                     |
| 281                                                                                         | G.                                                                 | Nml                                                                | 1                                                                  | 1902                                                               | MAN                                                                | Bay 39966                                                          | Mü 47766                                                           |                                                                     |                                                                    | 11.600                                                             | 4.272                                                              | 3                                                                  | V                                                                  | 7.300 3.650                                                        | 13.500                                                             | 26,5 | 56,9                                                               | Bhr WSbr | hochgesetztes Bremserhaus, durchgehende, seitliche Laufbretter, (Wagen 39998 mit 4 Dachlüfter, Milchtransportwagen Nördlingen-Gunzenhausen)                                      |                     |
| 281                                                                                         | G.                                                                 | Nml                                                                | 5                                                                  | 1902                                                               | MAN                                                                | Bay 39967-39971                                                    | Wü 47767-47771                                                     |                                                                     |                                                                    | 11.600                                                             | 4.272                                                              | 3                                                                  | V                                                                  | 7.300 3.650                                                        | 13.500                                                             | 26,5 | 56,9                                                               | Bhr WSbr | hochgesetztes Bremserhaus, durchgehende, seitliche Laufbretter, (Wagen 39998 mit 4 Dachlüfter, Milchtransportwagen Nördlingen-Gunzenhausen)                                      |                     |
| 281                                                                                         | G.                                                                 | Nml                                                                | 12                                                                 | 1902                                                               | MAN                                                                | Bay 39972-39983                                                    | Nü 47772-47783                                                     |                                                                     |                                                                    | 11.600                                                             | 4.272                                                              | 3                                                                  | V                                                                  | 7.300 3.650                                                        | 13.500                                                             | 26,5 | 56,9                                                               | Bhr WSbr | hochgesetztes Bremserhaus, durchgehende, seitliche Laufbretter, (Wagen 39998 mit 4 Dachlüfter, Milchtransportwagen Nördlingen-Gunzenhausen)                                      |                     |
| 281                                                                                         | G.                                                                 | Nml                                                                | 4                                                                  | 1902                                                               | MAN                                                                | Bay 39984-39987                                                    | Mü 47761-47765                                                     |                                                                     |                                                                    | 11.600                                                             | 4.272                                                              | 3                                                                  | V                                                                  | 7.300 3.650                                                        | 13.500                                                             | 26,5 | 56,9                                                               | Bhr WSbr | hochgesetztes Bremserhaus, durchgehende, seitliche Laufbretter, (Wagen 39998 mit 4 Dachlüfter, Milchtransportwagen Nördlingen-Gunzenhausen)                                      |                     |
| 281                                                                                         | G.                                                                 | Nml                                                                | 1                                                                  | 1902                                                               | MAN                                                                | Bay 39988                                                          | Au 47788                                                           |                                                                     |                                                                    | 11.600                                                             | 4.272                                                              | 3                                                                  | V                                                                  | 7.300 3.650                                                        | 13.500                                                             | 26,5 | 56,9                                                               | Bhr WSbr | hochgesetztes Bremserhaus, durchgehende, seitliche Laufbretter, (Wagen 39998 mit 4 Dachlüfter, Milchtransportwagen Nördlingen-Gunzenhausen)                                      |                     |
| 281                                                                                         | G.                                                                 | Nml                                                                | 12                                                                 | 1902                                                               | MAN                                                                | Bay 39989-40000                                                    | Mü 47789-47800                                                     |                                                                     |                                                                    | 11.600                                                             | 4.272                                                              | 3                                                                  | V                                                                  | 7.300 3.650                                                        | 13.500                                                             | 26,5 | 56,9                                                               | Bhr WSbr | hochgesetztes Bremserhaus, durchgehende, seitliche Laufbretter, (Wagen 39998 mit 4 Dachlüfter, Milchtransportwagen Nördlingen-Gunzenhausen)                                      |                     |

### Übersicht über die Viehwagen
Zu Beginn des Transports von Vieh mit der Eisenbahn besaßen weder die B.O.B. noch die Staatsbahnen Spezialwagen. Man behalf sich mit offenen Hochbordwagen. Nachdem es mehrfach zu Unfällen insbesondere mit den nervöseren Reitpferden gekommen war, wurde 1849 von den bayerischen Staatsbahnen für diese wertvollen Tiere die ersten Spezialwagen eingestellt. Auf Grund ihrer Einrichtung können sie als Stallwagen bezeichnet werden. Von den Ostbahnen wurden 1859 als Erstes zehn „Transportwagen für Luxuspferde“ Serie „H.“ (siehe ehemals Blatt 153) in den Dienst gestellt. Sie blieben die einzigen ihrer Art bei dieser Gesellschaft. Ende 1858 kamen dann bei der B.O.B. die ersten Tiertransportwagen zum Einsatz.
|                                                                                             | Gattungszeichen                                                                | Gattungszeichen                                                                | Gattungszeichen                                                                | Herstelldaten                                                                  | Herstelldaten                                                                  | Herstelldaten                                                                  | Wagennummern je Epoche                                                         | Wagennummern je Epoche                                                         | Wagennummern je Epoche                                                         | Abmessungen                                                                    | Abmessungen                                                                    | Abmessungen                                                                    | Abmessungen                                                                    | Abmessungen                                                                    | Lademaße                                                                       | Lademaße                                                                       | Lademaße                                                                       |                                                                                | |
| Blatt-Nr.                                                                                   | bis 1895                                                                       | bis 1909                                                                       | DRG                                                                            | Baujahre                                                                       | Her- steller                                                                   | Anz.                                                                           | ab 1875                                                                        | ab 1909                                                                        | DRG                                                                            | LüP [mm]                                                                       | Höhe über SOK [mm]                                                             | Anz. Ach- sen                                                                  | Achs- stand [mm]                                                               | Le- nk Ach- sen                                                                | Gewicht [kg]                                                                   | Fläche [m²]                                                                    | Vol. [m³]                                                                      | Brem- sen- arten                                                               | Bemerkungen |
| Gattung Ve der ehemaligen B.O.B. (Serie K), 1876 von der Staatsbahn übernommen              | Gattung Ve der ehemaligen B.O.B. (Serie K), 1876 von der Staatsbahn übernommen | Gattung Ve der ehemaligen B.O.B. (Serie K), 1876 von der Staatsbahn übernommen | Gattung Ve der ehemaligen B.O.B. (Serie K), 1876 von der Staatsbahn übernommen | Gattung Ve der ehemaligen B.O.B. (Serie K), 1876 von der Staatsbahn übernommen | Gattung Ve der ehemaligen B.O.B. (Serie K), 1876 von der Staatsbahn übernommen | Gattung Ve der ehemaligen B.O.B. (Serie K), 1876 von der Staatsbahn übernommen | Gattung Ve der ehemaligen B.O.B. (Serie K), 1876 von der Staatsbahn übernommen | Gattung Ve der ehemaligen B.O.B. (Serie K), 1876 von der Staatsbahn übernommen | Gattung Ve der ehemaligen B.O.B. (Serie K), 1876 von der Staatsbahn übernommen | Gattung Ve der ehemaligen B.O.B. (Serie K), 1876 von der Staatsbahn übernommen | Gattung Ve der ehemaligen B.O.B. (Serie K), 1876 von der Staatsbahn übernommen | Gattung Ve der ehemaligen B.O.B. (Serie K), 1876 von der Staatsbahn übernommen | Gattung Ve der ehemaligen B.O.B. (Serie K), 1876 von der Staatsbahn übernommen | Gattung Ve der ehemaligen B.O.B. (Serie K), 1876 von der Staatsbahn übernommen | Gattung Ve der ehemaligen B.O.B. (Serie K), 1876 von der Staatsbahn übernommen | Gattung Ve der ehemaligen B.O.B. (Serie K), 1876 von der Staatsbahn übernommen | Gattung Ve der ehemaligen B.O.B. (Serie K), 1876 von der Staatsbahn übernommen | Gattung Ve der ehemaligen B.O.B. (Serie K), 1876 von der Staatsbahn übernommen | Gattung Ve der ehemaligen B.O.B. (Serie K), 1876 von der Staatsbahn übernommen                                               |
| ------------------------------------------------------------------------------------------- | ------------------------------------------------------------------------------ | ------------------------------------------------------------------------------ | ------------------------------------------------------------------------------ | ------------------------------------------------------------------------------ | ------------------------------------------------------------------------------ | ------------------------------------------------------------------------------ | ------------------------------------------------------------------------------ | ------------------------------------------------------------------------------ | ------------------------------------------------------------------------------ | ------------------------------------------------------------------------------ | ------------------------------------------------------------------------------ | ------------------------------------------------------------------------------ | ------------------------------------------------------------------------------ | ------------------------------------------------------------------------------ | ------------------------------------------------------------------------------ | ------------------------------------------------------------------------------ | ------------------------------------------------------------------------------ | ------------------------------------------------------------------------------ | --- |
| 286I (143)                                                                                  | V.e.                                                                           | Ve                                                                             | Ve                                                                             | 1867                                                                           |                                                                                | 1                                                                              | 17 422                                                                         | Re 48 015                                                                      |                                                                                | 7.880                                                                          | 3.950                                                                          | 2                                                                              | 3.590                                                                          |                                                                                | 7.500                                                                          | 16,0 je Etage                                                                  |                                                                                |                                                                                | Unterkasten von 3,o m2 |
| 286II (144)                                                                                 | V.e.                                                                           | Ve                                                                             | Ve                                                                             | 1885–91                                                                        |                                                                                | 5                                                                              | 19 329- 19 333                                                                 | Re 48 006-48 010                                                               |                                                                                | 7.240                                                                          | 3.307                                                                          | 2                                                                              | 3.590                                                                          |                                                                                | 8.200                                                                          | 16,2 je Etage                                                                  |                                                                                |                                                                                | Unterkasten von 3,o m2 |
| 286II (144)                                                                                 | V.e.                                                                           | Ve                                                                             | Ve                                                                             | 1881–94                                                                        |                                                                                | 3                                                                              | 19 334 19 342 19 343                                                           | Re 40 011 Re 48 012 Re 48 013                                                  |                                                                                | 7.240                                                                          | 3.927                                                                          | 2                                                                              | 3.590                                                                          | 9.300                                                                          | 15,3 je Etage                                                                  |                                                                                | FsBr                                                                           |                                                                                | Unterkasten von 3,o m2 |
| 286II (144)                                                                                 | V.e.                                                                           | Ve                                                                             | Ve                                                                             | 1886–96                                                                        |                                                                                | 15                                                                             | 19 344 19 346-19 359                                                           | Re 48 014 Re 48 016-48 028                                                     |                                                                                | 7.240                                                                          | 3.307                                                                          | 2                                                                              | 3.590                                                                          | 8.200                                                                          | 16,1 je Etage                                                                  |                                                                                |                                                                                |                                                                                | Unterkasten von 3,o m2 |
| 286II (144)                                                                                 | V.e.                                                                           | Ve                                                                             | Ve                                                                             | 1887–93                                                                        |                                                                                | 7                                                                              | 19 364-19 370                                                                  | Re 48 033-48 038                                                               |                                                                                | 7.240                                                                          | 3.307                                                                          | 2                                                                              | 3.590                                                                          | 8.200                                                                          | 16,2 je Etage                                                                  |                                                                                |                                                                                | Unterkasten von 3,7 m2                                                         | |
| 286II (144)                                                                                 | V.e.                                                                           | Ve                                                                             | Ve                                                                             | 1887–96                                                                        |                                                                                | 4                                                                              | 19 360-19 363                                                                  | Re 48 029-48 032                                                               |                                                                                | 7.240                                                                          | 3.927                                                                          | 2                                                                              | 3.590                                                                          | 8.800                                                                          | 15,3 je Etage                                                                  |                                                                                | hBr                                                                            | Bremserhaus in den Wagenkasten integriert                                      | |
| 286II (144)                                                                                 | V.e.                                                                           | Ve                                                                             | Ve                                                                             | 1887–96                                                                        |                                                                                | 3                                                                              | 19 371-19 373                                                                  | Re 48 039-48 041                                                               |                                                                                | 7.240                                                                          | 3.927                                                                          | 2                                                                              | 3.590                                                                          | 8.800                                                                          | 15,3 je Etage                                                                  |                                                                                | hBr                                                                            | Bremserhaus in den Wagenkasten integriert                                      | |
| Gattung Ven der ehemaligen B.O.B. (Serie K), 1876 von der Staatsbahn übernommen             |                                                                                |                                                                                |                                                                                |                                                                                |                                                                                |                                                                                |                                                                                |                                                                                |                                                                                |                                                                                |                                                                                |                                                                                |                                                                                |                                                                                |                                                                                |                                                                                |                                                                                |                                                                                | |
| 288 ehem. 147                                                                               | V.e.                                                                           | Ven                                                                            | Ven (Bay 96)                                                                   | 1896                                                                           |                                                                                | 3                                                                              | 19 301, 19 305, 19 306                                                         | Re 48 042 - Re 48 049                                                          |                                                                                | 8.224                                                                          | 3.590                                                                          | 2                                                                              | 3.650                                                                          |                                                                                | 10.000                                                                         | 17,6 je Etage                                                                  |                                                                                |                                                                                | eisernes Untergestell und Unterkasten von 3,o m2; hölzernes Kastengerippe;                                                   |
| 288 ehem. 147                                                                               | V.e.                                                                           | Ven                                                                            | Ven (Bay 96)                                                                   | 1897                                                                           |                                                                                | 1                                                                              | 19 308                                                                         | Re 48 042 - Re 48 049                                                          |                                                                                | 8.250                                                                          | 4.230                                                                          | 2                                                                              | 3.650                                                                          | 17,4 je Etage                                                                  | 10.000                                                                         |                                                                                | Brh                                                                            | eisernes Untergestell und hölzernes Kastengerippe; hochgesetztes Bremserhaus   | |
| 288 ehem. 147                                                                               | V.e.                                                                           | Ven                                                                            | Ven (Bay 96)                                                                   | 1895                                                                           |                                                                                | 3                                                                              | 19 310-19 312                                                                  | Re 48 042 - Re 48 049                                                          |                                                                                | 8.250                                                                          | 4.230                                                                          | 2                                                                              | 3.650                                                                          | 17,4 je Etage                                                                  | 10.000                                                                         |                                                                                | Brh                                                                            | eisernes Untergestell und hölzernes Kastengerippe; hochgesetztes Bremserhaus   | |
| 288 ehem. 147                                                                               | V.e.                                                                           | Ven                                                                            | Ven (Bay 96)                                                                   | 1896                                                                           |                                                                                | 1                                                                              | 19 321                                                                         | Re 48 042 - Re 48 049                                                          |                                                                                | 8.224                                                                          | 3.590                                                                          | 2                                                                              | 3.650                                                                          | 18,1 je Etage                                                                  | 10.000                                                                         |                                                                                |                                                                                | eisernes Untergestell und Unterkasten von 3,o m2; hölzernes Kastengerippe;     | |
| 288 ehem. 147                                                                               | V.e.                                                                           | Ven                                                                            | Ven (Bay 96)                                                                   | 1896                                                                           |                                                                                | 1                                                                              | 19 328                                                                         | Re 48 042 - Re 48 049                                                          |                                                                                | 8.224                                                                          | 3.590                                                                          | 2                                                                              | 3.650                                                                          | 18,1 je Etage                                                                  | 10.000                                                                         |                                                                                |                                                                                | eisernes Untergestell und Unterkasten von 3,o m2; hölzernes Kastengerippe;     | |
| 289 ehem. 147                                                                               | V.e.                                                                           | Ven                                                                            | Ven (Bay 92)                                                                   | 1895                                                                           |                                                                                | 1                                                                              | 19 303                                                                         | nicht mehr aufgeführt                                                          |                                                                                | 8.014                                                                          | 3.438                                                                          | 2                                                                              | 3.650                                                                          |                                                                                | 10.000                                                                         | 17,2 je Etage                                                                  |                                                                                |                                                                                | eisernes Untergestell und Unterkasten von 3,o m2; hölzernes Kastengerippe;                                                   |
| 289 ehem. 147                                                                               | V.e.                                                                           | Ven                                                                            | Ven (Bay 92)                                                                   | 1892                                                                           |                                                                                | 2                                                                              | 19 309, 19 313                                                                 | Re 48 050 - Re 48 052                                                          |                                                                                | 8.244                                                                          | 4.093                                                                          | 2                                                                              | 3.650                                                                          | 16,9 je Etage                                                                  | 10.000                                                                         |                                                                                | Brh                                                                            | eisernes Untergestell und hölzernes Kastengerippe; hochgesetztes Bremserhaus   | |
| 289 ehem. 147                                                                               | V.e.                                                                           | Ven                                                                            | Ven (Bay 92)                                                                   | 1896                                                                           |                                                                                | 1                                                                              | 19 326                                                                         | Re 48 050 - Re 48 052                                                          |                                                                                | 8.014                                                                          | 3.438                                                                          | 2                                                                              | 3.650                                                                          | 17,7 je Etage                                                                  | 10.000                                                                         |                                                                                |                                                                                | eisernes Untergestell und Unterkasten von 3,o m2; hölzernes Kastengerippe;     | |
| 290II ehem. 144                                                                             | V.e.                                                                           | Ven                                                                            | Ven (Bay 85)                                                                   | 1885 Umb. 1894                                                                 |                                                                                | 2                                                                              | 19335, 19336                                                                   | Re 48 053 - Re 48 058                                                          |                                                                                | 7.240                                                                          | 3.927                                                                          | 2                                                                              | 3.590                                                                          |                                                                                | 9.300                                                                          | 15,6 und 16,2                                                                  |                                                                                | Brh, Wsbr                                                                      | eisernes Untergestell; eisernes Kastengerippe; hochgesetztes Bremserhaus innerhalb des Wagenkasten; durchgehende Laufbretter |
| 290II ehem. 144                                                                             | V.e.                                                                           | Ven                                                                            | Ven (Bay 85)                                                                   | 1885 Umb. 1894                                                                 |                                                                                | 3                                                                              | 19 337- 19 339                                                                 | Re 48 053 - Re 48 058                                                          |                                                                                | 7.240                                                                          | 3.927                                                                          | 2                                                                              | 3.590                                                                          |                                                                                | 9.300                                                                          | 15,6 und 16,2                                                                  |                                                                                | Brh, Wsbr                                                                      | eisernes Untergestell; eisernes Kastengerippe; hochgesetztes Bremserhaus innerhalb des Wagenkasten; durchgehende Laufbretter |
| 290II ehem. 144                                                                             | V.e.                                                                           | Ven                                                                            | Ven (Bay 85)                                                                   | 1885 Umb. 1894                                                                 |                                                                                | 2                                                                              | 19 340, 19 341                                                                 | Re 48 053 - Re 48 058                                                          |                                                                                | 7.240                                                                          | 3.927                                                                          | 2                                                                              | 3.590                                                                          |                                                                                | 9.300                                                                          | 15,6 und 16,2                                                                  |                                                                                | Brh, Wsbr                                                                      | eisernes Untergestell; eisernes Kastengerippe; hochgesetztes Bremserhaus innerhalb des Wagenkasten; durchgehende Laufbretter |
| Gattung Veng der ehemaligen B.O.B. (Serie K), 1876 von der Staatsbahn übernommen            |                                                                                |                                                                                |                                                                                |                                                                                |                                                                                |                                                                                |                                                                                |                                                                                |                                                                                |                                                                                |                                                                                |                                                                                |                                                                                |                                                                                |                                                                                |                                                                                |                                                                                |                                                                                | |
| 291 ehem. 149                                                                               | V.e.                                                                           | Veng                                                                           | Veng (Bay 86)                                                                  | 1886 Umbaudat.                                                                 |                                                                                | 1                                                                              | 82-011                                                                         | Re 48 059                                                                      |                                                                                | 7.424                                                                          | 3.323                                                                          | 2                                                                              | 3.650                                                                          |                                                                                | 8.700                                                                          | 17,0 je Etage                                                                  |                                                                                |                                                                                | zum Kleinviehtransport (Gänse) mit je 3 Böden; eisernes Untergestell; eisernes Kastengerippe; Unterkasten mit 3,0 m2         |
| 291 ehem. 149                                                                               | V.e.                                                                           | Veng                                                                           | Veng (Bay 86)                                                                  |                                                                                |                                                                                | 1                                                                              | 82 012                                                                         | Re 48 059                                                                      |                                                                                | 7.424                                                                          | 3.323                                                                          | 2                                                                              | 3.650                                                                          |                                                                                | 8.700                                                                          | 17,0 je Etage                                                                  |                                                                                |                                                                                | zum Kleinviehtransport (Gänse) mit je 3 Böden; eisernes Untergestell; eisernes Kastengerippe; Unterkasten mit 3,0 m2         |
| Gattung Vnf der ehemaligen B.O.B. (Pferdewagen Serie H), 1876 von der Staatsbahn übernommen |                                                                                |                                                                                |                                                                                |                                                                                |                                                                                |                                                                                |                                                                                |                                                                                |                                                                                |                                                                                |                                                                                |                                                                                |                                                                                |                                                                                |                                                                                |                                                                                |                                                                                |                                                                                | |
| (ehem. 153)                                                                                 | V.f.                                                                           | Vnf                                                                            | Vnf                                                                            | 1859                                                                           | Klett                                                                          | 10                                                                             | 19 606-19 615                                                                  | Die Fahrzeuge wurden zu Fäkalientransportwagen umgebaut                        |                                                                                | 7.600                                                                          | 3.640                                                                          | 2                                                                              | 3.650                                                                          |                                                                                | 10.000                                                                         | 4 Pferde                                                                       |                                                                                |                                                                                | hölzernes Untergestell und Kastengerippe; Stirnwandtüren;                                                                    |
| 294 (ehem. 154)                                                                             | V.                                                                             | Vnf                                                                            | Vnf                                                                            | 1863                                                                           |                                                                                | 5                                                                              | 19 601-19 602 19 603-19 605                                                    | Re 48 801-48 302 Mü 48 303-48 305                                              |                                                                                | 8.224                                                                          | 3.617                                                                          | 2                                                                              | 4.500                                                                          |                                                                                | 10,0                                                                           | 4 Pferde                                                                       |                                                                                | Wsbr                                                                           | hölzernes Untergestell; lange seitliche Laufbretter; Dampfleitung; Stirnwandtüren                                            |
| 294 (ehem. 154)                                                                             | V.                                                                             | Vnf                                                                            | Vnf                                                                            | 1863                                                                           |                                                                                | 5                                                                              | 19 616-19 620                                                                  | Mü 48 306-48 310                                                               |                                                                                | 8.224                                                                          | 3.617                                                                          | 2                                                                              | 4.500                                                                          |                                                                                | 10,0                                                                           | 4 Pferde                                                                       | eisernes Untergestell; lange seitliche Laufbretter; Dampfleitung;              |                                                                                | |
| Gattung Ve der K.Bay.Sts.B                                                                  |                                                                                |                                                                                |                                                                                |                                                                                |                                                                                |                                                                                |                                                                                |                                                                                |                                                                                |                                                                                |                                                                                |                                                                                |                                                                                |                                                                                |                                                                                |                                                                                |                                                                                |                                                                                | |
| 284 ehem. 145                                                                               | V.e.                                                                           | Ve                                                                             | Ve                                                                             | 1866                                                                           |                                                                                | 2                                                                              | 19 304, 19 307                                                                 | Re 48 001                                                                      |                                                                                | 7.000                                                                          | 3.330                                                                          | 2                                                                              | 3.650                                                                          |                                                                                | 10.000                                                                         | 16,0 je Etage                                                                  |                                                                                |                                                                                | eisernes Untergestell und Unterkasten von 3,o m2; hölzernes Kastengerippe;                                                   |
| 284 ehem. 145                                                                               | V.e.                                                                           | Ve                                                                             | Ve                                                                             | 1868                                                                           |                                                                                | 3                                                                              | 19 314-19 36                                                                   |                                                                                |                                                                                | 7.000                                                                          | 3.330                                                                          | 2                                                                              | 3.650                                                                          |                                                                                | 10.000                                                                         | 16,0 je Etage                                                                  |                                                                                |                                                                                | eisernes Untergestell und Unterkasten von 3,o m2; hölzernes Kastengerippe;                                                   |
| 284 ehem. 145                                                                               | V.e.                                                                           | Ve                                                                             | Ve                                                                             | 1872                                                                           |                                                                                | 4                                                                              | 19 317-19 320                                                                  | Re 48 002                                                                      |                                                                                | 7.000                                                                          | 3.330                                                                          | 2                                                                              | 3.650                                                                          |                                                                                | 10.000                                                                         | 16,0 je Etage                                                                  |                                                                                |                                                                                | eisernes Untergestell und Unterkasten von 3,o m2; hölzernes Kastengerippe;                                                   |
| 284 ehem. 145                                                                               | V.e.                                                                           | Ve                                                                             | Ve                                                                             | 1872                                                                           |                                                                                | 3                                                                              | 19 323-19 325                                                                  | Re 48 003                                                                      |                                                                                | 7.000                                                                          | 3.330                                                                          | 2                                                                              | 3.650                                                                          |                                                                                | 10.000                                                                         | 16,0 je Etage                                                                  |                                                                                |                                                                                | eisernes Untergestell und Unterkasten von 3,o m2; hölzernes Kastengerippe;                                                   |
| 284 ehem. 145                                                                               | V.e.                                                                           | Ve                                                                             | Ve                                                                             | 1872                                                                           |                                                                                | 1                                                                              | 19 327                                                                         |                                                                                |                                                                                | 7.000                                                                          | 3.330                                                                          | 2                                                                              | 3.650                                                                          |                                                                                | 10.000                                                                         | 16,0 je Etage                                                                  |                                                                                |                                                                                | eisernes Untergestell und Unterkasten von 3,o m2; hölzernes Kastengerippe;                                                   |
| Gattung Vnf der K.Bay.Sts.B                                                                 |                                                                                |                                                                                |                                                                                |                                                                                |                                                                                |                                                                                |                                                                                |                                                                                |                                                                                |                                                                                |                                                                                |                                                                                |                                                                                |                                                                                |                                                                                |                                                                                |                                                                                |                                                                                | |
| 295 (ehem. 155)                                                                             | V.f.                                                                           | Vnf                                                                            | Vnf                                                                            | 1891                                                                           |                                                                                | 1                                                                              | 19 021                                                                         | Re 48 311                                                                      |                                                                                | 8.424                                                                          | 3.617                                                                          | 2                                                                              | 4.500                                                                          |                                                                                | 10.000                                                                         | 6 Pferde                                                                       |                                                                                | Wsbr                                                                           | eisernes Kastengerippe; Stirnwandtüren;                                                                                      |
| Gattung VOz[u] der K.Bay.Sts.B                                                              |                                                                                |                                                                                |                                                                                |                                                                                |                                                                                |                                                                                |                                                                                |                                                                                |                                                                                |                                                                                |                                                                                |                                                                                |                                                                                |                                                                                |                                                                                |                                                                                |                                                                                |                                                                                | |
| 300 ehem. 215                                                                               | O.l.h.                                                                         | VOz[u]                                                                         | VO                                                                             | 1888/91                                                                        |                                                                                | 28                                                                             | 65 101-65 128                                                                  | Re 48 553-48 573 Mü 48 609-48 615                                              |                                                                                | 9.300                                                                          | 3.817                                                                          | 2                                                                              | 4.000                                                                          |                                                                                | 10.000                                                                         | 20,0                                                                           | 40,0                                                                           |                                                                                | Bordhöhe 2,0 m; eisernes Kastengerippe;                                                                                      |
| Gattung VOmz[u] der K.Bay.Sts.B                                                             |                                                                                |                                                                                |                                                                                |                                                                                |                                                                                |                                                                                |                                                                                |                                                                                |                                                                                |                                                                                |                                                                                |                                                                                |                                                                                |                                                                                |                                                                                |                                                                                |                                                                                |                                                                                | |
| 301                                                                                         | O.L.h.                                                                         | VOmz[u]                                                                        | VO                                                                             | 1894/07                                                                        |                                                                                | 201                                                                            | 65 513-65 525 65 538-65 725                                                    | Au 48 713-48 725 Au 48 738-48 925                                              |                                                                                | 9.600                                                                          | 3.621                                                                          | 2                                                                              | 4.500                                                                          |                                                                                | 15.000                                                                         | 31,5                                                                           | 43,0                                                                           | BrH                                                                            | Bordhöhe 2,0 m; eisernes Kastengerippe; hochgesetztes Bremserhaus                                                            |
| 301                                                                                         | O.L.h.                                                                         | VOmz[u]                                                                        | VO                                                                             | 1894/07                                                                        |                                                                                | 24                                                                             | 65 501-65 512 65 526-65-537                                                    | Au 48 701-48 712 Au 48 726-48 737                                              |                                                                                | 9.300                                                                          | 3.621                                                                          | 2                                                                              | 4.500                                                                          |                                                                                | 15.000                                                                         | 31,5                                                                           | 43,0                                                                           |                                                                                | Bordhöhe 2,0 m; eisernes Kastengerippe;                                                                                      |
| Gattung VOmlz[u] der K.Bay.Sts.B                                                            |                                                                                |                                                                                |                                                                                |                                                                                |                                                                                |                                                                                |                                                                                |                                                                                |                                                                                |                                                                                |                                                                                |                                                                                |                                                                                |                                                                                |                                                                                |                                                                                |                                                                                |                                                                                | |
| 302 ehem. 220                                                                               | O.p.h.m.                                                                       | VO                                                                             | VO                                                                             | 1891                                                                           |                                                                                | 10                                                                             | 67 001-67 010                                                                  | Re 49 201-49 210                                                               |                                                                                | 11.224                                                                         | 3.621                                                                          | 3                                                                              | 6.400 3.200                                                                    | B5                                                                             | 10.000                                                                         | 27,0                                                                           | 54,0                                                                           |                                                                                | Bordhöhe 2,0 m; eisernes Kastengerippe; Mittelachse verschiebbar;                                                            |
| 303 ehem. 219                                                                               | O.p.h.m.                                                                       | VO                                                                             | VO                                                                             | 1893/97                                                                        |                                                                                | 10                                                                             | 67 011-67 020                                                                  | Au 49 211-49 220                                                               |                                                                                | 11.600                                                                         | 4.255                                                                          | 2                                                                              | 6.000                                                                          | B5                                                                             | 15.000                                                                         | 27,0                                                                           | 54,0                                                                           | BrH                                                                            | eisernes Kastengerippe; Bordhöhe 2,0 m; hochgesetztes Bremserhaus;                                                           |
| 303 ehem. 219                                                                               | O.p.h.m.                                                                       | VO                                                                             | VO                                                                             | 1895                                                                           |                                                                                | 8                                                                              | 67 021-67 028                                                                  | Au 49 221-49 228                                                               |                                                                                | 11.600                                                                         | 4.255                                                                          | 2                                                                              | 6.000                                                                          | B5                                                                             | 15.000                                                                         | 27,0                                                                           | 54,0                                                                           | BrH                                                                            | eisernes Kastengerippe; Bordhöhe 2,0 m; hochgesetztes Bremserhaus;                                                           |
| 303 ehem. 219                                                                               | O.p.h.m.                                                                       | VO                                                                             | VO                                                                             | 1895                                                                           |                                                                                | 12                                                                             | 67 048-67 059                                                                  | Au 49 248-49 259                                                               |                                                                                | 11.600                                                                         | 4.255                                                                          | 2                                                                              | 6.000                                                                          | B5                                                                             | 15.000                                                                         | 27,0                                                                           | 54,0                                                                           | BrH                                                                            | eisernes Kastengerippe; Bordhöhe 2,0 m; hochgesetztes Bremserhaus;                                                           |
| 303 ehem. 219                                                                               | O.p.h.m.                                                                       | VO                                                                             | VO                                                                             | 1895                                                                           |                                                                                | 7                                                                              | 67 029-67 035                                                                  | Au 49 229-49 235                                                               |                                                                                | 11.300                                                                         | 3.652                                                                          | 2                                                                              | 6.000                                                                          | V                                                                              | 15.000                                                                         | 27,0                                                                           | 54,0                                                                           |                                                                                | eisernes Kastengerippe; Bordhöhe 2,0 m;                                                                                      |
| 303 ehem. 219                                                                               | O.p.h.m.                                                                       | VO                                                                             | VO                                                                             | 1897                                                                           |                                                                                | 12                                                                             | 67 036-67 047                                                                  | Au 49 236-49 249                                                               |                                                                                | 11.300                                                                         | 3.652                                                                          | 2                                                                              | 6.000                                                                          | V                                                                              | 15.000                                                                         | 27,0                                                                           | 54,0                                                                           |                                                                                | eisernes Kastengerippe; Bordhöhe 2,0 m;                                                                                      |
| 303 ehem. 219                                                                               | O.p.h.m.                                                                       | VO                                                                             | VO                                                                             | 1901/05                                                                        |                                                                                | 141                                                                            | 67 060-67 200                                                                  | Au 49 260-49 400                                                               |                                                                                | 11.300                                                                         | 3.652                                                                          | 2                                                                              | 6.000                                                                          | V                                                                              | 15.000                                                                         | 27,0                                                                           | 54,0                                                                           |                                                                                | eisernes Kastengerippe; Bordhöhe 2,0 m;                                                                                      |

### Übersicht über die offenen Güterwagen
|                                                                    | Gattungszeichen                                                    | Gattungszeichen                                                    | Gattungszeichen                                                    | Herstelldaten                                                      | Herstelldaten                                                      | Herstelldaten                                                      | Wagennummern je Epoche                                             | Wagennummern je Epoche                                             | Wagennummern je Epoche                                             | Abmessungen                                                        | Abmessungen                                                        | Abmessungen                                                        | Abmessungen                                                        | Abmessungen                                                        | Lademaße                                                           | Lademaße                                                           | Lademaße                                                                              |                                                                    |                                                                                           |
| Blatt-Nr.                                                          | bis 1895                                                           | bis 1909                                                           | DRG                                                                | Baujahre                                                           | Her- steller                                                       | Anz.                                                               | ab 1875                                                            | ab 1909                                                            | DRG                                                                | LüP [mm]                                                           | Höhe über SOK [mm]                                                 | Anz. Ach- sen                                                      | Le- nk Ach- sen                                                    | Achs- stand [mm]                                                   | Gewicht [kg]                                                       | Fläche [m²]                                                        | Vol. [m³]                                                                             | Brem- sen- arten                                                   | Bemerkungen                                                                               |
| Bauarten der ehemaligen B.O.B., 1876 von der Staatsbahn übernommen | Bauarten der ehemaligen B.O.B., 1876 von der Staatsbahn übernommen | Bauarten der ehemaligen B.O.B., 1876 von der Staatsbahn übernommen | Bauarten der ehemaligen B.O.B., 1876 von der Staatsbahn übernommen | Bauarten der ehemaligen B.O.B., 1876 von der Staatsbahn übernommen | Bauarten der ehemaligen B.O.B., 1876 von der Staatsbahn übernommen | Bauarten der ehemaligen B.O.B., 1876 von der Staatsbahn übernommen | Bauarten der ehemaligen B.O.B., 1876 von der Staatsbahn übernommen | Bauarten der ehemaligen B.O.B., 1876 von der Staatsbahn übernommen | Bauarten der ehemaligen B.O.B., 1876 von der Staatsbahn übernommen | Bauarten der ehemaligen B.O.B., 1876 von der Staatsbahn übernommen | Bauarten der ehemaligen B.O.B., 1876 von der Staatsbahn übernommen | Bauarten der ehemaligen B.O.B., 1876 von der Staatsbahn übernommen | Bauarten der ehemaligen B.O.B., 1876 von der Staatsbahn übernommen | Bauarten der ehemaligen B.O.B., 1876 von der Staatsbahn übernommen | Bauarten der ehemaligen B.O.B., 1876 von der Staatsbahn übernommen | Bauarten der ehemaligen B.O.B., 1876 von der Staatsbahn übernommen | Bauarten der ehemaligen B.O.B., 1876 von der Staatsbahn übernommen                    | Bauarten der ehemaligen B.O.B., 1876 von der Staatsbahn übernommen | Bauarten der ehemaligen B.O.B., 1876 von der Staatsbahn übernommen                        |
| ------------------------------------------------------------------ | ------------------------------------------------------------------ | ------------------------------------------------------------------ | ------------------------------------------------------------------ | ------------------------------------------------------------------ | ------------------------------------------------------------------ | ------------------------------------------------------------------ | ------------------------------------------------------------------ | ------------------------------------------------------------------ | ------------------------------------------------------------------ | ------------------------------------------------------------------ | ------------------------------------------------------------------ | ------------------------------------------------------------------ | ------------------------------------------------------------------ | ------------------------------------------------------------------ | ------------------------------------------------------------------ | ------------------------------------------------------------------ | ------------------------------------------------------------------------------------- | ------------------------------------------------------------------ | ----------------------------------------------------------------------------------------- |
| 308 (ehem.204)                                                     | O.m.                                                               | Oq                                                                 | O                                                                  | 1858/59                                                            |                                                                    | 13                                                                 | 51 174-52 289                                                      | Re 51 174-52 289                                                   | (siehe Wagenseite)                                                 | 7.054                                                              | 3.108                                                              | 2                                                                  |                                                                    | 3.210                                                              | 5.830                                                              | 13,6                                                               | 15,3                                                                                  |                                                                    | Umbau in den Jahren 1885–1908; Bordhöhe 1.100 mm;                                         |
| 308 (ehem.204)                                                     | O.m.                                                               | Oq                                                                 | O                                                                  | 1858/59                                                            |                                                                    | 11                                                                 | 52 292-52 470                                                      | Re 52 292-52 470                                                   | (siehe Wagenseite)                                                 | 7.054                                                              | 3.108                                                              | 2                                                                  |                                                                    | 3.210                                                              | 5.360                                                              | 12,7                                                               | 14,8                                                                                  | Brh                                                                | Umbau in den Jahren 1885–1908; Bordhöhe 1.100 mm;                                         |
| 308 (ehem.204)                                                     | O.m.                                                               | Oq                                                                 | O                                                                  | 1858/59                                                            |                                                                    | 34                                                                 | 52 338-52 483                                                      | Re 52 338-52 483                                                   | (siehe Wagenseite)                                                 | 7.054                                                              | 3.108                                                              | 2                                                                  |                                                                    | 3.210                                                              | 5.830                                                              | 13,6                                                               | 15,3                                                                                  |                                                                    | Umbau in den Jahren 1885–1908; Bordhöhe 1.100 mm;                                         |
| 309 (ehem.203)                                                     | O.m.                                                               | O                                                                  | O                                                                  | 1860                                                               |                                                                    | 2                                                                  | 52 432, 52 461                                                     | Re 52 432, 52 461                                                  | (siehe Wagenseite)                                                 | 7.962                                                              | 3.100                                                              | 2                                                                  |                                                                    | 3.590                                                              | 6.610                                                              | 16,1                                                               | 17,7                                                                                  |                                                                    | Seitenwände nur mit Werkzeugen abbordbar; Bordhöhe 1.100 mm;                              |
| 309 (ehem.203)                                                     | O.m.                                                               | Oq                                                                 | O                                                                  | 1859                                                               |                                                                    | 1                                                                  | 52 253                                                             | Re 52 253                                                          | (siehe Wagenseite)                                                 | 7.962                                                              | 3.100                                                              | 2                                                                  |                                                                    | 3.210                                                              | 6.610                                                              | 16,1                                                               | 17,7                                                                                  |                                                                    | Seitenwände nur mit Werkzeugen abbordbar; Bordhöhe 1.100 mm;                              |
| 309 (ehem.203)                                                     | O.m.                                                               | Oq                                                                 | O                                                                  | 1858/60                                                            |                                                                    | 38                                                                 | 52 294-52 662                                                      | Re 52 294-52 662                                                   | (siehe Wagenseite)                                                 | 7.962                                                              | 3.100                                                              | 2                                                                  |                                                                    | 3.590                                                              | 6.010                                                              | 14,6                                                               | 16,0                                                                                  | BrH                                                                | Seitenwände nur mit Werkzeugen abbordbar; Bordhöhe 1.100 mm;                              |
| 309 (ehem.203)                                                     | O.m.                                                               | O                                                                  | O                                                                  | 1860                                                               |                                                                    | 189                                                                | 52 175-52 482                                                      | Re 52 175-52 482                                                   | (siehe Wagenseite)                                                 | 7.962                                                              | 3.100                                                              | 2                                                                  |                                                                    | 3.590                                                              | 6.610                                                              | 16,1                                                               | 17,7                                                                                  |                                                                    | Seitenwände nur mit Werkzeugen abbordbar; Bordhöhe 1.100 mm;                              |
| 313 (ehem.191)                                                     | O.d.                                                               | Oq                                                                 |                                                                    | 1870/77                                                            |                                                                    | 179                                                                | 54 578-55 247                                                      | Re 54 578-55 247                                                   | (siehe Wagenseite)                                                 | 8.262                                                              | 3.200                                                              | 2                                                                  |                                                                    | 3.590                                                              | 10,0 - 10,5                                                        | 16,0                                                               | 12,8                                                                                  | Pl                                                                 | Bordhöhe 800 mm; Seitenwände aus Blech                                                    |
| 313 (ehem.191)                                                     | O.d.                                                               | Oq                                                                 | 301                                                                | 1870/77                                                            | 54 498-54 897                                                      | Re 54 498-54 897                                                   | 8.262                                                              | 2.000                                                              | (siehe Wagenseite)                                                 | 16,7                                                               | 13,4                                                               | 2                                                                  |                                                                    | 3.590                                                              | 10,0 - 10,5                                                        |                                                                    |                                                                                       |                                                                    | Bordhöhe 800 mm; Seitenwände aus Blech                                                    |
| 313 (ehem.191)                                                     | O.d.                                                               | Oq                                                                 | 259                                                                | 1870/77                                                            | 54 898-55 217                                                      | Re 54 898-55 217                                                   | 8.262                                                              | 2.000                                                              | (siehe Wagenseite)                                                 | 17,5                                                               | 14,0                                                               | 2                                                                  |                                                                    | 3.590                                                              | 10,0 - 10,5                                                        |                                                                    |                                                                                       |                                                                    | Bordhöhe 800 mm; Seitenwände aus Blech                                                    |
| 386I (185)                                                         | Od                                                                 | X[u]                                                               | X[u] Bay 71                                                        | 1884/-86                                                           | MAN                                                                | 4                                                                  | 56501, 56505, 56507, 56523                                         | 82387-82420, 82422-82446, 82448-8250, 82930-82943                  |                                                                    | 7.960                                                              | 1.520                                                              | 2                                                                  |                                                                    | 3.590                                                              | 5.600                                                              | 15,9                                                               | 5,6                                                                                   |                                                                    | Umgebaut; mit eisernem Untergestell; 350 mm Bordhöhe;                                     |
| 386I (185)                                                         | Od                                                                 | X[u]                                                               | X[u] Bay 71                                                        | 1871/72                                                            | MAN                                                                | 38                                                                 | 56550-56587                                                        | 82387-82420, 82422-82446, 82448-8250, 82930-82943                  |                                                                    | 7.960                                                              | 1.520                                                              | 2                                                                  |                                                                    | 3.590                                                              | 5.600                                                              | 15,9                                                               | 5,6                                                                                   |                                                                    | Umgebaut; mit eisernem Untergestell; 350 mm Bordhöhe;                                     |
| 386I (185)                                                         | Od                                                                 | X[u]                                                               | X[u] Bay 71                                                        | 1871/72                                                            | MAN                                                                | 58                                                                 | 56605-56662                                                        | 82387-82420, 82422-82446, 82448-8250, 82930-82943                  |                                                                    | 7.960                                                              | 1.520                                                              | 2                                                                  |                                                                    | 3.590                                                              | 5.600                                                              | 15,9                                                               | 5,6                                                                                   |                                                                    | Umgebaut; mit eisernem Untergestell; 350 mm Bordhöhe;                                     |
| 386I (185)                                                         | Od                                                                 | X[u]                                                               | X[u] Bay 71                                                        | 1872/73                                                            | MAN                                                                | 20                                                                 | 56680-5699                                                         | 82387-82420, 82422-82446, 82448-8250, 82930-82943                  |                                                                    | 7.960                                                              | 1.520                                                              | 2                                                                  |                                                                    | 3.590                                                              | 5.600                                                              | 15,9                                                               | 5,6                                                                                   |                                                                    | Umgebaut; mit eisernem Untergestell; 350 mm Bordhöhe;                                     |
| 386I (185)                                                         | Od                                                                 | X[u]                                                               | X[u] Bay 71                                                        | 1871/72                                                            | MAN                                                                | 17                                                                 | 56588-56604                                                        | 82387-82420, 82422-82446, 82448-8250, 82930-82943                  | 3.200                                                              | 7.960                                                              | 6.500                                                              | 2                                                                  | 15,9                                                               | 3.590                                                              | 5,7                                                                | Hsp                                                                | Umgebaut; mit eisernem Untergestell; Bremserhaus nach Ostbahnbauart; 350 mm Bordhöhe; |                                                                    |                                                                                           |
| 386I (185)                                                         | Od                                                                 | X[u]                                                               | X[u] Bay 71                                                        | 1872/73                                                            | MAN                                                                | 17                                                                 | 56663-56679                                                        | 82387-82420, 82422-82446, 82448-8250, 82930-82943                  | 3.200                                                              | 7.960                                                              | 6.500                                                              | 2                                                                  | 15,9                                                               | 3.590                                                              | 5,7                                                                | Hsp                                                                | Umgebaut; mit eisernem Untergestell; Bremserhaus nach Ostbahnbauart; 350 mm Bordhöhe; |                                                                    |                                                                                           |
| 386I (185)                                                         | Od                                                                 | X[u]                                                               | X[u] Bay 71                                                        | 1872/73                                                            | MAN                                                                | 2                                                                  | 56700-56701                                                        | 82387-82420, 82422-82446, 82448-8250, 82930-82943                  | 3.200                                                              | 7.960                                                              | 6.500                                                              | 2                                                                  | 15,9                                                               | 3.590                                                              | 5,7                                                                | Hsp                                                                | Umgebaut; mit eisernem Untergestell; Bremserhaus nach Ostbahnbauart; 350 mm Bordhöhe; |                                                                    |                                                                                           |
| Staatsbahnwagen                                                    |                                                                    |                                                                    |                                                                    |                                                                    |                                                                    |                                                                    |                                                                    |                                                                    |                                                                    |                                                                    |                                                                    |                                                                    |                                                                    |                                                                    |                                                                    |                                                                    |                                                                                       |                                                                    |                                                                                           |
| 307I (ehem.208)                                                    | O.m.                                                               | Oq                                                                 |                                                                    | 1863/72                                                            |                                                                    | 13                                                                 | 51 418-52 888                                                      | Re 51 418-52 888                                                   | (siehe Wagenseite)                                                 | 8.264                                                              | 2.317                                                              | 2                                                                  |                                                                    | 3.650                                                              | 6,1                                                                | 16,7                                                               | 18,4                                                                                  |                                                                    | Umgebaut 1891–1900; Bordhöhe 1,10;                                                        |
| 307II (ehem.208)                                                   | O.m.                                                               | Oq                                                                 | O                                                                  | 1886/71                                                            |                                                                    | 19                                                                 | 51 378-52 963                                                      | Re 51 378-52 963                                                   | (siehe Wagenseite)                                                 | 8.264                                                              | 2.417                                                              | 2                                                                  |                                                                    | 3.650                                                              | 7.040                                                              | 16,7                                                               | 20,0                                                                                  |                                                                    | Umbau in den Jahren 1891–1900; Seitenwände nur mit Werkzeug abnehmbar; Bordhöhe 1.200 mm; |
| 307II (ehem.208)                                                   | O.m.                                                               | Oq                                                                 | O                                                                  | 1886/71                                                            |                                                                    | 9                                                                  | 51 586-52 040                                                      | Re 51 586-52 040                                                   | (siehe Wagenseite)                                                 | 8.264                                                              | 2.417                                                              | 2                                                                  |                                                                    | 3.650                                                              | 6.440                                                              | 15,9                                                               | 19,1                                                                                  | Brh                                                                | Umbau in den Jahren 1891–1900; Seitenwände nur mit Werkzeug abnehmbar; Bordhöhe 1.200 mm; |
| 310I (ehem.207)                                                    | O.m.                                                               | O                                                                  |                                                                    | 1871                                                               |                                                                    | 3                                                                  | 52 092 52 096 52 125                                               | Re 52 092 Re 52 096 Re 52 125                                      | (siehe Wagenseite)                                                 | 8.224                                                              | 3.302                                                              | 2                                                                  |                                                                    | 3.650                                                              | 5,8                                                                | 16,4                                                               | 18,0                                                                                  |                                                                    | beidseitige Spriegel an den Seitentüren; Bordhöhe 1,10;                                   |
| 310II (ehem.207)                                                   | O.m.                                                               | Oc                                                                 |                                                                    | 1871                                                               |                                                                    | 88                                                                 | 52 062-52 895                                                      | Re 52 062-52 895                                                   | (siehe Wagenseite)                                                 | 8.224                                                              | 3.302                                                              | 2                                                                  |                                                                    | 3.650                                                              | 5,8                                                                | 16,4                                                               | 18,0                                                                                  |                                                                    | beidseitige Spriegel an den Seitentüren; Bordhöhe 1,35;                                   |
| 310II (ehem.207)                                                   | O.m.                                                               | Oc                                                                 |                                                                    | 1871                                                               |                                                                    | 4                                                                  | 52 067 52 112 82 402 82 404                                        | Mü 57 571 Mü 57 572 Mü 57 573 Mü 57 574                            | (siehe Wagenseite)                                                 | 8.224                                                              | 3.302                                                              | 2                                                                  |                                                                    | 3.650                                                              | 5,8                                                                | 16,4                                                               | 18,0                                                                                  |                                                                    | Bordhöhe 1,35; 82 402 und 82 404 mit Gestellen für Säureballons                           |
| 311 (ehem.188)                                                     | O.d.                                                               | Oq                                                                 |                                                                    | 1871/76                                                            |                                                                    | 612                                                                | 53 001-54 360                                                      | Re 53 001-54 360                                                   |                                                                    | 8.112                                                              | 1.965                                                              | 2                                                                  |                                                                    | 3.650                                                              | 10,0 - 10,5                                                        | 16,5                                                               | 12,6                                                                                  |                                                                    | Bordhöhe 760 mm;                                                                          |
| 312I (ehem.189)                                                    | O.d.                                                               | Oq                                                                 |                                                                    | 1871/75                                                            |                                                                    | 570                                                                | 53 200-54 409                                                      | Re 53 200-54 408                                                   |                                                                    | 8.345                                                              | 1.975                                                              | 2                                                                  |                                                                    | 3.650                                                              | 10,0 - 10,5                                                        | 15,3                                                               | 12,0                                                                                  | Pl                                                                 | Bordhöhe 760 mm;                                                                          |
| 320I (ehem.217)                                                    | O.o.                                                               | Oclq                                                               |                                                                    | 1890                                                               |                                                                    | 10                                                                 | 66 001-66 008 66 009-676 010                                       | Re 57 581-57 588 Au 57 589-57 590                                  |                                                                    | 11.224                                                             | 3.631                                                              | 2                                                                  | B5                                                                 | 5.500                                                              | 10,0 - 10,5                                                        | 24,0                                                               | 36,0                                                                                  |                                                                    | Bordhöhe 1.800 mm;                                                                        |

### Übersicht über die Langholzwagen
|                                                                    | Gattungszeichen                                                    | Gattungszeichen                                                    | Gattungszeichen                                                    | Herstelldaten                                                      | Herstelldaten                                                      | Herstelldaten                                                      | Wagennummern je Epoche                                             | Wagennummern je Epoche                                             | Wagennummern je Epoche                                             | Abmessungen                                                        | Abmessungen                                                        | Abmessungen                                                        | Abmessungen                                                        | Abmessungen                                                        | Lademaße                                                           | Lademaße                                                           | Lademaße                                                           |                                                                    |                                                                    |                                                                    |
| Blatt-Nr.                                                          | bis 1895                                                           | bis 1909                                                           | DRG                                                                | Bau- jahre                                                         | Her- steller                                                       | Anz.                                                               | ab 1875                                                            | ab 1909                                                            | DRG                                                                | LüP [mm]                                                           | Höhe über SOK [mm]                                                 | Anz. Ach- sen                                                      | Le- nk Ach- sen                                                    | Achs- stand [mm]                                                   | Gewicht [kg]                                                       | Fläche [m²]                                                        | Vol. [m³]                                                          | Brem- sen- arten                                                   | Bemerkungen                                                        |                                                                    |
| Bauarten der ehemaligen B.O.B., 1876 von der Staatsbahn übernommen | Bauarten der ehemaligen B.O.B., 1876 von der Staatsbahn übernommen | Bauarten der ehemaligen B.O.B., 1876 von der Staatsbahn übernommen | Bauarten der ehemaligen B.O.B., 1876 von der Staatsbahn übernommen | Bauarten der ehemaligen B.O.B., 1876 von der Staatsbahn übernommen | Bauarten der ehemaligen B.O.B., 1876 von der Staatsbahn übernommen | Bauarten der ehemaligen B.O.B., 1876 von der Staatsbahn übernommen | Bauarten der ehemaligen B.O.B., 1876 von der Staatsbahn übernommen | Bauarten der ehemaligen B.O.B., 1876 von der Staatsbahn übernommen | Bauarten der ehemaligen B.O.B., 1876 von der Staatsbahn übernommen | Bauarten der ehemaligen B.O.B., 1876 von der Staatsbahn übernommen | Bauarten der ehemaligen B.O.B., 1876 von der Staatsbahn übernommen | Bauarten der ehemaligen B.O.B., 1876 von der Staatsbahn übernommen | Bauarten der ehemaligen B.O.B., 1876 von der Staatsbahn übernommen | Bauarten der ehemaligen B.O.B., 1876 von der Staatsbahn übernommen | Bauarten der ehemaligen B.O.B., 1876 von der Staatsbahn übernommen | Bauarten der ehemaligen B.O.B., 1876 von der Staatsbahn übernommen | Bauarten der ehemaligen B.O.B., 1876 von der Staatsbahn übernommen | Bauarten der ehemaligen B.O.B., 1876 von der Staatsbahn übernommen | Bauarten der ehemaligen B.O.B., 1876 von der Staatsbahn übernommen | Bauarten der ehemaligen B.O.B., 1876 von der Staatsbahn übernommen |
| ------------------------------------------------------------------ | ------------------------------------------------------------------ | ------------------------------------------------------------------ | ------------------------------------------------------------------ | ------------------------------------------------------------------ | ------------------------------------------------------------------ | ------------------------------------------------------------------ | ------------------------------------------------------------------ | ------------------------------------------------------------------ | ------------------------------------------------------------------ | ------------------------------------------------------------------ | ------------------------------------------------------------------ | ------------------------------------------------------------------ | ------------------------------------------------------------------ | ------------------------------------------------------------------ | ------------------------------------------------------------------ | ------------------------------------------------------------------ | ------------------------------------------------------------------ | ------------------------------------------------------------------ | ------------------------------------------------------------------ | ------------------------------------------------------------------ |
| 91                                                                 | H                                                                  | H.                                                                 |                                                                    | 1860/61                                                            | Rathg./ Klett                                                      | 36                                                                 | 16 972-17 007                                                      |                                                                    |                                                                    | 7.820                                                              |                                                                    | 2                                                                  |                                                                    | 3.210                                                              | 10,0                                                               |                                                                    |                                                                    |                                                                    | hölzernes Untergestell, Bordwände abnehmbar                        |                                                                    |
| 333 (221)                                                          | H.                                                                 | Hz                                                                 | Hw                                                                 | 1867/68                                                            |                                                                    | 20                                                                 | 70 073-70 092                                                      | Details siehe Wagenblatt                                           | Details siehe Wagenblatt                                           | 5.780                                                              |                                                                    | 2                                                                  |                                                                    | 2.510                                                              | 5.200                                                              | 11,61                                                              |                                                                    |                                                                    | Details siehe Wagenblatt                                           |                                                                    |
| 335 (225)                                                          | H.                                                                 | Hrz                                                                | Hw                                                                 | 1870/73                                                            |                                                                    | 158                                                                | 70 672-70 828                                                      | Details siehe Wagenblatt                                           | Details siehe Wagenblatt                                           | 7.924                                                              |                                                                    | 2                                                                  |                                                                    | 3.590                                                              | 10.000                                                             | 16,0                                                               | 2,7                                                                |                                                                    | Details siehe Wagenblatt                                           |                                                                    |
| 336I (222)                                                         | H.                                                                 | Hrz                                                                | Hw                                                                 | 1862                                                               | Nöll / Rathg.                                                      | 44                                                                 | 70 558-70 601                                                      | Details siehe Wagenblatt                                           | Details siehe Wagenblatt                                           | 6.700                                                              |                                                                    | 2                                                                  |                                                                    | 3.500                                                              | 10.000                                                             | 16,80                                                              |                                                                    |                                                                    | Details siehe Wagenblatt                                           |                                                                    |
| 336II (223)                                                        | H.                                                                 | Hrz                                                                | Hw (Bay 64)                                                        | 1864                                                               | Klett Rathg.                                                       | 40                                                                 | 70 603-70 641                                                      | Details siehe Wagenblatt                                           | Details siehe Wagenblatt                                           | 6.700                                                              |                                                                    | 2                                                                  |                                                                    | 3.500                                                              | 10.000                                                             | 16,80                                                              |                                                                    |                                                                    | Details siehe Wagenblatt                                           |                                                                    |

|                         | Gattungszeichen         | Gattungszeichen         | Gattungszeichen         | Herstelldaten           | Herstelldaten           | Herstelldaten                                   | Wagennummern je Epoche                                      | Wagennummern je Epoche                       | Wagennummern je Epoche   | Abmessungen             | Abmessungen                                              | Abmessungen             | Abmessungen             | Abmessungen             | Lademaße                | Lademaße                | Lademaße                |                         |                                                                                           |                         |
| Blatt-Nr.               | bis 1895                | bis 1909                | DRG                     | Bau- jahre              | Her- steller            | Anz.                                            | ab 1875                                                     | ab 1909                                      | DRG                      | LüP [mm]                | Höhe über SOK [mm]                                       | Anz. Ach- sen           | Le- nk Ach- sen         | Achs- stand [mm]        | Gewicht [kg]            | Fläche [m²]             | Vol. [m³]               | Brem- sen- arten        | Bemerkungen                                                                               |                         |
| Bauarten der Staatsbahn | Bauarten der Staatsbahn | Bauarten der Staatsbahn | Bauarten der Staatsbahn | Bauarten der Staatsbahn | Bauarten der Staatsbahn | Bauarten der Staatsbahn                         | Bauarten der Staatsbahn                                     | Bauarten der Staatsbahn                      | Bauarten der Staatsbahn  | Bauarten der Staatsbahn | Bauarten der Staatsbahn                                  | Bauarten der Staatsbahn | Bauarten der Staatsbahn | Bauarten der Staatsbahn | Bauarten der Staatsbahn | Bauarten der Staatsbahn | Bauarten der Staatsbahn | Bauarten der Staatsbahn | Bauarten der Staatsbahn                                                                   | Bauarten der Staatsbahn |
| ----------------------- | ----------------------- | ----------------------- | ----------------------- | ----------------------- | ----------------------- | ----------------------------------------------- | ----------------------------------------------------------- | -------------------------------------------- | ------------------------ | ----------------------- | -------------------------------------------------------- | ----------------------- | ----------------------- | ----------------------- | ----------------------- | ----------------------- | ----------------------- | ----------------------- | ----------------------------------------------------------------------------------------- | ----------------------- |
| 334 (225)               | H.                      | Hrz                     | Hw                      | 1863- 1875              | Klett                   | 510                                             | 70 001 70 522                                               | Details siehe Wagenblatt                     | Details siehe Wagenblatt | 8.224                   | 3.111                                                    | 2                       |                         | 3.590                   | 6.000                   | 16,0                    | 2,7                     |                         | Details siehe Wagenblatt                                                                  |                         |
| 337 (224)               | H.                      | Hrz                     | Hw                      | 1883- 1890              |                         | 468                                             | 70830-71297                                                 | Details siehe Wagenblatt                     | Details siehe Wagenblatt | 8.224                   | 3.200                                                    | 2                       |                         | 3.650                   | 10.000                  | 17,4                    |                         |                         | Details siehe Wagenblatt                                                                  |                         |
| 338                     | H.                      | Hrz                     | Hw                      | 1892                    |                         | 3                                               | 71298-71300                                                 | Details siehe Wagenblatt                     | Details siehe Wagenblatt | 9.224                   | 3.200                                                    | 2                       |                         | 4.000                   | 10.000                  | 17,4                    |                         | Hbr                     | Details siehe Wagenblatt                                                                  |                         |
| 339                     | H.                      | Hrz                     | Hw                      | 1888- 1890              |                         | 400                                             | 72 001- 72 400                                              | Details siehe Wagenblatt                     | Details siehe Wagenblatt | 9.224 (8.824)           |                                                          | 2                       |                         | 4.000                   | 10.000                  | 18,4                    |                         |                         | Details siehe Wagenblatt                                                                  |                         |
| 340                     | H.                      | Hrz                     | Hw                      | 1890                    |                         | 5                                               | 72401-72405                                                 | Details siehe Wagenblatt                     | Details siehe Wagenblatt | 9.030                   |                                                          | 2                       |                         | 3.900                   | 10.000                  | 20,0                    |                         |                         | Details siehe Wagenblatt                                                                  |                         |
| 343                     | H.                      | Hrmz                    | Hw                      | 1912                    |                         | 500                                             |                                                             | Details siehe Wagenseite                     | Details siehe Wagenseite | 8.080                   | 3230                                                     | 2                       | V                       | 4.500                   | 6.000                   | 18,0                    | 20,8                    |                         | eisernes Untergestell; Doppelkipfstangen; zus. 8 Rungen; Verbandsbremserhaus              |                         |
| 343                     | H.                      | Hrmz                    | Hw                      | 1913                    | 100                     |                                                 | 9.930                                                       | Details siehe Wagenseite                     | Details siehe Wagenseite | Hbr                     | 3230                                                     | 2                       | V                       | 4.500                   | 6.000                   | 18,0                    | 20,8                    |                         | eisernes Untergestell; Doppelkipfstangen; zus. 8 Rungen; Verbandsbremserhaus              |                         |
| 343                     | H.                      | Hrmz                    | Hw                      | 1913/14                 | 350                     |                                                 | 8.080                                                       | Details siehe Wagenseite                     | Details siehe Wagenseite |                         | 3230                                                     | 2                       | V                       | 4.500                   | 6.000                   | 18,0                    | 20,8                    |                         | eisernes Untergestell; Doppelkipfstangen; zus. 8 Rungen; Verbandsbremserhaus              |                         |
| 344                     | H.                      | Hrmz                    | Hw (Bay 09)             | 1910                    |                         | 200                                             | Nü62501-62700                                               | Nü72501-72700                                |                          | 9.300                   | 3.200                                                    | 2                       |                         | 4.000                   | 15.000                  | 18,7                    | 5,6                     | Hbr                     | eisernes Untergestell; Doppelkipfstangen; zus. 8 Rungen; bay. Bremserhaus                 |                         |
| 344                     | H.                      | Hrmz                    | Hw (Bay 09)             | 1909                    | 50                      | 74901-74950                                     | Au 74901-74950                                              |                                              |                          | 9.300                   | 3.200                                                    | 2                       |                         | 4.000                   | 15.000                  | 18,7                    | 5,6                     | Hbr                     | eisernes Untergestell; Doppelkipfstangen; zus. 8 Rungen; bay. Bremserhaus                 |                         |
| 344                     | H.                      | Hrmz                    | Hw (Bay 09)             | 1910/11                 | 200                     | Nü 62701-62900                                  | Nü 72701-72900                                              | 8.700                                        |                          |                         | eisernes Untergestell; Doppelkipfstangen; zus. 8 Rungen; | 2                       |                         | 4.000                   | 15.000                  | 18,7                    | 5,6                     |                         |                                                                                           |                         |
| 344                     | H.                      | Hrmz                    | Hw (Bay 09)             | 1909                    | 50                      | 74951-75000                                     | Au 74951-75000                                              | 8.700                                        |                          |                         | eisernes Untergestell; Doppelkipfstangen; zus. 8 Rungen; | 2                       |                         | 4.000                   | 15.000                  | 18,7                    | 5,6                     |                         |                                                                                           |                         |
| 345                     | H.                      | Hrmz                    | Hw (Bay 10)             | 191o/11                 |                         | 400                                             | 62901-63300                                                 | Nü 72901-73300                               |                          | 9.945                   | 3.635                                                    | 2                       |                         | 4.500                   | 15.000                  | 20,8                    |                         | Hbr                     | eisernes Untergestell; Doppelkipfstangen; zus. 8 Rungen; bay. Bremserhaus                 |                         |
| 345                     | H.                      | Hrmz                    | Hw (Bay 10)             | 191o/11                 | 644                     | 63301-63044                                     | Nü 73301-73944                                              | 9.000                                        |                          |                         | 3.635                                                    | 2                       |                         | 4.500                   | 15.000                  | 20,8                    |                         |                         | eisernes Untergestell; Doppelkipfstangen; zus. 8 Rungen; bay. Bremserhaus                 |                         |
| 346                     | H.                      | Hrmz                    | Hw (Bay 92)             | 1892/01                 |                         | 475                                             | 74151-74225 74401-74500 74601-74900                         | Au 74151-74225 Au 74401-74500 Au 74601-74900 |                          | 9.300                   | 3.247                                                    | 2                       |                         | 4.000                   | 15.000                  | 18,5                    | 5,5                     | Hbr                     | eisernes Untergestell; Doppelkipfstangen; zus. 8 Rungen; abnehmb. Wände; bay. Bremserhaus |                         |
| 346                     | H.                      | Hrmz                    | Hw (Bay 92)             | 1992/00                 | 424                     | 74001-74150 74226-74400 74501-74508 74510-74500 | Au 74001-74150 Au 74226-74400 Au 74501-74508 Au 74510-74500 | 8.700                                        |                          |                         | 3.247                                                    | 2                       |                         | 4.000                   | 15.000                  | 18,5                    | 5,5                     |                         | eisernes Untergestell; Doppelkipfstangen; zus. 8 Rungen; abnehmb. Wände; bay. Bremserhaus |                         |

### Übersicht über die Plattform- und Rungenwagen
|                                                                                               | Gattungszeichen                                       | Gattungszeichen                                       | Gattungszeichen                                       | Herstelldaten                                         | Herstelldaten                                         | Herstelldaten                                         | Wagennummern je Epoche                                          | Wagennummern je Epoche                                | Wagennummern je Epoche                                | Abmessungen                                           | Abmessungen                                           | Abmessungen                                           | Abmessungen | Abmessungen                                           | Lademaße                                              | Lademaße                                              | Lademaße                                              | | |
| Blatt-Nr.                                                                                     | bis 1895                                              | bis 1909                                              | DRG                                                   | Bau- jahre                                            | Her- steller                                          | Anz.                                                  | ab 1875                                                         | ab 1909                                               | DRG                                                   | LüP [mm]                                              | Höhe über SOK [mm]                                    | Anz. Ach- sen                                         | Le- nk Ach- sen                                                                                                   | Achs- stand [mm]                                      | Gewicht [kg]                                          | Fläche [m²]                                           | Vol. [m³]                                             | Brem- sen- arten | Bemerkungen |
| zweiachsige Plattformwagen mit umlaufenden Bordwänden                                         | zweiachsige Plattformwagen mit umlaufenden Bordwänden | zweiachsige Plattformwagen mit umlaufenden Bordwänden | zweiachsige Plattformwagen mit umlaufenden Bordwänden | zweiachsige Plattformwagen mit umlaufenden Bordwänden | zweiachsige Plattformwagen mit umlaufenden Bordwänden | zweiachsige Plattformwagen mit umlaufenden Bordwänden | zweiachsige Plattformwagen mit umlaufenden Bordwänden           | zweiachsige Plattformwagen mit umlaufenden Bordwänden | zweiachsige Plattformwagen mit umlaufenden Bordwänden | zweiachsige Plattformwagen mit umlaufenden Bordwänden | zweiachsige Plattformwagen mit umlaufenden Bordwänden | zweiachsige Plattformwagen mit umlaufenden Bordwänden | zweiachsige Plattformwagen mit umlaufenden Bordwänden                                                             | zweiachsige Plattformwagen mit umlaufenden Bordwänden | zweiachsige Plattformwagen mit umlaufenden Bordwänden | zweiachsige Plattformwagen mit umlaufenden Bordwänden | zweiachsige Plattformwagen mit umlaufenden Bordwänden | zweiachsige Plattformwagen mit umlaufenden Bordwänden | zweiachsige Plattformwagen mit umlaufenden Bordwänden |
| --------------------------------------------------------------------------------------------- | ----------------------------------------------------- | ----------------------------------------------------- | ----------------------------------------------------- | ----------------------------------------------------- | ----------------------------------------------------- | ----------------------------------------------------- | --------------------------------------------------------------- | ----------------------------------------------------- | ----------------------------------------------------- | ----------------------------------------------------- | ----------------------------------------------------- | ----------------------------------------------------- | --- | ----------------------------------------------------- | ----------------------------------------------------- | ----------------------------------------------------- | ----------------------------------------------------- | --- | --- |
| 354I (231)                                                                                    | S.                                                    | Sl                                                    | Sl Bay 80                                             | 1880                                                  |                                                       | 6                                                     | 76001-76006                                                     | Mü 78001-78082 Mü 78094 Re 78093 Re 78095-78147       |                                                       | 11.224                                                | 2.871                                                 | 2                                                     | B5 | 5.500                                                 | 6.500                                                 | 24,1                                                  | 7,2                                                   | | eisernes Untergestell; 300 mm Bordwand; acht Kipfstangen |
| 354I (231)                                                                                    | S.                                                    | Sl                                                    | Sl Bay 80                                             | 1882                                                  |                                                       | 12                                                    | 76007-76018                                                     | Mü 78001-78082 Mü 78094 Re 78093 Re 78095-78147       |                                                       | 11.224                                                | 2.871                                                 | 2                                                     | B5 | 5.500                                                 | 6.500                                                 | 24,1                                                  | 7,2                                                   | | eisernes Untergestell; 300 mm Bordwand; acht Kipfstangen |
| 354I (231)                                                                                    | S.                                                    | Sl                                                    | Sl Bay 80                                             | 1883                                                  |                                                       | 25                                                    | 76019-76043                                                     | Mü 78001-78082 Mü 78094 Re 78093 Re 78095-78147       |                                                       | 11.224                                                | 2.871                                                 | 2                                                     | B5 | 5.500                                                 | 6.500                                                 | 24,1                                                  | 7,2                                                   | | eisernes Untergestell; 300 mm Bordwand; acht Kipfstangen |
| 354I (231)                                                                                    | S.                                                    | Sl                                                    | Sl Bay 80                                             | 1884                                                  |                                                       | 75                                                    | 76044-76118                                                     | Mü 78001-78082 Mü 78094 Re 78093 Re 78095-78147       |                                                       | 11.224                                                | 2.871                                                 | 2                                                     | B5 | 5.500                                                 | 6.500                                                 | 24,1                                                  | 7,2                                                   | | eisernes Untergestell; 300 mm Bordwand; acht Kipfstangen |
| 354I (231)                                                                                    | S.                                                    | Sl                                                    | Sl Bay 80                                             | 1885                                                  |                                                       | 29                                                    | 76119-76147                                                     | Mü 78001-78082 Mü 78094 Re 78093 Re 78095-78147       |                                                       | 11.224                                                | 2.871                                                 | 2                                                     | B5 | 5.500                                                 | 6.500                                                 | 24,1                                                  | 7,2                                                   | | eisernes Untergestell; 300 mm Bordwand; acht Kipfstangen |
| 354II (232)                                                                                   | S.                                                    | Sl                                                    | Sl Bay 88                                             | 1888                                                  |                                                       | 46                                                    | 76148-76193                                                     |                                                       |                                                       | 11.224                                                | 2.871                                                 | 2                                                     | B5 | 6.600                                                 | 7.200                                                 | 24,1                                                  | 7,2                                                   | | eisernes Untergestell; 300 mm Bordwand; acht Kipfstangen |
| 355 (233)                                                                                     | S.m.                                                  | Sl                                                    | Sl Bay 90                                             | 1888                                                  |                                                       | 6                                                     | 77001-77006                                                     | Re78193 - Re78198                                     |                                                       | 11.224                                                | 2.520                                                 | 2                                                     | B5 | 5.500                                                 | 7.300                                                 | 24,3                                                  | 7,1                                                   | | eisernes Untergestell; 290 mm Bordwand; acht Kipfstangen |
| 356 (234)                                                                                     | S.m.                                                  | Sml                                                   | Sml Bay 92                                            | 1892–1896                                             |                                                       | 86                                                    | 77501-77525, 77551-77570, 77591-77606, 77629-77640, 77653-77665 | Mü78501-Mü78520, Au78521-Au79240, Nü79450-Nü80143     |                                                       | 11.500                                                | 2.917                                                 | 2                                                     | B5 | 6.000                                                 | 8.000                                                 | 27,0                                                  | 8,1                                                   | | eisernes Untergestell; 300 mm Bordwand; acht Kipfstangen |
| 356 (234)                                                                                     | S.m.                                                  | Sml                                                   | Sml Bay 92                                            | 1892–1896                                             |                                                       | 79                                                    | 77526-77550, 77571-77590, 77607-77628, 77641-77652              | Mü78501-Mü78520, Au78521-Au79240, Nü79450-Nü80143     | 12.200                                                | 3.247                                                 | 6.600                                                 | 2                                                     | B5 | 8.100                                                 | 27,0                                                  | 8,1                                                   | Hsbr                                                  | eisernes Untergestell; 300 mm Bordwand; acht Kipfstangen; bayer. geschl. Bremserhaus; | |
| dreiachsige Plattformwagen mit umlaufenden Bordwänden                                         |                                                       |                                                       |                                                       |                                                       |                                                       |                                                       |                                                                 |                                                       |                                                       |                                                       |                                                       |                                                       | |                                                       |                                                       |                                                       |                                                       | | |
| 358I 358II                                                                                    | S.m.                                                  | Sml                                                   | Sml Bay 80                                            | 1880 1890                                             |                                                       | 34                                                    | Details siehe Wagenblatt                                        | Details siehe Wagenblatt                              |                                                       | 11.224                                                | 2.871                                                 | 3                                                     | B5 | 6.600 3.300                                           | 8.000                                                 | 24,3                                                  | 7,0                                                   | | Details siehe Wagenblatt |
| 359 (237)                                                                                     | S.m.                                                  | Sml                                                   | Sml Bay 81                                            | 1881                                                  |                                                       | 2                                                     | Details siehe Wagenblatt                                        | Details siehe Wagenblatt                              |                                                       | 11.224                                                | 2.165                                                 | 3                                                     | A1 | 5.500 2.750                                           | 7.700                                                 | 24,1                                                  | 7,2                                                   | | Details siehe Wagenblatt |
| 361 (241)                                                                                     | S.S.                                                  | Smml                                                  | Smml Bay 80                                           | 1880                                                  |                                                       | 2                                                     | 78851-78852                                                     | Au80151 - Au80152                                     |                                                       | 11.224                                                | 2.490                                                 | 3                                                     | | 5.500 2.750                                           | 7.600                                                 | 24,1                                                  | 7,2                                                   | | eisernes Untergestell; 300 mm Bordwand; acht Kipfstangen; Mittelachse seitlich verschiebbar |
| vierachsige Plattformwagen ohne Bordwände                                                     |                                                       |                                                       |                                                       |                                                       |                                                       |                                                       |                                                                 |                                                       |                                                       |                                                       |                                                       |                                                       | |                                                       |                                                       |                                                       |                                                       | | |
| 364 (243)                                                                                     | S.S.                                                  | SSm                                                   | SS Köln (Bay 364)                                     | 1894                                                  | MAN                                                   | 25                                                    | 78858-78877                                                     | Au 80 253-80 278                                      | Köln 101 - 10 300                                     | 14.040                                                | 3.245                                                 | 4                                                     | | 8.260 1.800                                           | 15.240                                                | 34,8                                                  |                                                       | Hsbr | eisernes Untergestell; zehn eiserne Rungen; nachstellbares Sprengwerk unter den mittleren Längsträgern |
| 364 (243)                                                                                     | S.S.                                                  | SSm                                                   | SS Köln (Bay 364)                                     | 1896                                                  | MAN                                                   | 1                                                     | 78878                                                           | Au 80 253-80 278                                      | Köln 101 - 10 300                                     | 14.040                                                | 3.245                                                 | 4                                                     | | 8.260 1.800                                           | 15.240                                                | 34,8                                                  |                                                       | Hsbr | eisernes Untergestell; zehn eiserne Rungen; nachstellbares Sprengwerk unter den mittleren Längsträgern |
| 366                                                                                           | S.S.                                                  | SSml                                                  | SSw Köln (Bay 366)                                    | 1901/04                                               | MAN                                                   | 19                                                    | 78 879-78 918                                                   | Au 80 379- 80 418                                     | Köln 101 - 10 300                                     | 17.040                                                | 3.285                                                 | 4                                                     | | 10.000 1.850                                          | 15.240                                                | 43,5                                                  |                                                       | Hbr; Brh | eisernes Untergestell; 12 eiserne Rungen mit 970 mm; nachstellbares Sprengwerk unter den mittleren Längsträgern |
| 366                                                                                           | S.S.                                                  | SSml                                                  | SSw Köln (Bay 366)                                    | 1901/04                                               | MAN                                                   | 25                                                    | 78 919-78 943                                                   | Au 80 419- 80 443                                     | Köln 101 - 10 300                                     | 17.040                                                | 3.285                                                 | 4                                                     | | 10.000 1.850                                          | 15.240                                                | 43,5                                                  |                                                       | Hbr; Brh | eisernes Untergestell; 12 eiserne Rungen mit 970 mm; nachstellbares Sprengwerk unter den mittleren Längsträgern |
| 366                                                                                           | S.S.                                                  | SSml                                                  | SSw Köln (Bay 366)                                    | 1905/ 1911                                            | MAN                                                   | 151                                                   | 67 488-67 617                                                   | Au 80 488- 80 617                                     | Köln 101 - 10 300                                     | 17.040                                                | 3.285                                                 | 4                                                     | eisernes Untergestell; 12 eiserne Rungen mit 1.800 mm; nachstellbares Sprengwerk unter den mittleren Längsträgern | 10.000 1.850                                          | 15.240                                                | 43,5                                                  |                                                       | Hbr; Brh | |
| vierachsige Plattformwagen (Tiefgangwagen), als Transporteure für Schmalspurfahrzeuge genutzt |                                                       |                                                       |                                                       |                                                       |                                                       |                                                       |                                                                 |                                                       |                                                       |                                                       |                                                       |                                                       | |                                                       |                                                       |                                                       |                                                       | | |
| 365 (272)                                                                                     | S.S.                                                  | SStm                                                  | SS Köln                                               | 1879– 1901                                            | MAN                                                   | 4                                                     | 84 997-85 000                                                   | Nü 80 297 Mü 80 298-80 300                            | Köln 583                                              | 12.004                                                | 2.259                                                 | 4                                                     | | 9.500 1.230                                           | 13.100                                                | 34,8                                                  |                                                       | | Bahneigene Wagen für alle Versender frei verfügbar; Ladegewicht von 40 t (als Ladegewichtszeichen 35 t, da es für höhere Tonnagen noch kein eigenes Zeichen) |
| sechsachsige Plattformwagen (Tiefgangwagen)                                                   |                                                       |                                                       |                                                       |                                                       |                                                       |                                                       |                                                                 |                                                       |                                                       |                                                       |                                                       |                                                       | |                                                       |                                                       |                                                       |                                                       | | |
| 368                                                                                           | S.S.                                                  | SSml                                                  | SSt Köln (Skizze 019)                                 | 1904/ 1905                                            | Maffei                                                | 4                                                     | 84 961-84 964                                                   | Nü 80 661-80 664                                      | Köln 2 622 Köln 4 813 Köln 10 170                     | 16.150                                                | 1.500                                                 | 6                                                     | | 11.000 1.250                                          | 50,0                                                  | 44,5                                                  |                                                       | | Bahneigene Wagen für alle Versender frei verfügbar; obere Querriegel abnehmbar; 6.000 mm Tiefladebucht |
| 369                                                                                           | S.S.                                                  | SSml                                                  | SSt Köln (Skizze 009)                                 | 1910                                                  | MAN                                                   | 4                                                     | 84 965-84 968                                                   | Nü 80 665-80 668                                      | Köln 2 621 Köln 4 814 Köln 4 817 Köln 4 824           | 16.150                                                | 1.315                                                 | 6                                                     | | 11.000 1.250                                          | 50,0                                                  | 43,8                                                  |                                                       | | Bahneigene Wagen für alle Versender frei verfügbar; 4 abnehmbare Querträger; 6.000 mm Tiefladebucht |
| zweiachsige Rungenwagen mit umlaufenden Bordwänden                                            |                                                       |                                                       |                                                       |                                                       |                                                       |                                                       |                                                                 |                                                       |                                                       |                                                       |                                                       |                                                       | |                                                       |                                                       |                                                       |                                                       | | |
| 349 (239)                                                                                     | S.m.y.                                                | R                                                     | R Bay 90                                              | 1890                                                  |                                                       | 12                                                    | 78501-78512                                                     | Re76001-Re76012                                       |                                                       | 11.424                                                | 2.750                                                 | 2                                                     | B5 | 6.000                                                 | 7.300                                                 | 27,0                                                  | 10,8                                                  | | eisernes Untergestell; 400 mm Bordwand (alle abnehmbar); vier Stirnwand und zehn seitliche abnehmbare, hölzerne Rungen |
| 350 (240)                                                                                     | S.m.y.                                                | Rm                                                    | Rm Bay 90                                             | 1892–1896                                             |                                                       | 114                                                   | 78701-78730, 78751-78784, 78814-78825, 78838-78850              | Bay78551-Bay78568, Bay78570-Bay78850,                 |                                                       | 11.500                                                | 2.750                                                 | 2                                                     | B5 | 6.000                                                 | 8.200                                                 | 27.0                                                  | 10,8                                                  | | eisernes Untergestell; 400 mm Bordwand (bis auf die am Bremserhaus alle abnehmbar); vier Stirnwand und zehn seitliche, abnehmbare, hölzerne Rungen |
| 350 (240)                                                                                     | S.m.y.                                                | Rm                                                    | Rm Bay 90                                             | 1892–1896                                             |                                                       | 185                                                   | 78731-78750, 78785-78813, 78826-78837                           | Bay78551-Bay78568, Bay78570-Bay78850,                 |                                                       | 11.500                                                | 2.750                                                 | 2                                                     | B5 | 6.000                                                 | 8.200                                                 | 27.0                                                  | 10,8                                                  | Hsbr | eisernes Untergestell; 400 mm Bordwand; vier Stirnwand und zehn seitliche, abnehmbare, hölzerne Rungen; Bayerisches Bremserhaus |
| 351                                                                                           | S.m.l.                                                | SmlRu                                                 | Rm Bay 01                                             | 1901/ 1907                                            |                                                       | 175                                                   | 78513-78550, 79201-79337                                        | Au76413 - Au76587                                     |                                                       | 12.200                                                | 3.247                                                 | 2                                                     | | 6.500                                                 | 9.900                                                 | 27.0                                                  | 10,8                                                  | Hsbr | eisernes Untergestell; 400 mm Bordwand (bis auf die am Bremserhaus alle abnehmbar); vier Stirnwand und zehn seitliche, abnehmbare, hölzerne Rungen; Sprengwerk aus Flacheisen (ähnl. Verbandsbauart) in der Ebene der äußeren Längsträger; Bayerisches Bremserhaus |
| 351                                                                                           | S.m.l.                                                | SmlRu                                                 | Rm Bay 01                                             | 1910/ 1911                                            |                                                       | 125                                                   | 67094-67437                                                     | Nü76589 - Nü76932                                     |                                                       | 12.200                                                | 3.247                                                 | 2                                                     | | 6.500                                                 | 9.900                                                 | 27.0                                                  | 10,8                                                  | Hsbr | eisernes Untergestell; 400 mm Bordwand (bis auf die am Bremserhaus alle abnehmbar); vier Stirnwand und zehn seitliche, abnehmbare, hölzerne Rungen; Sprengwerk aus Flacheisen (ähnl. Verbandsbauart) in der Ebene der äußeren Längsträger; Bayerisches Bremserhaus |
| 351                                                                                           | S.m.l.                                                | SmlRu                                                 | Rm Bay 01                                             | 1910/ 1911                                            |                                                       | 219                                                   | 67094-67437                                                     | Nü76589 - Nü76932                                     |                                                       | 11.500                                                | 3.500                                                 | 2                                                     | 6.000 | 8.700                                                 |                                                       | 27.0                                                  | 10,8                                                  | eisernes Untergestell; 400 mm Bordwände, alle abnehmbar; vier Stirnwand und sechzehn seitliche, abnehmbare, hölzerne Rungen; Sprengwerk aus Flacheisen (ähnl. Verbandsbauart) in der Ebene der äußeren Längsträger | |

## Übersicht bahneigener Güterwagen für besondere Zwecke (Regelspur)

### Milchwagen
Für den Transport von Frischmilch zur Versorgung der Bevölkerung in den Ballungszentren und Großstädten wurden neben der Nutzung von gedeckten Güterwagen der Typen Nm auch Spezialwagen beschafft. Diese besaßen neben Kühleinrichtungen auch eine besondere Innenausstattung zur Aufnahme der Milchkanister.
|                       | Gattungszeichen       | Gattungszeichen       | Gattungszeichen       | Herstelldaten         | Herstelldaten         | Herstelldaten         | Wagennummern je Epoche | Wagennummern je Epoche | Wagennummern je Epoche | Abmessungen           | Abmessungen           | Abmessungen           | Abmessungen           | Abmessungen           | Lademaße              | Lademaße              | Lademaße              |                       | |                       |
| Blatt-Nr.             | bis 1895              | bis 1909              | DRG                   | Bau- jahre            | Her- steller          | Anz.                  | ab 1875                | ab 1909                | DRG                    | LüP [mm]              | Höhe über SOK [mm]    | Anz. Ach- sen         | Le- nk Ach- sen       | Achs- stand [mm]      | Gewicht [kg]          | Fläche [m²]           | Vol. [m³]             | Brem- sen- arten      | Bemerkungen |                       |
| Bahneigene Milchwagen | Bahneigene Milchwagen | Bahneigene Milchwagen | Bahneigene Milchwagen | Bahneigene Milchwagen | Bahneigene Milchwagen | Bahneigene Milchwagen | Bahneigene Milchwagen  | Bahneigene Milchwagen  | Bahneigene Milchwagen  | Bahneigene Milchwagen | Bahneigene Milchwagen | Bahneigene Milchwagen | Bahneigene Milchwagen | Bahneigene Milchwagen | Bahneigene Milchwagen | Bahneigene Milchwagen | Bahneigene Milchwagen | Bahneigene Milchwagen | Bahneigene Milchwagen | Bahneigene Milchwagen |
| --------------------- | --------------------- | --------------------- | --------------------- | --------------------- | --------------------- | --------------------- | ---------------------- | ---------------------- | ---------------------- | --------------------- | --------------------- | --------------------- | --------------------- | --------------------- | --------------------- | --------------------- | --------------------- | --------------------- | --- | --------------------- |
| 372                   | Gn                    | Gk                    | Gh (Hannover)         | 1908                  | MAN                   | 50                    | 81301-81350            | Mü 81301 - Mü 81350    |                        | 9.600                 | 2.785                 | 2                     |                       | 4.500                 | 12.100                | 22,0                  |                       | Wsbr                  | eisernes Untergestell und eisernes Kastengerippe; doppeltes Tonnendach mit Korkisolierung; zwei Ladeöffnungen je Seitenwand; Lüftungsschlitze an den Stirnwänden |                       |
|                       |                       |                       | Gkn (Berlin)          | 1925                  | MAN                   | 25                    |                        |                        | 1460–1484              | 9.600                 | 2.785                 | 2                     | V                     | 4.500                 | 12.880                | 21,0                  |                       | Wsbr                  | eisernes Untergestell und eisernes Kastengerippe; doppeltes Tonnendach mit Korkisolierung; zwei Ladeöffnungen je Seitenwand; Lüftungsschlitze an den Stirnwänden |                       |
|                       |                       |                       | Geh (Hannover)        | 1930                  | MAN                   | 22                    |                        |                        | 21252-21273            | 9.600                 | 2.785                 | 2                     | V                     | 4.500                 | 12.880                | 21,0                  |                       | KKnbr                 | eisernes Untergestell und eisernes Kastengerippe; doppeltes Tonnendach mit Korkisolierung; zwei Ladeöffnungen je Seitenwand; Lüftungsschlitze an den Stirnwänden |                       |

### Kühlwagen
|                                                      | Gattungszeichen                                      | Gattungszeichen                                      | Gattungszeichen                                      | Herstelldaten                                        | Herstelldaten                                        | Herstelldaten                                        | Wagennummern je Epoche                               | Wagennummern je Epoche | Wagennummern je Epoche                               | Abmessungen                                          | Abmessungen                                          | Abmessungen                                          | Abmessungen                                          | Lademaße                                             | Lademaße                                             | Lademaße                                             |                                                      |                                                                                                |
| Blatt-Nr.                                            | bis 1895                                             | bis 1909                                             | DRG                                                  | Bau- jahre                                           | Her- steller                                         | Anz.                                                 | ab 1875                                              | ab 1909 | DRG                                                  | LüP [mm]                                             | Höhe über SOK [mm]                                   | Anz. Ach- sen                                        | Achs- stand [mm]                                     | Gewicht [kg]                                         | Fläche [m²]                                          | Vol. [m³]                                            | Brem- sen- arten                                     | Bemerkungen                                                                                    |
| Staatsbahneigene Wagen, auch vermietet an Brauereien | Staatsbahneigene Wagen, auch vermietet an Brauereien | Staatsbahneigene Wagen, auch vermietet an Brauereien | Staatsbahneigene Wagen, auch vermietet an Brauereien | Staatsbahneigene Wagen, auch vermietet an Brauereien | Staatsbahneigene Wagen, auch vermietet an Brauereien | Staatsbahneigene Wagen, auch vermietet an Brauereien | Staatsbahneigene Wagen, auch vermietet an Brauereien | Staatsbahneigene Wagen, auch vermietet an Brauereien                                                                                             | Staatsbahneigene Wagen, auch vermietet an Brauereien | Staatsbahneigene Wagen, auch vermietet an Brauereien | Staatsbahneigene Wagen, auch vermietet an Brauereien | Staatsbahneigene Wagen, auch vermietet an Brauereien | Staatsbahneigene Wagen, auch vermietet an Brauereien | Staatsbahneigene Wagen, auch vermietet an Brauereien | Staatsbahneigene Wagen, auch vermietet an Brauereien | Staatsbahneigene Wagen, auch vermietet an Brauereien | Staatsbahneigene Wagen, auch vermietet an Brauereien | Staatsbahneigene Wagen, auch vermietet an Brauereien                                           |
| ---------------------------------------------------- | ---------------------------------------------------- | ---------------------------------------------------- | ---------------------------------------------------- | ---------------------------------------------------- | ---------------------------------------------------- | ---------------------------------------------------- | ---------------------------------------------------- | --- | ---------------------------------------------------- | ---------------------------------------------------- | ---------------------------------------------------- | ---------------------------------------------------- | ---------------------------------------------------- | ---------------------------------------------------- | ---------------------------------------------------- | ---------------------------------------------------- | ---------------------------------------------------- | ---------------------------------------------------------------------------------------------- |
| 373 (263)                                            |                                                      |                                                      |                                                      | 1882                                                 |                                                      | 2                                                    | 81 510 - 81 511                                      | Nü 81 510-81 511 |                                                      | 8.424                                                | 3.562                                                | 2                                                    | 3.650                                                | 3.100                                                | 16,0                                                 | 31,0                                                 |                                                      | durchgehende seitliche Laufbretter, Lüftungsöffnungen an den Stirnseiten, Dachlüfter           |
| 373 (263)                                            |                                                      |                                                      |                                                      | 1890                                                 |                                                      | 10                                                   | 81 512 - 81 521                                      | Mü 81 513 Au 81 515 Mü 81 516-81 518 Nü 81 519-81 521                                                                                            |                                                      | 8.424                                                | 3.562                                                | 2                                                    | 4.000                                                | 8.100                                                | 16,0                                                 | 31,0                                                 |                                                      | durchgehende seitliche Laufbretter, Lüftungsöffnungen an den Stirnseiten, Dachlüfter           |
| 373 (263)                                            |                                                      |                                                      |                                                      | 1872                                                 |                                                      | 6                                                    | 81 501 - 81 506                                      | Nü 81 501-81 502 Au 81 503 Re 81 505-81 506 |                                                      | 8.500                                                | 4.255                                                | 2                                                    | 3.590                                                | 7.700                                                | 14,9                                                 | 26,0                                                 | Brh, Wsbr                                            | durchgehende seitliche Laufbretter, Lüftungsöffnungen an den Stirnseiten, Dachlüfter           |
| 373 (263)                                            |                                                      |                                                      |                                                      | 1871                                                 |                                                      | 3                                                    | 81 507 - 81 509                                      | Nü 81 507, Nü 81 509 |                                                      | 8.500                                                | 4.255                                                | 2                                                    | 3.590                                                | 7.700                                                | 14,9                                                 | 26,0                                                 | Brh, Wsbr                                            | durchgehende seitliche Laufbretter, Lüftungsöffnungen an den Stirnseiten, Dachlüfter           |
| 373 (263)                                            | G.                                                   | Nm                                                   | Gk                                                   | 1876                                                 |                                                      | 2                                                    | 81 652 - 81 653                                      | Au 81 652 Mü 81 653 |                                                      | 8.424                                                | 3.553                                                | 2                                                    | 3.650                                                | 10.500                                               | 15,6                                                 | 24,5                                                 |                                                      | durchgehende seitliche Laufbretter; 4 Dachlüfter; Luftleitung                                  |
| 374 (264)                                            | G.                                                   | Nm                                                   | Gk                                                   | 1893                                                 |                                                      | 25                                                   | 81 522 - 81 546                                      | Mü 81 524, 81 527 Au 81 526, 81 527 Wü 81 528 Nü 81 529, 81 530 Mü 81 531 Re 81 532 Nü 81 533-81 536 Mü 81 537-81 539 Au 81 540 Mü 81 541-81 542 |                                                      | 8.800                                                | 4.255                                                | 2                                                    | 4.000                                                | 15.000                                               | 17,3                                                 | 35,0                                                 | Brh, Wsbr                                            | hochgesetztes Bremserhaus; durchgehende seitliche Laufbretter; 4 Dachlüfter                    |
| 374 (264)                                            | G.                                                   | Nm                                                   | Gk                                                   | 1895                                                 |                                                      | 6                                                    | 81 547 - 81 552                                      | Mü 81 547-81 550 Nü 81 551, 81 552 |                                                      | 8.800                                                | 4.255                                                | 2                                                    | 4.000                                                | 15.000                                               | 17,3                                                 | 35,0                                                 | Brh, Wsbr                                            | hochgesetztes Bremserhaus; durchgehende seitliche Laufbretter; 4 Dachlüfter; Presskohleheizung |
| 374 (264)                                            | G.                                                   | Nm                                                   | Gk                                                   | 1895                                                 |                                                      | 7                                                    | 81 553 - 81 559                                      | Mü 81 553-81 554 Nü 81 555-81 559 |                                                      | 8.800                                                | 4.255                                                | 2                                                    | 4.000                                                | 15.000                                               | 17,3                                                 | 35,0                                                 | Brh, Wsbr                                            | hochgesetztes Bremserhaus; durchgehende seitliche Laufbretter; 4 Dachlüfter                    |
| 374 (264)                                            | G.                                                   | Nm                                                   | Gk                                                   | 1895                                                 |                                                      | 12                                                   | 81 560 - 81 571                                      | Mü 81 560 Nü 81 561 Mü 81 562 Au 81 563 Mü 81 564, 81 565 Au 81 566 Nü 81 567-81 571                                                             |                                                      | 8.500                                                | 3.537                                                | 2                                                    | 4.000                                                | 15.000                                               | 17,3                                                 | 36,8                                                 | Wsbr                                                 | durchgehende seitliche Laufbretter; 4 Dachlüfter                                               |
| 374 (264)                                            | G.                                                   | Nm                                                   | Gk                                                   | 1897                                                 |                                                      | 10                                                   | 81 572 - 81 581                                      | Nü 81 572-81 576 Mü 81 577-81 581 |                                                      | 8.800                                                | 4.255                                                | 2                                                    | 4.000                                                | 15.000                                               | 17,3                                                 | 35,0                                                 | Brh, Wsbr                                            | hochgesetztes Bremserhaus; durchgehende seitliche Laufbretter; 4 Dachlüfter                    |
| 374 (264)                                            | G.                                                   | Nm                                                   | Gk                                                   | 1897                                                 |                                                      | 10                                                   | 81 582 - 81 591                                      | Nü 81 582-81 586 Au 81 587 Mü 81 588-81 591 |                                                      | 8.500                                                | 3.537                                                | 2                                                    | 4.000                                                | 15.000                                               | 17,3                                                 | 36,8                                                 | Wsbr                                                 | durchgehende seitliche Laufbretter; 4 Dachlüfter                                               |
| 374 (264)                                            | G.                                                   | Nm                                                   | Gk                                                   | 189?                                                 |                                                      | 10                                                   | 81 592 - 81 606                                      | Nü 81 592 Mü 81 593 Nü 81 594 Mü 81 595-81 598 Nü 81 599 Mü 81 600 Nü 81 601-81 605 Mü 81 606                                                    |                                                      | 8.800                                                | 4.255                                                | 2                                                    | 4.000                                                | 15.000                                               | 17,3                                                 | 35,0                                                 | Brh, Wsbr                                            | hochgesetztes Bremserhaus; durchgehende seitliche Laufbretter; 4 Dachlüfter                    |
| 374 (264)                                            | G.                                                   | Nm                                                   | Gk                                                   | 190?                                                 |                                                      | 3                                                    | 81 609 - 81 611                                      | Re 81 609 Mü 81 610-81 611 |                                                      | 8.800                                                | 4.255                                                | 2                                                    | 4.000                                                | 15.000                                               | 17,3                                                 | 35,0                                                 | Brh, Wsbr                                            | hochgesetztes Bremserhaus; durchgehende seitliche Laufbretter; 4 Dachlüfter                    |
| 374 (264)                                            | G.                                                   | Nm                                                   | Gk                                                   | 190?                                                 |                                                      | 9                                                    | 81 613 - 81 621                                      | Au 81 613-81 614 Nü 81 615-81 618 Mü 81 619-81 620 Nü 81 621                                                                                     |                                                      | 8.800                                                | 4.255                                                | 2                                                    | 4.000                                                | 15.000                                               | 17,3                                                 | 35,0                                                 | Brh, Wsbr                                            | hochgesetztes Bremserhaus; durchgehende seitliche Laufbretter; 4 Dachlüfter                    |
| 374 (264)                                            | G.                                                   | Nm                                                   | Gk                                                   | 190?                                                 |                                                      | 15                                                   | 81 625 - 81 639                                      | Au 81 625-81 626 Mü 81 627-81 628 Re 81 629 Wü 81 630 Nü 81 631 Re 81 632 Nü 81 633-81 637 Au 81 638-81 639                                      |                                                      | 8.800                                                | 4.255                                                | 2                                                    | 4.000                                                | 15.000                                               | 17,3                                                 | 35,0                                                 | Brh, Wsbr                                            | hochgesetztes Bremserhaus; durchgehende seitliche Laufbretter; 4 Dachlüfter                    |
| 374 (264)                                            | G.                                                   | Nm                                                   | Gk                                                   | 190?                                                 |                                                      | 1                                                    | 81 642                                               | Nü 81 642 |                                                      | 8.800                                                | 4.255                                                | 2                                                    | 4.000                                                | 15.000                                               | 17,3                                                 | 35,0                                                 | Brh, Wsbr                                            | hochgesetztes Bremserhaus; durchgehende seitliche Laufbretter; 4 Dachlüfter                    |
| 374 (264)                                            | G.                                                   | Nm                                                   | Gk                                                   | 1902?                                                |                                                      | 55                                                   | 81 655 - 81 710                                      | Nü 81 655 Mü 81 656 Au 81 657 Mü 81 658 Re 81 659 Mü 81 660-81 662 Au 81 663 Mü 81 664-81 710                                                    |                                                      | 8.800                                                | 4.255                                                | 2                                                    | 4.000                                                | 15.000                                               | 17,3                                                 | 35,0                                                 | Brh, Wsbr                                            | hochgesetztes Bremserhaus; durchgehende seitliche Laufbretter; 4 Dachlüfter                    |
| 375 (265?)                                           | G.                                                   | Nm                                                   | Gk                                                   | 1883                                                 |                                                      | 1                                                    | 81 612                                               | Nü 81 612 |                                                      | 8.224                                                | 3.330                                                | 2                                                    | 3.650                                                | 10.500                                               | 16,0                                                 | 31,0                                                 | Wsbr                                                 | durchgehende seitliche Laufbretter; 2 Dachlüfter                                               |

### Kohlewagen (Regiekohletransport)
Zur Versorgung der Betriebswerke mit Dienstkohle beschaffte die K.Bay.Sts.B. diese selbst entleerenden Kohlewagen nach amerikanischem Vorbild. Die Wagen wurden als Ganzzüge zwischen dem Hafen Mainz-Gustavsburg und dem BW München-Laim eingesetzt.
|           | Gattungszeichen | Gattungszeichen | Gattungszeichen | Herstelldaten | Herstelldaten | Herstelldaten | Wagennummern je Epoche  | Wagennummern je Epoche | Wagennummern je Epoche | Abmessungen | Abmessungen        | Abmessungen   | Abmessungen      | Abmessungen      | Lademaße     | Lademaße    | Lademaße  |                  |                                                                                        |
| Blatt-Nr. | bis 1895        | bis 1909        | DRG             | Bau- jahre    | Her- steller  | Anz.          | ab 1875                 | ab 1909                | DRG                    | LüP [mm]    | Höhe über SOK [mm] | Anz. Ach- sen | Le- nk- ach- sen | Achs- stand [mm] | Gewicht [kg] | Fläche [m²] | Vol. [m³] | Brem- sen- arten | Bemerkungen                                                                            |
| --------- | --------------- | --------------- | --------------- | ------------- | ------------- | ------------- | ----------------------- | ---------------------- | ---------------------- | ----------- | ------------------ | ------------- | ---------------- | ---------------- | ------------ | ----------- | --------- | ---------------- | -------------------------------------------------------------------------------------- |
| 376       | O.O.            | OOt             | OOtm[u]         | 1903–1906     | MAN           | 51            | Bay 81 801 – Bay 81 851 | Mü 81 801 – Mü 81 851  | Saarbrücken            | 13.822      | 3.225              | 4             |                  | 1.800 9.000      | 38.000       |             | 40,0      | Brh              | Dienstkohlewagen, ursprünglich zum Einsatz zwischen Mainz-Gustavsburg und München-Laim |

### Fäkalienwagen
|                                                                       | Gattungszeichen                                                       | Gattungszeichen                                                       | Gattungszeichen                                                       | Gattungszeichen                                                       | Herstelldaten                                                         | Herstelldaten                                                         | Herstelldaten                                                         | Wagennummern je Epoche                                                | Wagennummern je Epoche                                                | Wagennummern je Epoche                                                | Abmessungen                                                           | Abmessungen                                                           | Abmessungen                                                           | Abmessungen                                                           | Abmessungen                                                           | Lademaße                                                              | Lademaße                                                              | Lademaße                                                              |                                                                       | |
| Blatt-Nr.                                                             | bis 1875                                                              | bis 1895                                                              | bis 1909                                                              | DRG                                                                   | Bau- jahre                                                            | Her- steller                                                          | Anz.                                                                  | ab 1875                                                               | ab 1909                                                               | DRG                                                                   | LüP [mm]                                                              | Höhe über SOK [mm]                                                    | Anz. Ach- sen                                                         | Le- nk- ach- sen                                                      | Achs- stand [mm]                                                      | Gewicht [kg]                                                          | Fläche [m²]                                                           | Vol. [m³]                                                             | Brem- sen- arten                                                      | Bemerkungen |
| Bahneigene; 1887/89 Umgebaut aus ehemaligen B.O.B. Wagen der Serie O. | Bahneigene; 1887/89 Umgebaut aus ehemaligen B.O.B. Wagen der Serie O. | Bahneigene; 1887/89 Umgebaut aus ehemaligen B.O.B. Wagen der Serie O. | Bahneigene; 1887/89 Umgebaut aus ehemaligen B.O.B. Wagen der Serie O. | Bahneigene; 1887/89 Umgebaut aus ehemaligen B.O.B. Wagen der Serie O. | Bahneigene; 1887/89 Umgebaut aus ehemaligen B.O.B. Wagen der Serie O. | Bahneigene; 1887/89 Umgebaut aus ehemaligen B.O.B. Wagen der Serie O. | Bahneigene; 1887/89 Umgebaut aus ehemaligen B.O.B. Wagen der Serie O. | Bahneigene; 1887/89 Umgebaut aus ehemaligen B.O.B. Wagen der Serie O. | Bahneigene; 1887/89 Umgebaut aus ehemaligen B.O.B. Wagen der Serie O. | Bahneigene; 1887/89 Umgebaut aus ehemaligen B.O.B. Wagen der Serie O. | Bahneigene; 1887/89 Umgebaut aus ehemaligen B.O.B. Wagen der Serie O. | Bahneigene; 1887/89 Umgebaut aus ehemaligen B.O.B. Wagen der Serie O. | Bahneigene; 1887/89 Umgebaut aus ehemaligen B.O.B. Wagen der Serie O. | Bahneigene; 1887/89 Umgebaut aus ehemaligen B.O.B. Wagen der Serie O. | Bahneigene; 1887/89 Umgebaut aus ehemaligen B.O.B. Wagen der Serie O. | Bahneigene; 1887/89 Umgebaut aus ehemaligen B.O.B. Wagen der Serie O. | Bahneigene; 1887/89 Umgebaut aus ehemaligen B.O.B. Wagen der Serie O. | Bahneigene; 1887/89 Umgebaut aus ehemaligen B.O.B. Wagen der Serie O. | Bahneigene; 1887/89 Umgebaut aus ehemaligen B.O.B. Wagen der Serie O. | Bahneigene; 1887/89 Umgebaut aus ehemaligen B.O.B. Wagen der Serie O.                                                                 |
| --------------------------------------------------------------------- | --------------------------------------------------------------------- | --------------------------------------------------------------------- | --------------------------------------------------------------------- | --------------------------------------------------------------------- | --------------------------------------------------------------------- | --------------------------------------------------------------------- | --------------------------------------------------------------------- | --------------------------------------------------------------------- | --------------------------------------------------------------------- | --------------------------------------------------------------------- | --------------------------------------------------------------------- | --------------------------------------------------------------------- | --------------------------------------------------------------------- | --------------------------------------------------------------------- | --------------------------------------------------------------------- | --------------------------------------------------------------------- | --------------------------------------------------------------------- | --------------------------------------------------------------------- | --------------------------------------------------------------------- | --- |
| ??? (291)                                                             |                                                                       |                                                                       |                                                                       |                                                                       | 1860                                                                  |                                                                       | 32                                                                    | 82 201 - 82 232                                                       | (nicht mehr aufgeführt)                                               |                                                                       | 7.644                                                                 | 1.780                                                                 | 2                                                                     |                                                                       | 3.500                                                                 |                                                                       |                                                                       |                                                                       | Pl                                                                    | hölzernes Untergestell; genieteter Bassin-Kessel mit seitlicher Entleerung                                                            |
| Umbauten aus ehemaligen B.O.B. Wagen der Serie O.h.                   |                                                                       |                                                                       |                                                                       |                                                                       |                                                                       |                                                                       |                                                                       |                                                                       |                                                                       |                                                                       |                                                                       |                                                                       |                                                                       |                                                                       |                                                                       |                                                                       |                                                                       |                                                                       |                                                                       | |
| 379 (293)                                                             |                                                                       |                                                                       |                                                                       |                                                                       | 1897                                                                  |                                                                       | 1                                                                     | 82 240                                                                | Mü 81 950                                                             |                                                                       | 7.924                                                                 | 3.500                                                                 | 2                                                                     |                                                                       | 3.500                                                                 |                                                                       |                                                                       |                                                                       | Brh                                                                   | eisernes Untergestell; bayer. Bremserhaus; genieteter Kessel mit seitlicher Entleerung; beidseitige Aufstiegsleiter und Bedienerbühne |

### Bahneigene Bierwagen
Die Bahneigenen Bierwagen wurden an die verschiedensten Brauereien vermietet, wobei mit der Vermietung auch eine Verpflichtung auf eine Mindestmenge an Bahnkilometer einherging. Diese Verpflichtung wurde jeweils in einem Vertrag festgehalten. Im Verzeichnis von 1894 der der Kgl.Bayer.Staatseisenbahnen über die Spezialwagen werden derartige Verträge exakt aufgeführt.
|                                  | Gattungs- zeichen                | Gattungs- zeichen                | Gattungs- zeichen                | Herstelldaten                    | Herstelldaten                    | Herstelldaten                    | Einsteller                       | Wagennummern je Epoche                           | Wagennummern je Epoche                          | Wagennummern je Epoche                  | Abmessungen                      | Abmessungen                      | Abmessungen                      | Abmessungen                      | Abmessungen                      | Lademaße                         | Lademaße                         | Lademaße                         |                                                              |                                                                                       |
| Blatt-Nr. (WV 1897)              | ab 1895                          | VDEV                             | DRG                              | Bau- jahre                       | Her- steller                     | Anz.                             |                                  | ab 1895                                          | ab 1909                                         | DRG                                     | LüP [mm]                         | Höhe über SOK [mm]               | Anz. Ach- sen                    | Le- nk- ach- sen                 | Achs- stand [mm]                 | Gew. [kg]                        | Fläche [m²]                      | Vol. [m³]                        | Brem- sen- arten                                             | Bemerkungen                                                                           |
| vermietete, Bahneigene Bierwagen | vermietete, Bahneigene Bierwagen | vermietete, Bahneigene Bierwagen | vermietete, Bahneigene Bierwagen | vermietete, Bahneigene Bierwagen | vermietete, Bahneigene Bierwagen | vermietete, Bahneigene Bierwagen | vermietete, Bahneigene Bierwagen | vermietete, Bahneigene Bierwagen                 | vermietete, Bahneigene Bierwagen                | vermietete, Bahneigene Bierwagen        | vermietete, Bahneigene Bierwagen | vermietete, Bahneigene Bierwagen | vermietete, Bahneigene Bierwagen | vermietete, Bahneigene Bierwagen | vermietete, Bahneigene Bierwagen | vermietete, Bahneigene Bierwagen | vermietete, Bahneigene Bierwagen | vermietete, Bahneigene Bierwagen | vermietete, Bahneigene Bierwagen                             | vermietete, Bahneigene Bierwagen                                                      |
| -------------------------------- | -------------------------------- | -------------------------------- | -------------------------------- | -------------------------------- | -------------------------------- | -------------------------------- | -------------------------------- | ------------------------------------------------ | ----------------------------------------------- | --------------------------------------- | -------------------------------- | -------------------------------- | -------------------------------- | -------------------------------- | -------------------------------- | -------------------------------- | -------------------------------- | -------------------------------- | ------------------------------------------------------------ | ------------------------------------------------------------------------------------- |
| 415 (247)                        |                                  | [P]                              | [P]                              | 1865                             | MAN                              | 1                                | G. Sedlmayr, Zum Spaten          |                                                  | 80 001                                          |                                         | 8.224                            | 3.358                            | 2                                |                                  | 3.650                            | 10,5                             | 14,0                             | 17,0                             |                                                              | eisernes Untergestell; Hölzernes Ständerwerk; 2 Eisbehälter;                          |
| 415 (247)                        | 1867                             | [P]                              | [P]                              |                                  | 3                                | Löwenbräu                        |                                  | 80 002 - 80 004                                  |                                                 | 8.224                                   | 3.358                            | 2                                |                                  | 3.650                            | 10,5                             | 14,0                             | 17,0                             |                                  | eisernes Untergestell; Hölzernes Ständerwerk; 2 Eisbehälter; |                                                                                       |
| 415 (247)                        | 1869                             | [P]                              | [P]                              |                                  | 2                                | G. Sedlmayr, Zum Spaten          |                                  | 80 010 - 80 011                                  |                                                 | 8.224                                   | 3.358                            | 2                                |                                  | 3.650                            | 10,5                             | 14,0                             | 17,0                             |                                  | eisernes Untergestell; Hölzernes Ständerwerk; 2 Eisbehälter; |                                                                                       |
| 415 (247)                        | 1871                             | [P]                              | [P]                              |                                  | 1                                | G. Pschorr Brauerei              |                                  | 80 012                                           | 600 011(?)                                      | 8.224                                   | 3.358                            | 2                                |                                  | 3.650                            | 10,5                             | 14,0                             | 17,0                             |                                  | eisernes Untergestell; Hölzernes Ständerwerk; 2 Eisbehälter; |                                                                                       |
| 416II (248)                      |                                  | [P]                              | [P]                              | 1867/88                          |                                  | 253                              | Details siehe Wagenseite         |                                                  | 80 005 - 80 362                                 | 600 004 - 600 353                       | 8.224                            | 3.417                            | 2                                |                                  | 3.360                            | 8.300                            | 14,0                             | 24,1                             |                                                              | eisernes Untergestell; Hölzernes Ständerwerk; 2 Eisbehälter;                          |
| 416II (248)                      | 1885/88                          | [P]                              | [P]                              |                                  | 33                               | Details siehe Wagenseite         |                                  | 80 363 - 80 569                                  | 600 354 - 600 422                               |                                         | 8.224                            | 3.417                            | 2                                |                                  | 3.360                            | 8.300                            | 14,0                             | 24,1                             |                                                              | eisernes Untergestell; Hölzernes Ständerwerk; 2 Eisbehälter;                          |
| 416I (252)                       |                                  | [P]                              | [P]                              | 1873/84                          |                                  | 73                               | Details siehe Wagenseite         |                                                  | 80 029 - 80 481                                 | 601 027 - 601 308                       | 8.224                            | 3.417                            | 2                                |                                  | 3.360                            | 8.300                            | 14,0                             | 24,1                             | Fbr                                                          | eisernes Untergestell; Hölzernes Ständerwerk; 2 Eisbehälter;                          |
| 417I (253)                       |                                  | [P]                              | [P]                              | 1871                             |                                  | 2                                | G. Pschorr Brauerei              |                                                  | 80 013, 80 014                                  | 600 012                                 | 8.749                            | 3.417                            | 2                                |                                  | 3.650                            | 10,0                             | 13,9                             | 24,0                             | Pl                                                           | eisernes Untergestell; eisernes Kastengerippe; 2 Eisbehälter; Bremserplattform        |
| 417I (253)                       | 1885                             | [P]                              | [P]                              |                                  | 1                                | Erste Kulmbacher Actienbrauerei  |                                  | 80 358                                           | 600 350                                         |                                         | 8.749                            | 3.417                            | 2                                |                                  | 3.650                            | 10,0                             | 13,9                             | 24,0                             | Pl                                                           | eisernes Untergestell; eisernes Kastengerippe; 2 Eisbehälter; Bremserplattform        |
| 417II (253)                      |                                  | [P]                              | [P]                              | 1885/86                          |                                  | 8                                | Details siehe Wagenseite         |                                                  | 80 364 80 368-80 370 80 373-80 376              | 600 355 600 359-600 361 600 364-600 367 | 8.749                            | 3.417                            | 2                                |                                  | 4.000                            | 10,0                             | 13,9                             | 24,0                             | Pl                                                           | eisernes Untergestell; eisernes Kastengerippe; 2 Eisbehälter; Bremserplattform        |
| 417II (253)                      |                                  | [P]                              | [P]                              | 1885/86                          | 14                               |                                  | Details siehe Wagenseite         | 80 379-80 385 80 387 80 392-80 393 80 398-80 401 | 600 370-600 377 600 382-600 383 600 388-600 391 |                                         | 8.749                            | 3.417                            | 2                                |                                  | 4.000                            | 10,0                             | 13,9                             | 24,0                             | Pl                                                           | eisernes Untergestell; eisernes Kastengerippe; 2 Eisbehälter; Bremserplattform        |
| 417II (253)                      |                                  | [P]                              | [P]                              | 1885/86                          | 14                               |                                  | Details siehe Wagenseite         | 80 403-80 406 80 420-80 429                      | 600 393-600 396 600 410-600 413 600 415-600 419 |                                         | 8.749                            | 3.417                            | 2                                |                                  | 4.000                            | 10,0                             | 13,9                             | 24,0                             | Pl                                                           | eisernes Untergestell; eisernes Kastengerippe; 2 Eisbehälter; Bremserplattform        |
| 418 (255)                        |                                  | [P]                              | [P]                              | 1871                             |                                  | 8                                | Details siehe Wagenseite         |                                                  | 80 166-80 173                                   | 600 024-600 031                         | 7.924                            | 3.780                            | 2                                |                                  | 3.590                            | 10,0                             | 14,9                             | 24,3                             | Hbr, Brh                                                     | eisernes Untergestell; hölzerner Kastenaufbau; Bremserhaus im Wagenkasten integriert; |
| 418 (255)                        | 1872                             | [P]                              | [P]                              |                                  | 3                                | Details siehe Wagenseite         |                                  | 80 148, 80 149 80 151                            | 600 032-600 034                                 | 3.270                                   | 7.924                            |                                  | 2                                | 14,9                             | 3.590                            | 10,0                             | 26,0                             |                                  | eisernes Untergestell; hölzerner Kastenaufbau;               |                                                                                       |
| 418 (255)                        | 1872                             | [P]                              | [P]                              |                                  | 7                                | Details siehe Wagenseite         |                                  | 80 153-80 159                                    | 600 035-600 041                                 | 3.270                                   | 7.924                            |                                  | 2                                | 14,9                             | 3.590                            | 10,0                             | 26,0                             |                                  | eisernes Untergestell; hölzerner Kastenaufbau;               |                                                                                       |

## Übersicht privater Güterwagen für besondere Zwecke (Regelspur)
In seiner wissenschaftlichen Abhandlung über die Privatgüterwagen auf Deutschen Eisenbahnen von 1923 beziffert Hermann Andersen die Anzahl der 1915 bei den Königl.Bayer.Staatseisenbahnen eingestellten Wagen auf insgesamt 336 Kesselwagen, 693 Bierwagen sowie insgesamt 40 Wagen sonstiger Provenienz. Zu den Privateigenen Bierwagen kommen noch 748 Staatsbahnwagen, welche an private Einsteller vermietet waren. In den Unterlagen des Archivs des Verkehrsmuseums in Nürnberg findet sich auch ein „Verzeichnis der Spezial-Wagen der Königl. Bayerischen Staatseisenbahnen“ von 1894, welches der folgenden Aufstellung ebenfalls zugrunde liegt.

### Kesselwagen
Bei den Kesselwagen gab es keine wirklich einheitlichen Bauarten, sondern nur Baugrundsätze mit im Einzelfall abweichenden Ausführungen und Abmaßen der Kessel.
| 1866 |                              | 2                            | weitere Details siehe Wagenblatt 401 | weitere Details siehe Wagenblatt 401 | weitere Details siehe Wagenblatt 401 | weitere Details siehe Wagenblatt 401 |  |                            | 2 | diverse Werte | 8.224 | 3.212 | E                         | weitere Details siehe Wagenblatt 401 | weitere Details siehe Wagenblatt 401 | weitere Details siehe Wagenblatt 401 | weitere Details siehe Wagenblatt 401 | weitere Details siehe Wagenblatt 401 | Pumpenhaus; ein genieteter Kessel |
| privateigene Kesselwagen für den Transport von Teer, keine einheitlichen Maße der Kessel, je Fahrzeug Abweichungen      |                              |                              |                                      |                                      |                                      |                                      |  |                            |   |               |       |       |                           |                                      |                                      |                                      |                                      |                                      |                                   |
| Blatt-Nr. aus WV von Gattung                                                                                            | Blatt-Nr. aus WV von Gattung | Blatt-Nr. aus WV von Gattung | 213 1891 [P]                         | 287 1897 [P]                         | 401 1913 [P]                         | [P]                                  |  | gemäß Verzeichnis von 1894 |   | (mm)          | (mm)  | (mm)  | (siehe jeweilige Legende) | (siehe jeweilige Legende)            | (siehe jeweilige Legende)            | (to)                                 | (m²)                                 | (m³)                                 |                                   |
| 1882- 1899 |                              | 24                           | weitere Details siehe Wagenblatt 401 | weitere Details siehe Wagenblatt 401 | weitere Details siehe Wagenblatt 401 | weitere Details siehe Wagenblatt 401 |  |                            | 2 | diverse Werte | 8.224 | 3.212 | E                         | weitere Details siehe Wagenblatt 401 | weitere Details siehe Wagenblatt 401 | weitere Details siehe Wagenblatt 401 | weitere Details siehe Wagenblatt 401 | weitere Details siehe Wagenblatt 401 | Pumpenhaus; ein genieteter Kessel |
| privateigene Kesselwagen für den Transport von Gaswasser, keine einheitlichen Maße der Kessel, je Fahrzeug Abweichungen |                              |                              |                                      |                                      |                                      |                                      |  |                            |   |               |       |       |                           |                                      |                                      |                                      |                                      |                                      |                                   |
| Blatt-Nr. aus WV von Gattung                                                                                            | Blatt-Nr. aus WV von Gattung | Blatt-Nr. aus WV von Gattung | 213 1891 [P]                         | 287 1897 [P]                         | 401 1913 [P]                         | [P]                                  |  | gemäß Verzeichnis von 1894 |   | (mm)          | (mm)  | (mm)  | (siehe jeweilige Legende) | (siehe jeweilige Legende)            | (siehe jeweilige Legende)            | (to)                                 | (m²)                                 | (m³)                                 |                                   |
| 1886 |                              | 2                            | weitere Details siehe Wagenblatt 401 | weitere Details siehe Wagenblatt 401 | weitere Details siehe Wagenblatt 401 | weitere Details siehe Wagenblatt 401 |  |                            | 2 | diverse Werte | 8.224 | 3.212 | E                         | weitere Details siehe Wagenblatt 401 | weitere Details siehe Wagenblatt 401 | weitere Details siehe Wagenblatt 401 | weitere Details siehe Wagenblatt 401 | weitere Details siehe Wagenblatt 401 | Pumpenhaus; ein genieteter Kessel |
| privateigene Kesselwagen für den Transport von Spiritus, keine einheitlichen Maße der Kessel, je Fahrzeug Abweichungen  |                              |                              |                                      |                                      |                                      |                                      |  |                            |   |               |       |       |                           |                                      |                                      |                                      |                                      |                                      |                                   |
| Blatt-Nr. aus WV von Gattung                                                                                            | Blatt-Nr. aus WV von Gattung | Blatt-Nr. aus WV von Gattung | 213 1891 [P]                         | 287 1897 [P]                         | 401 1913 [P]                         | [P]                                  |  | gemäß Verzeichnis von 1894 |   | (mm)          | (mm)  | (mm)  | (siehe jeweilige Legende) | (siehe jeweilige Legende)            | (siehe jeweilige Legende)            | (to)                                 | (m²)                                 | (m³)                                 |                                   |
| 1888- 1890 |                              | 5                            | weitere Details siehe Wagenblatt 401 | weitere Details siehe Wagenblatt 401 | weitere Details siehe Wagenblatt 401 | weitere Details siehe Wagenblatt 401 |  |                            | 2 | diverse Werte | 8.224 | 3.212 | E                         | weitere Details siehe Wagenblatt 401 | weitere Details siehe Wagenblatt 401 | weitere Details siehe Wagenblatt 401 | weitere Details siehe Wagenblatt 401 | weitere Details siehe Wagenblatt 401 | Pumpenhaus; ein genieteter Kessel |
| Blatt-Nr. aus WV von Gattung                                                                                            | Blatt-Nr. aus WV von Gattung | Blatt-Nr. aus WV von Gattung | 214 1891 [P]                         | 288 1897 [P]                         | 402 1913 [P]                         | [P]                                  |  | gemäß Verzeichnis von 1894 |   | (mm)          | (mm)  | (mm)  | (siehe jeweilige Legende) | (siehe jeweilige Legende)            | (siehe jeweilige Legende)            | (to)                                 | (m²)                                 | (m³)                                 |                                   |
| 1889- 1892 |                              | 5                            | weitere Details siehe Wagenblatt 402 | weitere Details siehe Wagenblatt 402 | weitere Details siehe Wagenblatt 402 | weitere Details siehe Wagenblatt 402 |  |                            | 2 | diverse Werte | 8.224 | 3.212 | E                         | weitere Details siehe Wagenblatt 402 | weitere Details siehe Wagenblatt 402 | weitere Details siehe Wagenblatt 402 | weitere Details siehe Wagenblatt 402 | weitere Details siehe Wagenblatt 402 | Pumpenhaus; zwei genietete Kessel |

| 1889 |  | 5 | 87 151– 87 155 | 502 049- 502 053 | nicht mehr aufgeführt |  |  | Handelsgesellschaft für Naphtaprodukte, Lindheim & Cie, Wien | 2 | 3.490 | 8.224 | 3.800 | E |  | Pl | 10,0 |  | 12,5 | ein genieteter Kessel |

| 1919 |    | 10 |  |                  | 503 445- 503 454 |  |  |  | 2 | 4.000 | 8.224 | 3.800 | E |  | Hbr. | 15,0 |  | 19,2 | ein genieteter Kessel |
| 1919 | 29 |    |  | 503 522- 503 550 |                  |  |  |  | 2 | 4.000 | 8.224 | 3.800 | E |  | Hbr. | 15,0 |  | 19,2 |                       |

| | Gattungs- zeichen                                                                                                  | Gattungs- zeichen                                                                                                  | Gattungs- zeichen                                                                                                  | Herstelldaten | Herstelldaten | Herstelldaten | Einsteller | Wagennummern je Epoche                                                                                             | Wagennummern je Epoche                                                                                             | Wagennummern je Epoche                                                                                             | Abmessungen | Abmessungen | Abmessungen | Abmessungen | Abmessungen | Lademaße | Lademaße | Lademaße | | |
| Blatt-Nr. (WV 1897) | ab 1895 | VDEV | DRG | Bau- jahre | Her- steller | Anz. | | ab 1895 | ab 1909 | DRG | LüP [mm] | Höhe über SOK [mm]                                                                                                 | Anz. Ach- sen | Le- nk- ach- sen                                                                                                   | Achs- stand [mm]                                                                                                   | Gew. [kg] | Fläche [m²] | Vol. [m³] | Brem- sen- arten                                                                                                   | Bemerkungen |
| privateigene Kesselwagen für den Transport von Teer, keine einheitlichen Maße der Kessel, je Fahrzeug Abweichungen      | privateigene Kesselwagen für den Transport von Teer, keine einheitlichen Maße der Kessel, je Fahrzeug Abweichungen | privateigene Kesselwagen für den Transport von Teer, keine einheitlichen Maße der Kessel, je Fahrzeug Abweichungen | privateigene Kesselwagen für den Transport von Teer, keine einheitlichen Maße der Kessel, je Fahrzeug Abweichungen | privateigene Kesselwagen für den Transport von Teer, keine einheitlichen Maße der Kessel, je Fahrzeug Abweichungen | privateigene Kesselwagen für den Transport von Teer, keine einheitlichen Maße der Kessel, je Fahrzeug Abweichungen | privateigene Kesselwagen für den Transport von Teer, keine einheitlichen Maße der Kessel, je Fahrzeug Abweichungen | privateigene Kesselwagen für den Transport von Teer, keine einheitlichen Maße der Kessel, je Fahrzeug Abweichungen | privateigene Kesselwagen für den Transport von Teer, keine einheitlichen Maße der Kessel, je Fahrzeug Abweichungen | privateigene Kesselwagen für den Transport von Teer, keine einheitlichen Maße der Kessel, je Fahrzeug Abweichungen | privateigene Kesselwagen für den Transport von Teer, keine einheitlichen Maße der Kessel, je Fahrzeug Abweichungen | privateigene Kesselwagen für den Transport von Teer, keine einheitlichen Maße der Kessel, je Fahrzeug Abweichungen | privateigene Kesselwagen für den Transport von Teer, keine einheitlichen Maße der Kessel, je Fahrzeug Abweichungen | privateigene Kesselwagen für den Transport von Teer, keine einheitlichen Maße der Kessel, je Fahrzeug Abweichungen | privateigene Kesselwagen für den Transport von Teer, keine einheitlichen Maße der Kessel, je Fahrzeug Abweichungen | privateigene Kesselwagen für den Transport von Teer, keine einheitlichen Maße der Kessel, je Fahrzeug Abweichungen | privateigene Kesselwagen für den Transport von Teer, keine einheitlichen Maße der Kessel, je Fahrzeug Abweichungen | privateigene Kesselwagen für den Transport von Teer, keine einheitlichen Maße der Kessel, je Fahrzeug Abweichungen | privateigene Kesselwagen für den Transport von Teer, keine einheitlichen Maße der Kessel, je Fahrzeug Abweichungen | privateigene Kesselwagen für den Transport von Teer, keine einheitlichen Maße der Kessel, je Fahrzeug Abweichungen | privateigene Kesselwagen für den Transport von Teer, keine einheitlichen Maße der Kessel, je Fahrzeug Abweichungen |
| --- | --- | --- | --- | --- | --- | --- | --- | --- | --- | --- | --- | --- | --- | --- | --- | --- | --- | --- | --- | --- |
| 404 (285) | | | | 1890 | | 1 | | 50204 | 50204 | | 8.224 | | 2 | | 3.000 | 6.555 | | je 10.6 | | eisernes Untergestell und zwei genietete Kessel;                                                                   |
| 404 (285) | 1 | 50206 | 50206 | 1890 | 3.200 | 6.555 | je 12.0 | | | | 8.224 | | 2 | | | | | | | eisernes Untergestell und zwei genietete Kessel;                                                                   |
| 404 (285) | 1897 | 1 | 50214 | 50214 | 4.000 | 9.166 | | Hsbr | | | 8.224 | | 2 | | | | | | | eisernes Untergestell und zwei genietete Kessel;                                                                   |
| 404 (285) | 1897 | 1 | 50215 | 50215 | 3.100 | 10,0 | je 9.0 | Hsbr | | | 8.224 | | 2 | | | | | | | eisernes Untergestell und zwei genietete Kessel;                                                                   |
| privateigene Kesselwagen für den Transport von Petroleum, keine einheitlichen Maße der Kessel, je Fahrzeug Abweichungen | | | | | | | | | | | | | | | | | | | | |
| 403 (285) | | [P] | [P] | 1887/88 | | 3 | J.M. Lorenz | 502 018 | 502 018 | | 8.224 | 3.800 | 2 | | 3.650 | 10,0 | | 12,5 | | eisernes Untergestell; ein genieteter Kessel;                                                                      |
| 403 (285) | | [P] | [P] | 1887/88 | 502 019 | 3 | 502 019 | | | | 8.224 | 3.800 | 2 | | 3.650 | 10,0 | | 12,5 | | eisernes Untergestell; ein genieteter Kessel;                                                                      |
| 403 (285) | | [P] | [P] | 1887/88 | 502 020 | 3 | 502 020 | | | | 8.224 | 3.800 | 2 | | 3.650 | 10,0 | | 12,5 | | eisernes Untergestell; ein genieteter Kessel;                                                                      |
| 403 (285) | 1888 | [P] | [P] | | 1 | Fried. Deiglmayer München Ostb.                                                                                    | 502 021 | 502 021 | | | 8.224 | 3.800 | 2 | 3.650 | 10,0 | | 16,0 | | | eisernes Untergestell; ein genieteter Kessel;                                                                      |
| 403 (285) | 1889 | [P] | [P] | | 1 | Fried. Deiglmayer München Ostb.                                                                                    | 502 022 | 502 022 | | | 8.224 | 3.800 | 2 | 4.000 | 10,0 | | 12,5 | | | eisernes Untergestell; ein genieteter Kessel;                                                                      |
| 403 (285) | 1896 | [P] | [P] | | 1 | | 502 023 | 502 023 | | | 8.224 | 3.800 | 2 | 3.500 | 10,0 | | 12,85 | | | eisernes Untergestell; ein genieteter Kessel;                                                                      |
| 404 (285) | | [P] | [P] | 1887/88 | | 1 | | 502 019 | 502 019 | | 8.224 | 3.800 | 2 | | 3.650 | 10,0 | | 12,5 | | eisernes Untergestell; ein genieteter Kessel;                                                                      |
| privateigene Kesselwagen für den Transport von Benzin, keine einheitlichen Maße der Kessel, je Fahrzeug Abweichungen    | | | | | | | | | | | | | | | | | | | | |
| 404? (285) | | [P] | [P] | 1886 | | 5 | | 502 024 - 502 026                                                                                                  | nicht mehr aufgeführt im WV von 1913                                                                               | | 8.224 | 3.800 | 2 | | 3.650 | 15,0 | | | Brh | eisernes Untergestell; ein genieteter Kessel;                                                                      |
| 404? (285) | 1887 | [P] | [P] | | 7 | | 502 027 - 502 033                                                                                                  | | nicht mehr aufgeführt im WV von 1913                                                                               | | 8.224 | 3.800 | 2 | | 3.650 | 15,0 | | | Brh | eisernes Untergestell; ein genieteter Kessel;                                                                      |
| 404? (285) | | [P] | [P] | 1896 | | 5 | | 502 034 - 502 038                                                                                                  | nicht mehr aufgeführt                                                                                              | | 8.224 | 3.800 | 2 | | 3.650 | 10,0 | | | | eisernes Untergestell; ein genieteter Kessel;                                                                      |
| 404 (285) | | [P] | [P] | 1890 | | 1 | | 502 054 | 502 054 | | 8.224 | 3.800 | 2 | | 3.490 | 10,0 | | 15,2 | | eisernes Untergestell; ein genieteter Kessel;                                                                      |
| 404 (285) | 1890 | [P] | [P] | | 1 | | 502 055 | 502 055 | | | 8.224 | 3.800 | 2 | 4.000 | 11,0 | | 14,0 | | | eisernes Untergestell; ein genieteter Kessel;                                                                      |
| 404 (285) | 1895 | [P] | [P] | | 1 | | 502 056 | 502 056 | | | 8.224 | 3.800 | 2 | 3.650 | 10,0 | | 15,2 | | eisernes Untergestell; ein genieteter Kessel mit Zwischenwand;                                                     | |
| privateigene Kesselwagen für den Transport von Säure, keine einheitlichen Maße der Kessel, je Fahrzeug Abweichungen     | | | | | | | | | | | | | | | | | | | | |
| ??? (286) | | [P] | [P] | 1890 | | 2 | Chemische Fabrik Heufeld                                                                                           | 502 061 - 502 062                                                                                                  | nicht mehr aufgeführt                                                                                              | | 6.224 | 3.500 | 2 | | 3.360 | 10,0 | | 6,5 | | eisernes Untergestell; ein genieteter, liegender Kessel;                                                           |

### Topfwagen
Mit der fortschreitenden Industrialisierung wurden so seit ca. 1860 auch Spezialwagen für den Transport von aggressiven Säuren benötigt. Da eiserne Behälter von den Säuren angegriffen wurden, versuchte man sich anfangs mit Blei ausgekleideten Behältern. Ab den 1880er Jahren ging man dazu über dafür Tongefäße aus Steingut mit einem Volumen zwischen 700 l bis 1000 l zu benutzen. Diese wurden in Holzgerüsten gelagert. Die Wagen wurden mit hölzernen Böden ausgestattet die ein Abfließen der Säuren ohne Beschädigung der eisernen Untergestelle ermöglichten.
| 1894                         |                              | 1                            |        | 502064 | 502064         |     |   | Chemische Fabrik Heufeld | 2 | 3.600 | 8.824 | 3.600 | E                         |                             | ohne (Hbr)                | 10,0 | 12x 11x | 0,80 | ohne Bremserhaus 12 Tontöpfen; mit Bremserhaus 11 Tontöpfe |
| Blatt-Nr. aus WV von Gattung | Blatt-Nr. aus WV von Gattung | Blatt-Nr. aus WV von Gattung | [P]    | [P]    | 409I 1913 [P]  | [P] |   |                          |   | (mm)  | (mm)  | (mm)  | (siehe jeweilige Legende) | (siehe jeweilige Legende)   | (siehe jeweilige Legende) | (to) | (m²)    | (m³) | jeweils 12 Tontöpfe                                        |
| 1911                         |                              | 3                            |        |        | 502248         |     |   |                          | 2 | 4.300 | 9.410 | 3.212 | E                         |                             | Pl                        | 14,4 | 12x     | 1,0  | Radsätze der bayer. Form 38                                |
| 1913                         |                              | 3                            | 502294 |        |                |     | V | Hbr                      | 2 | 4.300 | 9.410 | 3.212 | E                         | Radsätze der bayer. Form 41 |                           | 14,4 | 12x     | 1,0  |                                                            |
| 1913                         |                              | 3                            | 502375 |        |                |     |   | Hbr                      | 2 | 4.300 | 9.410 | 3.212 | E                         | Radsätze der bayer. Form 41 | 15,0                      |      | 12x     | 1,0  |                                                            |
| Blatt-Nr. aus WV von Gattung | Blatt-Nr. aus WV von Gattung | Blatt-Nr. aus WV von Gattung | [P]    | [P]    | 409II 1913 [P] | [P] |   |                          |   | (mm)  | (mm)  | (mm)  | (siehe jeweilige Legende) | (siehe jeweilige Legende)   | (siehe jeweilige Legende) | (to) | (m²)    | (m³) | jeweils 12 Tontöpfe                                        |
| 1893/ 1894                   |                              | 2                            |        |        | 502997         |     |   |                          | 2 | 4.500 | 9.410 | 3.212 | E                         |                             | Pl                        | 14,4 | 12x     | 0,75 | Radsätze der bayer. Form 39                                |
| 1893/ 1894                   | 502998                       | 2                            |        |        |                |     |   |                          | 2 | 4.500 | 9.410 | 3.212 | E                         |                             | Pl                        | 14,4 | 12x     | 0,75 | Radsätze der bayer. Form 39                                |
| 1908                         |                              | 2                            |        |        | 502167         |     |   |                          | 2 | 4.500 | 9.410 | 3.212 | E                         |                             | Brh                       | 14,4 | 12x     | 0,75 | Bremserhaus bay. Bauart, Radsätze der bayer. Form 41       |
| 1908                         | 502996                       | 2                            |        |        |                |     |   |                          | 2 | 4.500 | 9.410 | 3.212 | E                         |                             | Brh                       | 14,4 | 12x     | 0,75 | Bremserhaus bay. Bauart, Radsätze der bayer. Form 41       |

### Bierwagen
Auch für die Einstellung von privaten Bierwagen wurden die verschiedensten Versender auf eine Mindestmenge an Bahnkilometer verpflichtet. Die Wagen waren in Konstruktion und Ausstattung den technischen Standards der Staatsbahn unterworfen. Für die Ausgestaltung des Wagenkastens in Größe, Ladevolumen, Isolation und Kühlung entwickelten die diversen Hersteller eigene Standards die teilweise auf den Musterzeichnungen von Staatsbahnen aufbauten, teilweise aber auch vollkommen eigene Entwicklungen darstellten. Diese wurden dann per Katalog den potentiellen Einstellern angeboten. Im Laufe der Nutzung kam es auch zu Änderungen des Eigentümers durch die diversen Übernahmen unter den Brauereien.
Insgesamt 35 Bierwagen wurden bei der Verstaatlichung der B.O.B. von diesen übernommen und in den Wagenpark der K.B.Sts.B. eingereiht. Es handelt sich dabei um Umbauten aus ehemaligen gedeckten B.O.B. Güterwagen der Gattungen „E.“ bzw. „E.br.“.
|                     | Gattungs- zeichen | Gattungs- zeichen | Gattungs- zeichen | Herstelldaten | Herstelldaten | Herstelldaten      | Einsteller                                             | Wagennummern je Epoche                                 | Wagennummern je Epoche                    | Wagennummern je Epoche | Abmessungen | Abmessungen        | Abmessungen   | Abmessungen      | Abmessungen      | Lademaße  | Lademaße    | Lademaße    |                  |                                                                                    |
| Blatt-Nr. (WV 1897) | ab 1895           | VDEV              | DRG               | Bau- jahre    | Her- steller  | Anz.               |                                                        | ab 1895                                                | ab 1909                                   | DRG                    | LüP [mm]    | Höhe über SOK [mm] | Anz. Ach- sen | Le- nk- ach- sen | Achs- stand [mm] | Gew. [kg] | Fläche [m²] | Vol. [m³]   | Brem- sen- arten | Bemerkungen                                                                        |
| ------------------- | ----------------- | ----------------- | ----------------- | ------------- | ------------- | ------------------ | ------------------------------------------------------ | ------------------------------------------------------ | ----------------------------------------- | ---------------------- | ----------- | ------------------ | ------------- | ---------------- | ---------------- | --------- | ----------- | ----------- | ---------------- | ---------------------------------------------------------------------------------- |
| 415 (247)           |                   | [P]               | [P]               | 1872/75       | MAN           | 16                 | Kurz'sche Brauerei Leistbräu Nürnberger Aktienbrauerei | 85 024 85 028 - 85 030 85 036 - 85 045 85 053 - 85 054 | 601 045 601 057 - 601 065 601 071 601 072 |                        | 8.224       | 3.358              | 2             |                  | 3.650            | 10,5      | 14,0        | 19,0        |                  | eisernes Untergestell; Hölzernes Ständerwerk; 2 Eisbehälter;                       |
| 416 (248)           |                   | [P]               | [P]               | 1872/91       |               | 137                | Details siehe Wagenseite                               | 85 001 - 85 435                                        | 601 027 - 601 308                         |                        | 8.224       | 3.417              | 2             |                  | 3.360            | 8.300     | 14,0        | 24,1        |                  | eisernes Untergestell; Hölzernes Ständerwerk; 2 Eisbehälter;                       |
| 416 (248)           |                   | [P]               | [P]               | 1888/91       |               | 38                 | Details siehe Wagenseite                               | 85 468 - 85 623                                        | 601 335 - 601 443                         |                        | 8.224       | 3.417              | 2             |                  | 3.360            | 9.000     | 15,5        | 28,7        |                  | eisernes Untergestell; eisernes Kastengerippe; 2 Eisbehälter;                      |
| 416 (248)           |                   | [P]               | [P]               | 1896          |               | 1                  | Details siehe Wagenseite                               | 85 175                                                 | 601 444                                   |                        | 8.224       | 3.417              | 2             |                  | 4.000            | 11,0      | 17,3        | 34,6        |                  | eisernes Untergestell; eisernes Kastengerippe; 2 Eisbehälter;                      |
| 417 (253)           |                   | [P]               | [P]               | 1871/91       |               | 101                | Details siehe Wagenseite                               | 85 172-85 602                                          | 601 163-601 507                           |                        | 8.749       | 3.417              | 2             |                  | 4.000            | 10,0      | 15,4        | 25,2 - 27,6 | Pl (Wsbr)        | eisernes Untergestell; eisernes Kastengerippe; 2 Eisbehälter;                      |
| 418 (255)           |                   | [P]               | [P]               | 1874          |               | 1                  | Kochlbräu München                                      | 85 056                                                 | 601 074                                   |                        | 7.924       | 3.780              | 2             |                  | 3.500            | 10,0      | 14,9        | 24,3        |                  | eisernes Untergestell; hölzerner Kastenaufbau; Gasheizung durch Wobbebrenner;      |
| 422I (245)          |                   | [P]               | [P]               | 1897          |               | 1                  |                                                        | 85 142                                                 | (nicht mehr aufgeführt)                   |                        | 6.124       | 3.342              | 2             |                  | 3.000            | 6,4       | 11,0        | 18,2        |                  | eisernes Untergestell; Hölzernes Ständerwerk; 2 Eisbehälter;                       |
| 422I (245)          | 1882              | [P]               | [P]               |               | 2             | Bürgerl. Brauhaus  | 85 635, 85 636                                         | 601 010, 601 011                                       |                                           | 4.242                  | 6.124       | 8,0                | 2             | 10,6             | 3.000            | 17,6      | Brh         |             |                  | eisernes Untergestell; Hölzernes Ständerwerk; 2 Eisbehälter;                       |
| 422I (245)          | 1893              | [P]               | [P]               |               | 3             | Löwenbräu          | 85 662 - 85 664                                        | 601 012 - 601 014                                      |                                           | 3.342                  | 6.124       | 6,4                | 2             | 11,0             | 3.000            | 18,2      | Brh         |             |                  | eisernes Untergestell; Hölzernes Ständerwerk; 2 Eisbehälter;                       |
| 422I (245)          | 1894              | [P]               | [P]               |               | 5             | Löwenbräu          | 85 674 - 85 678                                        | 601 015 - 601 019                                      |                                           | 3.342                  | 6.124       | 6,4                | 2             | 10,1             | 3.000            | 16,5      | Brh         |             |                  | eisernes Untergestell; Hölzernes Ständerwerk; 2 Eisbehälter;                       |
| 422I (245)          | 1894              | [P]               | [P]               |               | 1             | Leistbräu, München | 85 683                                                 | 601 020                                                |                                           | 3.342                  | 6.124       | 6,4                | 2             | 11,0             | 3.000            | 18,2      | Brh         |             |                  | eisernes Untergestell; Hölzernes Ständerwerk; 2 Eisbehälter;                       |
| 422II (245)         |                   | [P]               | [P]               | 1896          |               | 1                  |                                                        | 85 709                                                 | 601 021                                   |                        | 6.124       | 4.242              | 2             |                  | 3.000            | 8,0       | 10,1        | 19,1        | Wsbr             | eisernes Untergestell; Hölzernes Ständerwerk; 2 Eisbehälter; seitliche Laufbretter |

### Kühlwagen
Hier werden diverse Wagentypen zusammengefasst. Bei den Wagenskizzen wird auf die baugleichen aus Kapitel 9 verwiesen.
|                                  | Gattungs- zeichen                | Gattungs- zeichen                | Gattungs- zeichen                | Herstelldaten                    | Herstelldaten                    | Herstelldaten                    | Einsteller                       | Wagennummern je Epoche           | Wagennummern je Epoche           | Wagennummern je Epoche           | Abmessungen                      | Abmessungen                      | Abmessungen                      | Abmessungen                      | Abmessungen                      | Lademaße                         | Lademaße                         | Lademaße                         |                                  | |
| Blatt-Nr. (WV 1897)              | ab 1895                          | VDEV                             | DRG                              | Bau- jahre                       | Her- steller                     | Anz.                             |                                  | ab 1895                          | ab 1909                          | DRG                              | LüP [mm]                         | Höhe über SOK [mm]               | Anz. Ach- sen                    | Le- nk- ach- sen                 | Achs- stand [mm]                 | Gew. [kg]                        | Fläche [m²]                      | Vol. [m³]                        | Brem- sen- arten                 | Bemerkungen |
| vermietete, Bahneigene Kühlwagen | vermietete, Bahneigene Kühlwagen | vermietete, Bahneigene Kühlwagen | vermietete, Bahneigene Kühlwagen | vermietete, Bahneigene Kühlwagen | vermietete, Bahneigene Kühlwagen | vermietete, Bahneigene Kühlwagen | vermietete, Bahneigene Kühlwagen | vermietete, Bahneigene Kühlwagen | vermietete, Bahneigene Kühlwagen | vermietete, Bahneigene Kühlwagen | vermietete, Bahneigene Kühlwagen | vermietete, Bahneigene Kühlwagen | vermietete, Bahneigene Kühlwagen | vermietete, Bahneigene Kühlwagen | vermietete, Bahneigene Kühlwagen | vermietete, Bahneigene Kühlwagen | vermietete, Bahneigene Kühlwagen | vermietete, Bahneigene Kühlwagen | vermietete, Bahneigene Kühlwagen | vermietete, Bahneigene Kühlwagen |
| -------------------------------- | -------------------------------- | -------------------------------- | -------------------------------- | -------------------------------- | -------------------------------- | -------------------------------- | -------------------------------- | -------------------------------- | -------------------------------- | -------------------------------- | -------------------------------- | -------------------------------- | -------------------------------- | -------------------------------- | -------------------------------- | -------------------------------- | -------------------------------- | -------------------------------- | -------------------------------- | --- |
| 428 (265) [229]                  |                                  | [P]                              | [P]                              | 1882/83                          |                                  | 4                                | 20 796 20 803 20 978 20 979      | 82 001, 82 002                   | 602 500                          |                                  | 8.224                            | 3.330                            | 2                                |                                  | 3.650                            | 10.500                           | 16,0                             | 31,0                             | Wsbr                             | Butterwagen; ab 1891 vermietet an die Fa. E. Feuchtwanger, Haidhausen; zwei Dachlüfter und Lüftungsklappen an den Stirnwänden; Radsätze der Form 24 |
| 428 (263)                        |                                  | [P]                              | [P]                              | 1890                             |                                  | 2                                |                                  |                                  | 602 501, 602 502                 |                                  | 8.224                            | 3.563                            | 2                                |                                  | 4.000                            | 10.500                           | 17,3                             | 27,2                             |                                  | vier Dachlüfter und Lüftungsklappen an den Stirnwänden; Radsätze der Form 24                                                                        |
| 428 (264)                        |                                  | [P]                              | [P]                              | 1893/1902                        |                                  | 3                                |                                  |                                  | 602 503, 602 504, 602 511        |                                  | 8.800                            | 4.255                            | 2                                |                                  | 4.000                            | 11.500                           | 17,3                             | 37,2                             | Brh                              | vier Dachlüfter und Lüftungsklappen an den Stirnwänden; Radsätze der Form 39                                                                        |
| privateigene Kühlwagen           |                                  |                                  |                                  |                                  |                                  |                                  |                                  |                                  |                                  |                                  |                                  |                                  |                                  |                                  |                                  |                                  |                                  |                                  |                                  | |
| 428 (264)                        |                                  | [P]                              | [P]                              | 1910                             |                                  | 1                                |                                  |                                  | 602 650                          |                                  | 8.800                            | 4.255                            | 2                                |                                  | 4.000                            | 11.500                           | 17,3                             | 37,2                             | Brh                              | vier Dachlüfter und Lüftungsklappen an den Stirnwänden; Radsätze der Form 39                                                                        |

### Geflügelwagen
|                                       | Gattungs- zeichen                     | Gattungs- zeichen                     | Gattungs- zeichen                     | Herstelldaten                         | Herstelldaten                         | Herstelldaten                         | Einsteller                            | Wagennummern je Epoche                | Wagennummern je Epoche                | Wagennummern je Epoche                | Abmessungen                           | Abmessungen                           | Abmessungen                           | Abmessungen                           | Abmessungen                           | Lademaße                              | Lademaße                                                          | Lademaße                              |                                       |                                                                                         |
| Blatt-Nr. (WV 1897)                   | ab 1895                               | VDEV                                  | DRG                                   | Bau- jahre                            | Her- steller                          | Anz.                                  |                                       | ab 1895                               | ab 1909                               | DRG                                   | LüP [mm]                              | Höhe über SOK [mm]                    | Anz. Ach- sen                         | Le- nk- ach- sen                      | Achs- stand [mm]                      | Gew. [kg]                             | Fläche [m²]                                                       | Vol. [m³]                             | Brem- sen- arten                      | Bemerkungen                                                                             |
| Geflügel- & Eiertransportwagen (G.l.) | Geflügel- & Eiertransportwagen (G.l.) | Geflügel- & Eiertransportwagen (G.l.) | Geflügel- & Eiertransportwagen (G.l.) | Geflügel- & Eiertransportwagen (G.l.) | Geflügel- & Eiertransportwagen (G.l.) | Geflügel- & Eiertransportwagen (G.l.) | Geflügel- & Eiertransportwagen (G.l.) | Geflügel- & Eiertransportwagen (G.l.) | Geflügel- & Eiertransportwagen (G.l.) | Geflügel- & Eiertransportwagen (G.l.) | Geflügel- & Eiertransportwagen (G.l.) | Geflügel- & Eiertransportwagen (G.l.) | Geflügel- & Eiertransportwagen (G.l.) | Geflügel- & Eiertransportwagen (G.l.) | Geflügel- & Eiertransportwagen (G.l.) | Geflügel- & Eiertransportwagen (G.l.) | Geflügel- & Eiertransportwagen (G.l.)                             | Geflügel- & Eiertransportwagen (G.l.) | Geflügel- & Eiertransportwagen (G.l.) | Geflügel- & Eiertransportwagen (G.l.)                                                   |
| ------------------------------------- | ------------------------------------- | ------------------------------------- | ------------------------------------- | ------------------------------------- | ------------------------------------- | ------------------------------------- | ------------------------------------- | ------------------------------------- | ------------------------------------- | ------------------------------------- | ------------------------------------- | ------------------------------------- | ------------------------------------- | ------------------------------------- | ------------------------------------- | ------------------------------------- | ----------------------------------------------------------------- | ------------------------------------- | ------------------------------------- | --------------------------------------------------------------------------------------- |
| ehem.267                              |                                       | [P]                                   | [P]                                   |                                       |                                       | 2                                     |                                       | 40 006 40 021                         |                                       |                                       | 8.724                                 | 4.085                                 | 2                                     |                                       | 4.000                                 | 10.000                                |                                                                   |                                       |                                       | eisernes Untergestell und Kastengerippe                                                 |
| Geflügelwagen (Veg)                   |                                       |                                       |                                       |                                       |                                       |                                       |                                       |                                       |                                       |                                       |                                       |                                       |                                       |                                       |                                       |                                       |                                                                   |                                       |                                       |                                                                                         |
| 429 ehem. 149                         |                                       | [P]                                   | [P]                                   |                                       |                                       | 1                                     | Martin Hammerl, München Gießing       | 86 571                                | 602 600                               |                                       | 8.024                                 | 3.432                                 | 2                                     |                                       | 3.650                                 | 10.000                                | 16,1 je Etage                                                     |                                       |                                       | eisernes Untergestell und Kastengerippe, Unterkasten mit 3,0 m³ Volumen                 |
| Geflügelwagen (Veng)                  |                                       |                                       |                                       |                                       |                                       |                                       |                                       |                                       |                                       |                                       |                                       |                                       |                                       |                                       |                                       |                                       |                                                                   |                                       |                                       |                                                                                         |
| 430I                                  |                                       | [P]                                   | [P]                                   | 1863/72                               |                                       | 3                                     |                                       |                                       | 602 572, 602 575 602 577              |                                       | 8.074                                 | 3.432                                 | 2                                     |                                       | 3.650                                 | 10,0                                  | 3 × 17,1                                                          |                                       | Wsbr                                  | wie Skizze Blatt 291; seitliche Laufbretter; Radsätze der Form 38                       |
| 430I                                  | 1863                                  | [P]                                   | [P]                                   |                                       | 2                                     |                                       |                                       | 602 573, 602 574                      |                                       | 8.224                                 | 3.590                                 | 10,0                                  | 2                                     | 4 × 17,2                              | 3.650                                 |                                       | wie Skizze Blatt 292; seitliche Laufbretter; Radsätze der Form 38 |                                       | Wsbr                                  |                                                                                         |
| 430I                                  | 1863                                  | [P]                                   | [P]                                   |                                       | 1                                     |                                       |                                       | 602 579                               |                                       | 8.224                                 | 3.590                                 | 10,0                                  | 2                                     | 4 × 18,1                              | 3.650                                 |                                       | wie Skizze Blatt 292; seitliche Laufbretter; Radsätze der Form 38 |                                       | Wsbr                                  |                                                                                         |
| 431                                   |                                       | [P]                                   | [P]                                   | 1859                                  |                                       | 1                                     |                                       |                                       | 602 570                               |                                       | 7.940                                 | 3.307                                 | 2                                     |                                       | 3.500                                 | 10,0                                  | 4× 16,2                                                           |                                       | Wsbr                                  | Umbau aus Ostbahn-Bauarten 1897–1902; eisernes Kastengerippe; durchgehende Laufbretter; |
| 431                                   | 1874                                  | [P]                                   | [P]                                   |                                       | 1                                     |                                       |                                       | 602 580                               |                                       | 4× 16,2                               | 7.940                                 | 3.307                                 | 2                                     |                                       | 3.500                                 | 10,0                                  |                                                                   |                                       | Wsbr                                  | Umbau aus Ostbahn-Bauarten 1897–1902; eisernes Kastengerippe; durchgehende Laufbretter; |
| 432                                   |                                       | [P]                                   | [P]                                   |                                       | 1863/66                               | 2                                     |                                       |                                       | 602 571, 600 576                      |                                       | 8.024                                 | 3.532                                 | 2                                     |                                       | 3.650                                 | 10,0                                  | 4× 17,6                                                           |                                       | Wsbr                                  | umgebaut 1892–99; eisernes Kastengerippe; durchgehende seitliche Laufbretter;           |
| 432                                   |                                       | [P]                                   | [P]                                   | 1872                                  | 1                                     |                                       |                                       | 602 578                               |                                       | 8.224                                 | 3.432                                 | 4× 17,7                               | 2                                     |                                       | 3.650                                 | 10,0                                  |                                                                   |                                       | Wsbr                                  | umgebaut 1892–99; eisernes Kastengerippe; durchgehende seitliche Laufbretter;           |
| Geflügelwagen (Venlg)                 |                                       |                                       |                                       |                                       |                                       |                                       |                                       |                                       |                                       |                                       |                                       |                                       |                                       |                                       |                                       |                                       |                                                                   |                                       |                                       |                                                                                         |
| 433 (151)                             |                                       | [P]                                   | [P]                                   |                                       | 1886                                  | 1                                     | Bernhard Hammerl, München             | 86 572                                | 602 605                               |                                       | 11.224                                | 3.427                                 | 2                                     |                                       | 5.500                                 | 10,0                                  | 3× 25,3                                                           |                                       |                                       | eisernes Kastengerippe; Unterkasten mit 3,9 m²;                                         |

### Brotwagen
|                     | Gattungs- zeichen | Gattungs- zeichen | Gattungs- zeichen | Herstelldaten | Herstelldaten | Herstelldaten | Einsteller | Wagennummern je Epoche | Wagennummern je Epoche | Wagennummern je Epoche | Abmessungen | Abmessungen        | Abmessungen   | Abmessungen      | Abmessungen      | Lademaße  | Lademaße    | Lademaße  |                  | |
| Blatt-Nr. (WV 1897) | ab 1895           | VDEV              | DRG               | Bau- jahre    | Her- steller  | Anz.          |            | ab 1895                | ab 1909                | DRG                    | LüP [mm]    | Höhe über SOK [mm] | Anz. Ach- sen | Le- nk- ach- sen | Achs- stand [mm] | Gew. [kg] | Fläche [m²] | Vol. [m³] | Brem- sen- arten | Bemerkungen |
| ------------------- | ----------------- | ----------------- | ----------------- | ------------- | ------------- | ------------- | ---------- | ---------------------- | ---------------------- | ---------------------- | ----------- | ------------------ | ------------- | ---------------- | ---------------- | --------- | ----------- | --------- | ---------------- | --- |
| 435                 |                   | [P]               |                   | 1901/02       |               | 2             |            |                        | 602 610, 602 611       |                        | 11.224      | 3.946              | 2             | A4               | 5.200            | 10.000    |             |           | Wsbr             | mit hohem Tonnendach; Belüftung durch Flettner-Lüfter; Lenkachsen des Typs A4                                              |
| 436                 |                   | [P]               |                   | 1910          |               | 1             |            |                        | 602 614                |                        | 14.200      | 4.210              | 3             | V                | 8.250 4.1.25     | 10.000    |             |           | Hbr; Wsbr        | mit hohem Tonnendach; Belüftung durch Flettner-Lüfter; Vereins-Lenkachsen; hochgesetztes Bremserhaus mit Handspindelbremse |

### Holzwagen
|                     | Gattungs- zeichen | Gattungs- zeichen | Gattungs- zeichen | Herstelldaten | Herstelldaten | Herstelldaten | Einsteller                   | Wagennummern je Epoche | Wagennummern je Epoche | Wagennummern je Epoche | Abmessungen | Abmessungen        | Abmessungen   | Abmessungen      | Abmessungen      | Lademaße  | Lademaße    | Lademaße  |                  |                                                 |
| Blatt-Nr. (WV 1897) | ab 1895           | VDEV              | DRG               | Bau- jahre    | Her- steller  | Anz.          |                              | ab 1895                | ab 1909                | DRG                    | LüP [mm]    | Höhe über SOK [mm] | Anz. Ach- sen | Le- nk- ach- sen | Achs- stand [mm] | Gew. [kg] | Fläche [m²] | Vol. [m³] | Brem- sen- arten | Bemerkungen                                     |
| ------------------- | ----------------- | ----------------- | ----------------- | ------------- | ------------- | ------------- | ---------------------------- | ---------------------- | ---------------------- | ---------------------- | ----------- | ------------------ | ------------- | ---------------- | ---------------- | --------- | ----------- | --------- | ---------------- | ----------------------------------------------- |
| 438 270             |                   | [P]               | [P]               | 1872          |               | 8             | Steinbeis & Cons., Rosenheim | 86 501 - 86 508        | 602 620 - 602 627      |                        | 7.230       |                    | 2             |                  | 3.650            | 10.000    | 14,4        |           |                  | mit 4 eisernen Rungen; Drehschemel mit 2 Kipfen |

### Offene Güterwagen
|                     | Gattungs- zeichen | Gattungs- zeichen | Gattungs- zeichen | Herstelldaten | Herstelldaten | Herstelldaten | Einsteller | Wagennummern je Epoche | Wagennummern je Epoche | Wagennummern je Epoche | Abmessungen | Abmessungen        | Abmessungen   | Abmessungen      | Abmessungen      | Lademaße  | Lademaße    | Lademaße  |                  | |
| Blatt-Nr. (WV 1897) | ab 1895           | VDEV              | DRG               | Bau- jahre    | Her- steller  | Anz.          |            | ab 1895                | ab 1909                | DRG                    | LüP [mm]    | Höhe über SOK [mm] | Anz. Ach- sen | Le- nk- ach- sen | Achs- stand [mm] | Gew. [kg] | Fläche [m²] | Vol. [m³] | Brem- sen- arten | Bemerkungen                                                                                         |
| ------------------- | ----------------- | ----------------- | ----------------- | ------------- | ------------- | ------------- | ---------- | ---------------------- | ---------------------- | ---------------------- | ----------- | ------------------ | ------------- | ---------------- | ---------------- | --------- | ----------- | --------- | ---------------- | --------------------------------------------------------------------------------------------------- |
| 439 (ehem.271)      |                   | [P]               | [P]               | 1883          |               | 2             |            | 86 581 - 86 582        | 602 640 - 602 641      |                        | 9.660       | 1.805              | 3             |                  | 2.250 4.500      | 20.000    | 23,8        | 18,4      |                  | Als Transportuer für Schmalspurfahrzeuge einsetzbar; Bordwandhöhe 900 mm; Stützen an den Wagenenden |

### Plattformwagen
|                                              | Gattungs- zeichen                          | Gattungs- zeichen                          | Gattungs- zeichen                          | Herstelldaten                              | Herstelldaten                              | Herstelldaten                              | Einsteller                                    | Wagennummern je Epoche                     | Wagennummern je Epoche                     | Wagennummern je Epoche                     | Abmessungen                                | Abmessungen                                | Abmessungen                                | Abmessungen                                | Abmessungen                                | Lademaße                                   | Lademaße                                   | Lademaße                                   |                                            |                                                                                                   |
| Blatt-Nr. (WV 1897)                          | ab 1895                                    | VDEV                                       | DRG                                        | Bau- jahre                                 | Her- steller                               | Anz.                                       |                                               | ab 1895                                    | ab 1909                                    | DRG                                        | LüP [mm]                                   | Höhe über SOK [mm]                         | Anz. Ach- sen                              | Le- nk- ach- sen                           | Achs- stand [mm]                           | Gew. [kg]                                  | Fläche [m²]                                | Vol. [m³]                                  | Brem- sen- arten                           | Bemerkungen                                                                                       |
| vierachsige Plattformwagen (Tiefgangwagen)   | vierachsige Plattformwagen (Tiefgangwagen) | vierachsige Plattformwagen (Tiefgangwagen) | vierachsige Plattformwagen (Tiefgangwagen) | vierachsige Plattformwagen (Tiefgangwagen) | vierachsige Plattformwagen (Tiefgangwagen) | vierachsige Plattformwagen (Tiefgangwagen) | vierachsige Plattformwagen (Tiefgangwagen)    | vierachsige Plattformwagen (Tiefgangwagen) | vierachsige Plattformwagen (Tiefgangwagen) | vierachsige Plattformwagen (Tiefgangwagen) | vierachsige Plattformwagen (Tiefgangwagen) | vierachsige Plattformwagen (Tiefgangwagen) | vierachsige Plattformwagen (Tiefgangwagen) | vierachsige Plattformwagen (Tiefgangwagen) | vierachsige Plattformwagen (Tiefgangwagen) | vierachsige Plattformwagen (Tiefgangwagen) | vierachsige Plattformwagen (Tiefgangwagen) | vierachsige Plattformwagen (Tiefgangwagen) | vierachsige Plattformwagen (Tiefgangwagen) | vierachsige Plattformwagen (Tiefgangwagen)                                                        |
| -------------------------------------------- | ------------------------------------------ | ------------------------------------------ | ------------------------------------------ | ------------------------------------------ | ------------------------------------------ | ------------------------------------------ | --------------------------------------------- | ------------------------------------------ | ------------------------------------------ | ------------------------------------------ | ------------------------------------------ | ------------------------------------------ | ------------------------------------------ | ------------------------------------------ | ------------------------------------------ | ------------------------------------------ | ------------------------------------------ | ------------------------------------------ | ------------------------------------------ | ------------------------------------------------------------------------------------------------- |
| 441                                          | [P]                                        | [P]                                        | [P] (Skizze 141)                           | 1891                                       | Breslauer Waggonbau                        | 1                                          | Siemens Schukert Transformatorenwerk Nürnberg | 602 642                                    | Mü 602 642                                 | Mü 519 024                                 | 14.924                                     |                                            | 4                                          |                                            | 10.200 1.800                               | 30,0                                       |                                            |                                            | Hbr, Brh                                   | Diamond Drehgestelle; Hochgesetztes Bremserhaus preuss. Bauart; Tiefladebucht mit Blechabdeckung  |
| achtachsiger Plattformwagen (Durchladewagen) |                                            |                                            |                                            |                                            |                                            |                                            |                                               |                                            |                                            |                                            |                                            |                                            |                                            |                                            |                                            |                                            |                                            |                                            |                                            |                                                                                                   |
| 442                                          | [P]                                        | [P]                                        | [P] (Skizze 94)?                           | 1911                                       | MAN                                        | 1                                          |                                               |                                            | 602 643                                    | 519 025(?)                                 | 14.924                                     |                                            | 8                                          |                                            | 8.000 je 1.300                             | 80,0                                       | 40,7                                       |                                            |                                            | je zwei zweiachsige Drehgestelle zusammengefasst; Durchladebereich ca. 2,3 m breit und 3,0 m lang |

### Karbidwagen
|                     | Gattungs- zeichen | Gattungs- zeichen | Gattungs- zeichen | Herstelldaten | Herstelldaten | Herstelldaten | Einsteller | Wagennummern je Epoche | Wagennummern je Epoche | Wagennummern je Epoche | Abmessungen | Abmessungen        | Abmessungen   | Abmessungen      | Abmessungen      | Lademaße  | Lademaße    | Lademaße  |                  |                                                                |
| Blatt-Nr. (WV 1897) | ab 1895           | VDEV              | DRG               | Bau- jahre    | Her- steller  | Anz.          |            | ab 1895                | ab 1909                | DRG                    | LüP [mm]    | Höhe über SOK [mm] | Anz. Ach- sen | Le- nk- ach- sen | Achs- stand [mm] | Gew. [kg] | Fläche [m²] | Vol. [m³] | Brem- sen- arten | Bemerkungen                                                    |
| ------------------- | ----------------- | ----------------- | ----------------- | ------------- | ------------- | ------------- | ---------- | ---------------------- | ---------------------- | ---------------------- | ----------- | ------------------ | ------------- | ---------------- | ---------------- | --------- | ----------- | --------- | ---------------- | -------------------------------------------------------------- |
| 444                 |                   | [P]               | [P]               | 1911          |               | 5             |            |                        | 602 652 - 602 656      |                        | 7.900       | 2.850              | 2             | V                | 4.400            | 15.000    | 14,4        | 2 × 5,14  | Brh.             | Bremserhaus der Verbandsbauart; Trichterboden Selbstentleerer; |
| 444                 | 1913              | [P]               | [P]               |               | 3             |               |            | 602 667 - 602 669      |                        |                        | 7.900       | 2.850              | 2             | V                | 4.400            | 15.000    | 14,4        | 2 × 5,14  | Brh.             | Bremserhaus der Verbandsbauart; Trichterboden Selbstentleerer; |
| 444                 | 1918              | [P]               | [P]               |               | 20            |               |            | 602 679 - 602 698      |                        | 9,0                    | 7.900       | 2.850              | 2             | V                | 4.400            | 15.000    | 14,4        |           | Brh.             | Bremserhaus der Verbandsbauart; Trichterboden Selbstentleerer; |

### Knochenwagen
|                     | Gattungs- zeichen | Gattungs- zeichen | Gattungs- zeichen | Herstelldaten | Herstelldaten                | Herstelldaten  | Einsteller           | Wagennummern je Epoche | Wagennummern je Epoche | Wagennummern je Epoche | Abmessungen | Abmessungen        | Abmessungen   | Abmessungen      | Abmessungen      | Lademaße  | Lademaße    | Lademaße  |                  |                                                     |
| Blatt-Nr. (WV 1897) | ab 1895           | ab 1909           | DRG               | Bau- jahre    | Her- steller                 | Anz.           |                      | ab 1895                | ab 1909                | DRG                    | LüP [mm]    | Höhe über SOK [mm] | Anz. Ach- sen | Le- nk- ach- sen | Achs- stand [mm] | Gew. [kg] | Fläche [m²] | Vol. [m³] | Brem- sen- arten | Bemerkungen                                         |
| ------------------- | ----------------- | ----------------- | ----------------- | ------------- | ---------------------------- | -------------- | -------------------- | ---------------------- | ---------------------- | ---------------------- | ----------- | ------------------ | ------------- | ---------------- | ---------------- | --------- | ----------- | --------- | ---------------- | --------------------------------------------------- |
| 445a                |                   | [P]               | [P]               | 1911          |                              | 1              | Fa. Scheidemantel AG |                        | 602 657                | 521 685                | 8.800       | 3.032              | 2             | V                | 4.000            | 15,0      | 18,95       | 28,4      | Hsp              | Klappdeckelwagen; Bremserhaus auf dem Untergestell; |
| 445a                | 4                 | [P]               | [P]               | 1911          | Fa. J. Pfeffer               |                | 602 658-602 661      |                        |                        |                        | 8.800       | 3.032              | 2             | V                | 4.000            | 15,0      | 18,95       | 28,4      | Hsp              | Klappdeckelwagen; Bremserhaus auf dem Untergestell; |
| 445a                | 1913              | [P]               | [P]               |               | 1                            | Fa. J. Pfeffer |                      | 602 663-602 664        |                        |                        | 8.800       | 3.032              | 2             | V                | 4.000            | 15,0      | 18,95       | 28,4      | Hsp              | Klappdeckelwagen; Bremserhaus auf dem Untergestell; |
| 445a                | 1913              | [P]               | [P]               | 1             | Dr. Seltsam`s und Nachfolger |                | 602 671              | 521 138 (?)            |                        |                        | 8.800       | 3.032              | 2             | V                | 4.000            | 15,0      | 18,95       | 28,4      | Hsp              | Klappdeckelwagen; Bremserhaus auf dem Untergestell; |
| 445a                | 1913              | [P]               | [P]               | 1             | unbekannt                    |                | 602 670              |                        |                        |                        | 8.800       | 3.032              | 2             | V                | 4.000            | 15,0      | 18,95       | 28,4      | Hsp              | Klappdeckelwagen; Bremserhaus auf dem Untergestell; |
| 445b                |                   | [P]               | [P]               | 1914          |                              | 3              | Fa. J. Pfeffer       |                        | 602 672-602 674        |                        | 10.900      | 3.032              | 2             |                  | 5.200            | 15,0      | 24,8        | 31,0      | Hsp              | Klappdeckelwagen; Bremserhaus auf dem Untergestell; |

## Übersicht der Bahndienstwagen (Regelspur)
| | Herstelldaten           | Herstelldaten           | Herstelldaten                               | Wagennummern je Epoche                                     | Wagennummern je Epoche                                            | Wagennummern je Epoche  | Abmessungen             | Abmessungen             | Abmessungen             | Abmessungen             | Lademaße                | Lademaße                | Lademaße                |                                     |                                                                                            |
| Blatt-Nr. | Bau- jahre              | Her- steller            | Anz.                                        | ab 1875 Bay                                                | ab 1909                                                           | DRG                     | LüP [mm]                | Höhe über SOK [mm]      | Anz. Ach- sen           | Achs- stand [mm]        | Gewicht [kg]            | Fläche [m²]             | Vol. [m³]               | Brem- sen- arten                    | Bemerkungen                                                                                |
| Übersicht der Heizwagen | Übersicht der Heizwagen | Übersicht der Heizwagen | Übersicht der Heizwagen                     | Übersicht der Heizwagen                                    | Übersicht der Heizwagen                                           | Übersicht der Heizwagen | Übersicht der Heizwagen | Übersicht der Heizwagen | Übersicht der Heizwagen | Übersicht der Heizwagen | Übersicht der Heizwagen | Übersicht der Heizwagen | Übersicht der Heizwagen | Übersicht der Heizwagen             | Übersicht der Heizwagen                                                                    |
| --- | ----------------------- | ----------------------- | ------------------------------------------- | ---------------------------------------------------------- | ----------------------------------------------------------------- | ----------------------- | ----------------------- | ----------------------- | ----------------------- | ----------------------- | ----------------------- | ----------------------- | ----------------------- | ----------------------------------- | ------------------------------------------------------------------------------------------ |
| 451 | 1864/68                 |                         | 4                                           | 17535, 17537 17543, 17570                                  | Mü 700005-007 Mü 700013                                           |                         | 8444                    | 3800                    | 2                       | 3650                    | 10000                   |                         |                         | H, Ll                               |                                                                                            |
| 451 | 1864/68                 | 3                       | 17556, 17558 17559                          | Au 700 001-003                                             |                                                                   |                         | 8444                    | 3800                    | 2                       | 3650                    | 10000                   |                         | H                       |                                     |                                                                                            |
| 451 | 1864/68                 | 6                       | 17563-17568                                 | Mü 700 008-012 Mü 700 014                                  |                                                                   |                         | 8444                    | 3800                    | 2                       | 3650                    | 10000                   |                         | H                       |                                     |                                                                                            |
| 451 | 1864/68                 | 3                       | 17571-17473                                 | Nü 700 015-017                                             |                                                                   |                         | 8444                    | 3800                    | 2                       | 3650                    | 10000                   |                         | H                       |                                     |                                                                                            |
| 451 | 1864/68                 | 9                       | 17574-17577 17579 17582-17585               | Re 700 018-026                                             |                                                                   |                         | 8444                    | 3800                    | 2                       | 3650                    | 10000                   |                         | H                       |                                     |                                                                                            |
| 451 | 1864/68                 | 5                       | 17590-17594                                 | Wü 700 027-031                                             |                                                                   |                         | 8444                    | 3800                    | 2                       | 3650                    | 10000                   |                         | H                       |                                     |                                                                                            |
| 452 | 1914                    |                         | 6                                           |                                                            | Mü 700032-037                                                     |                         | 11950                   | 3807                    | 3                       | 6500 3250               | 25030                   |                         |                         | H Wsbr                              | Vereinslenkachsen                                                                          |
| Übersicht der Hilfsgerätewagen Typ I ehemalige Wagen der B.O.B. mit 3.210 mm Radstand und Räder der Form 24                  |                         |                         |                                             |                                                            |                                                                   |                         |                         |                         |                         |                         |                         |                         |                         |                                     |                                                                                            |
| 454 I | 1859/85                 |                         | 4                                           | 17 938 - 17 939 17 945, 17 959 17 944                      | 700 105, 700 106 700 120, 700 137 700 147                         |                         | 8459                    | 3315                    | 2                       | 3210                    | 6300                    |                         |                         | H                                   | Bremsluftleitung; Dampfheizleitung                                                         |
| 454 I | 1859/85                 | 2                       | 17 914, 17 932                              | 700 018, 700 019                                           |                                                                   |                         | 8459                    | 3315                    | 2                       | 3210                    | 6300                    |                         |                         | H                                   | Bremsluftleitung; Dampfheizleitung                                                         |
| 454 I | 1859/85                 | 2                       | 17 936, 17 937                              | 700 045, 700 046                                           |                                                                   |                         | 8459                    | 3315                    | 2                       | 3210                    | 6300                    |                         |                         |                                     | Bremsluftleitung; Dampfheizleitung                                                         |
| 454 I | 1859/85                 | 2                       | 17 942, 17 943                              | 700 155, 700 156                                           |                                                                   |                         | 8459                    | 3315                    | 2                       | 3210                    | 6300                    |                         |                         |                                     |                                                                                            |
| Typ II ehemalige Wagen der B.O.B. mit 3.590 mm Radstand und Räder der Form 24                                                |                         |                         |                                             |                                                            |                                                                   |                         |                         |                         |                         |                         |                         |                         |                         |                                     |                                                                                            |
| 454 II | 1859/85                 |                         | 2                                           | 17 940                                                     | 700 109, 700 159                                                  |                         | 8459                    | 3315                    | 2                       | 3590                    | 6300                    |                         |                         | H                                   | Bremsluftleitung; Dampfheizleitung                                                         |
| Typ III ehemalige Wagen der B.O.B. mit 3.650 mm Radstand                                                                     |                         |                         |                                             |                                                            |                                                                   |                         |                         |                         |                         |                         |                         |                         |                         |                                     |                                                                                            |
| 454 III | 1859/85                 |                         | 4                                           | 17 906, 17 909 17 926, 17 930                              | 700 114, 700 117 700 151, 700 152                                 |                         | 8459                    | 3315                    | 2                       | 3650                    | 6300                    |                         |                         | Pl, Wsbr                            | Ofenheizung                                                                                |
| 454 III | 1859/85                 | 3                       | 17 901, 17 928 17 960                       | 700 101, 700 121 700 142                                   |                                                                   |                         | 8459                    | 3315                    | 2                       | 3650                    | 6300                    |                         | Pl                      | Ofen; Dampfheizleitung, Luftleitung |                                                                                            |
| 454 III | 1859/85                 | 7                       | 17 904, 17 907 17 917 17 918, 17 921 17 922 | 700 102, 700 103 700 111, 700 112 700 115, 700 116 700 141 |                                                                   |                         | 8459                    | 3315                    | 2                       | 3650                    | 6300                    |                         | Pl                      | Luftleitung                         |                                                                                            |
| Typ IV dreiachsige Neubauwagen der K.B.E.                                                                                    |                         |                         |                                             |                                                            |                                                                   |                         |                         |                         |                         |                         |                         |                         |                         |                                     |                                                                                            |
| 455 | 1902/05                 |                         | 2                                           | 17943, 17944                                               | Au 700107-108                                                     |                         | 11600                   | 4273                    | 3                       | 7300 3650               | 15050                   |                         |                         | H Wsbr                              | Vereinslenkachsen                                                                          |
| 455 | 1902/05                 | 3                       | 17948-17950                                 | Mü 700123-125                                              |                                                                   |                         | 11600                   | 4273                    | 3                       | 7300 3650               | 15050                   |                         |                         | H Wsbr                              | Vereinslenkachsen                                                                          |
| 455 | 1902/05                 | 1                       | 17951                                       | Nü 700134                                                  |                                                                   |                         | 11600                   | 4273                    | 3                       | 7300 3650               | 15050                   |                         |                         | H Wsbr                              | Vereinslenkachsen                                                                          |
| 455 | 1902/05                 | 2                       | 17952-17953                                 | Nü 700135-136                                              |                                                                   |                         | 11600                   | 4273                    | 3                       | 7300 3650               | 15050                   |                         |                         | H Wsbr                              | Vereinslenkachsen                                                                          |
| 455 | 1902/05                 | 3                       | 17954-17956                                 | Re 700148-150                                              |                                                                   |                         | 11600                   | 4273                    | 3                       | 7300 3650               | 15050                   |                         |                         | H Wsbr                              | Vereinslenkachsen                                                                          |
| 455 | 1902/05                 | 1                       | 17957                                       | Wü 700158                                                  |                                                                   |                         | 11600                   | 4273                    | 3                       | 7300 3650               | 15050                   |                         |                         | H Wsbr                              | Vereinslenkachsen                                                                          |
| Übersicht über die Mannschaftswagen                                                                                          |                         |                         |                                             |                                                            |                                                                   |                         |                         |                         |                         |                         |                         |                         |                         |                                     |                                                                                            |
| 457 | 1870                    |                         | 1                                           |                                                            | Mü 700180                                                         |                         | 7560                    | 3790                    | 2                       | 3500                    | 8800                    |                         |                         | Wsbr                                | 1912 umgebaut aus Ostbahnwagen der Gattung C                                               |
| Übersicht der Turmwagen (unter dieser Blatt-Nr. Umbauten aus verschiedenen Wagentypen der ehemaligen B.O.B. zusammengefasst) |                         |                         |                                             |                                                            |                                                                   |                         |                         |                         |                         |                         |                         |                         |                         |                                     |                                                                                            |
| 458I | 1873                    |                         | 1                                           | 82400                                                      | Mü 700190                                                         |                         | 9454                    | 3790                    | 2                       | 4000                    | 14100                   |                         |                         | Pl Wsbr                             | 1909 Umbau aus Wagen der Gattung Ci                                                        |
| 458II | 1887                    |                         | 1                                           |                                                            | Mü 700191                                                         |                         |                         |                         | 2                       | 5000                    |                         |                         |                         | Pl                                  | 1912 Umbau aus Wagen der Gattung MCi                                                       |
| 458III | 1873                    |                         | 1                                           |                                                            | Mü 700192                                                         |                         |                         |                         | 2                       | 4100                    | 9500                    |                         |                         | H                                   | 1912 Umbau aus Wagen der Post                                                              |
| 458IV | 1862                    |                         | 1                                           |                                                            | Mü 700193                                                         |                         |                         |                         | 2                       | 3500                    |                         |                         |                         | H                                   | 1913 Umbau aus Wagen der Gattung C                                                         |
| Übersicht der Kranwagen |                         |                         |                                             |                                                            |                                                                   |                         |                         |                         |                         |                         |                         |                         |                         |                                     |                                                                                            |
| 460 | 1901/04                 | Noell                   | 13                                          | 17881-17884 17991-17993 17995-18000                        | Au 700201-203 Mü 700204-207 Nü 700208-210 Re 700211-212 Wü 700213 |                         | 7400                    | 5000                    | 2                       | 3200                    | 15700                   |                         |                         |                                     | Tragfähigkeit ist max. 5 to, jedem Kranwagen ist ein Schutzwagen (X-Wagen) fest zugeordnet |
| Übersicht der Transportwagen für Schmalspurfahrzeuge (Umbauten unter Nutzung von Untergestellen ausgemusterter Wagen)        |                         |                         |                                             |                                                            |                                                                   |                         |                         |                         |                         |                         |                         |                         |                         |                                     |                                                                                            |
| 461 | 1887                    |                         | 1                                           | 84 951                                                     | Mü 700 281                                                        |                         | 10804                   |                         | 2                       | 5000                    | 5700                    |                         |                         |                                     | 1903 aus ehem. Ci Wagen                                                                    |
| 461 | 1883                    |                         | 1                                           | 84 952                                                     | Mü 700 282                                                        |                         | 11304                   |                         | 2                       | 5500                    | 5600                    |                         |                         |                                     | 1906 aus ehem. Gl Wagens                                                                   |
| Übersicht der Eichungswagen                                                                                                  |                         |                         |                                             |                                                            |                                                                   |                         |                         |                         |                         |                         |                         |                         |                         |                                     |                                                                                            |
| 463 | 1858/61                 |                         | 11                                          | 82 338 - 82 345 82 356                                     | 700 301- 700 311                                                  |                         | 7942                    | 2644                    | 2                       | 3590                    | 20000                   |                         |                         |                                     | i.d.J 1883 bis 1905 Umgebaut aus O-Wagen der ehem. B.O.B.                                  |
| Übersicht der Eichungsbeiwagen (i.d.J 1897 bis 1912 Umgebaut aus O-Wagen)                                                    |                         |                         |                                             |                                                            |                                                                   |                         |                         |                         |                         |                         |                         |                         |                         |                                     |                                                                                            |
| 464I | 1875/77                 |                         | 2                                           | 82 368 - 82 369                                            | Nü 700 326-327                                                    |                         | 7644                    | 2405                    | 2                       | 3590                    | 18000                   |                         |                         | Pl                                  | O-Wagen der ehem. B.O.B.                                                                   |
| 464II | 1861/62                 |                         | 1                                           | 82 346                                                     | Mü 700 323                                                        |                         | 7644                    | 2405                    | 2                       | 3500                    | 16200                   |                         |                         | Pl                                  | O-Wagen der Staatsbahn                                                                     |
| 464III | 1861/62                 |                         | 2                                           | 82 347 - 82 348                                            | Au 700 321-322                                                    |                         | 7644                    | 2405                    | 2                       | 3210                    | 16400                   |                         |                         | Pl                                  | O-Wagen der ehem. B.O.B.                                                                   |
| 464III | 1861/62                 | 2                       | 82 349, 82 351                              | Re 700 328-329                                             |                                                                   | 16650                   | 7644                    | 2405                    | 2                       | 3210                    |                         |                         |                         | Pl                                  | O-Wagen der ehem. B.O.B.                                                                   |
| 464III | 1861/62                 | 2                       | 82 354, 82 355                              | Wü 700 330-331                                             |                                                                   | 16650                   | 7644                    | 2405                    | 2                       | 3210                    |                         |                         |                         | Pl                                  | O-Wagen der ehem. B.O.B.                                                                   |
| 464III | 1861/62                 | 2                       | 82 366, 82 367                              | Mü 700 324-325                                             |                                                                   | 16650                   | 7644                    | 2405                    | 2                       | 3210                    |                         |                         |                         | Pl                                  | O-Wagen der ehem. B.O.B.                                                                   |
| Übersicht der Bremswagen |                         |                         |                                             |                                                            |                                                                   |                         |                         |                         |                         |                         |                         |                         |                         |                                     |                                                                                            |
| Übersicht der Feuerlöschwagen (Umbau aus B.O.B. Wagen der Gattung C)                                                         |                         |                         |                                             |                                                            |                                                                   |                         |                         |                         |                         |                         |                         |                         |                         |                                     |                                                                                            |
| 481 | 1870                    |                         | 1                                           |                                                            | Re 700 281                                                        |                         | 7560                    | 3790                    | 2                       | 3500                    | 8700                    |                         |                         | H, Wsbr                             | 1912 aus ehem. C Wagen, ausgestattet mit Decker'scher Dampfpumpe                           |

## Übersicht über die Lokalbahn-Güterwagen, Regelspur
|                                                     | Gattungs- zeichen                                   | Gattungs- zeichen                                   | Herstelldaten                                       | Herstelldaten                                       | Herstelldaten                                       | Wagennummern je Epoche                              | Wagennummern je Epoche                              | Wagennummern je Epoche                              | Abmessungen                                         | Abmessungen                                         | Abmessungen                                         | Abmessungen                                         | Abmessungen                                         | Lademaße                                            | Lademaße                                            | Lademaße                                            |                                                     | |                                                     |
| Blatt-Nr. (WV 1897)                                 | VDEV                                                | DRG                                                 | Bau- jahre                                          | Her- steller                                        | Anz.                                                | ab 1895                                             | ab 1909                                             | DRG                                                 | LüP [mm]                                            | Höhe über SOK [mm]                                  | Anz. Ach- sen                                       | Le- nk- ach- sen                                    | Achs- stand [mm]                                    | Gew. [kg]                                           | Fläche [m²]                                         | Vol. [m³]                                           | Brem- sen- arten                                    | Bemerkungen |                                                     |
| Übersicht über die gedeckten Güterwagen (Regelspur) | Übersicht über die gedeckten Güterwagen (Regelspur) | Übersicht über die gedeckten Güterwagen (Regelspur) | Übersicht über die gedeckten Güterwagen (Regelspur) | Übersicht über die gedeckten Güterwagen (Regelspur) | Übersicht über die gedeckten Güterwagen (Regelspur) | Übersicht über die gedeckten Güterwagen (Regelspur) | Übersicht über die gedeckten Güterwagen (Regelspur) | Übersicht über die gedeckten Güterwagen (Regelspur) | Übersicht über die gedeckten Güterwagen (Regelspur) | Übersicht über die gedeckten Güterwagen (Regelspur) | Übersicht über die gedeckten Güterwagen (Regelspur) | Übersicht über die gedeckten Güterwagen (Regelspur) | Übersicht über die gedeckten Güterwagen (Regelspur) | Übersicht über die gedeckten Güterwagen (Regelspur) | Übersicht über die gedeckten Güterwagen (Regelspur) | Übersicht über die gedeckten Güterwagen (Regelspur) | Übersicht über die gedeckten Güterwagen (Regelspur) | Übersicht über die gedeckten Güterwagen (Regelspur)                                                                  | Übersicht über die gedeckten Güterwagen (Regelspur) |
| --------------------------------------------------- | --------------------------------------------------- | --------------------------------------------------- | --------------------------------------------------- | --------------------------------------------------- | --------------------------------------------------- | --------------------------------------------------- | --------------------------------------------------- | --------------------------------------------------- | --------------------------------------------------- | --------------------------------------------------- | --------------------------------------------------- | --------------------------------------------------- | --------------------------------------------------- | --------------------------------------------------- | --------------------------------------------------- | --------------------------------------------------- | --------------------------------------------------- | --- | --------------------------------------------------- |
| 628                                                 | GwL                                                 | GwL Bay 84                                          | 1884                                                |                                                     | 3                                                   | 21 785-21 787                                       | 18 641-18 643                                       |                                                     | 8.224                                               | 3.315                                               | 2                                                   |                                                     | 3.650                                               | 6,1– 7,4                                            | 15,1                                                | 29,2                                                | Pl Hbr                                              | beidseitige Übergangsbühne; Kleintierbehälter;                                                                       |                                                     |
| 628                                                 | GwL                                                 | GwL Bay 84                                          | 1884                                                | 1                                                   | 22 306                                              | 18 647                                              |                                                     |                                                     | 8.224                                               | 3.315                                               | 2                                                   |                                                     | 3.650                                               | 6,1– 7,4                                            | 15,1                                                | 29,2                                                | Pl Hbr                                              | beidseitige Übergangsbühne; Kleintierbehälter;                                                                       |                                                     |
| 628                                                 | GwL                                                 | GwL Bay 84                                          | 1884                                                | 3                                                   | 22 363-22 364 22 443                                | 18 650-18 652                                       |                                                     |                                                     | 8.224                                               | 3.315                                               | 2                                                   |                                                     | 3.650                                               | 6,1– 7,4                                            | 15,1                                                | 29,2                                                | Pl Hbr                                              | beidseitige Übergangsbühne; Kleintierbehälter;                                                                       |                                                     |
| 628                                                 | GwL                                                 | GwL Bay 84                                          | 1884                                                | 6                                                   | 22 448-22 453                                       | 18 657-18 662                                       |                                                     |                                                     | 8.224                                               | 3.315                                               | 2                                                   |                                                     | 3.650                                               | 6,1– 7,4                                            | 15,1                                                | 29,2                                                | Pl Hbr                                              | beidseitige Übergangsbühne; Kleintierbehälter;                                                                       |                                                     |
| 628                                                 | GwL                                                 | GwL Bay 84                                          | 1884                                                | 3                                                   | 23 863 -23 875-23 876                               | 18 667-18 669                                       |                                                     |                                                     | 8.224                                               | 3.315                                               | 2                                                   |                                                     | 3.650                                               | 6,1– 7,4                                            | 15,1                                                | 29,2                                                | Pl Hbr                                              | beidseitige Übergangsbühne; Kleintierbehälter;                                                                       |                                                     |
| 628                                                 | GwL                                                 | GwL Bay 84                                          | 1888                                                |                                                     | 3                                                   | 21 964-21 966                                       | 18 644-18 646                                       |                                                     | 8.224                                               | 3.315                                               | 2                                                   |                                                     | 3.650                                               | 6,1– 7,4                                            | 15,1                                                | 29,2                                                | Pl Hbr Ll                                           | beidseitige Übergangsbühne; Kleintierbehälter; bei den Wagen 18 663, 18 664 und 18 667 bis 18 669 Lokalbahnauftritte |                                                     |
| 628                                                 | GwL                                                 | GwL Bay 84                                          | 1888                                                | 1                                                   | 22 361                                              | 18 648                                              |                                                     |                                                     | 8.224                                               | 3.315                                               | 2                                                   |                                                     | 3.650                                               | 6,1– 7,4                                            | 15,1                                                | 29,2                                                | Pl Hbr Ll                                           | beidseitige Übergangsbühne; Kleintierbehälter; bei den Wagen 18 663, 18 664 und 18 667 bis 18 669 Lokalbahnauftritte |                                                     |
| 628                                                 | GwL                                                 | GwL Bay 84                                          | 1888                                                | 1                                                   | 22 362                                              | 18 649                                              |                                                     |                                                     | 8.224                                               | 3.315                                               | 2                                                   |                                                     | 3.650                                               | 6,1– 7,4                                            | 15,1                                                | 29,2                                                | Pl Hbr Ll                                           | beidseitige Übergangsbühne; Kleintierbehälter; bei den Wagen 18 663, 18 664 und 18 667 bis 18 669 Lokalbahnauftritte |                                                     |
| 628                                                 | GwL                                                 | GwL Bay 84                                          | 1888                                                | 4                                                   | 22 444-22 447                                       | 18 653-18 656                                       |                                                     | Pl Ll                                               | 8.224                                               | 3.315                                               | 2                                                   |                                                     | 3.650                                               | 6,1– 7,4                                            | 15,1                                                | 29,2                                                |                                                     | beidseitige Übergangsbühne; Kleintierbehälter; bei den Wagen 18 663, 18 664 und 18 667 bis 18 669 Lokalbahnauftritte |                                                     |
| 628                                                 | GwL                                                 | GwL Bay 84                                          | 1888                                                | 2                                                   | 22 726-22 727                                       | 18 663-18 664                                       |                                                     | Pl Ll                                               | 8.224                                               | 3.315                                               | 2                                                   |                                                     | 3.650                                               | 6,1– 7,4                                            | 15,1                                                | 29,2                                                |                                                     | beidseitige Übergangsbühne; Kleintierbehälter; bei den Wagen 18 663, 18 664 und 18 667 bis 18 669 Lokalbahnauftritte |                                                     |
| 629                                                 | GwL                                                 | GwL Bay 88                                          | 1888- 1890                                          |                                                     | 3                                                   | 22 875-22 876 22 893                                | 18 665-18 666 18 670                                |                                                     | 8.624                                               | 3.332                                               | 2                                                   |                                                     | 4.500                                               | 7,3– 8,0                                            | 15,7                                                | 30,3                                                | Pl Wsbr                                             | beidseitige Übergangsbühne; Lokalbahnauftritte; Wagen 18 675 als Fakultativwagen möglich mit 36 Sitzen               |                                                     |
| 629                                                 | GwL                                                 | GwL Bay 88                                          | 1888- 1890                                          | 2                                                   | 22 894-22 895                                       | 18 671-18 672                                       |                                                     | Pl Hbr                                              | 8.624                                               | 3.332                                               | 2                                                   |                                                     | 4.500                                               | 7,3– 8,0                                            | 15,7                                                | 30,3                                                |                                                     | beidseitige Übergangsbühne; Lokalbahnauftritte; Wagen 18 675 als Fakultativwagen möglich mit 36 Sitzen               |                                                     |
| 629                                                 | GwL                                                 | GwL Bay 88                                          | 1888- 1890                                          | 4                                                   | 23 948-23 951                                       | 18 673-18 676                                       |                                                     | A4                                                  | 8.624                                               | 3.332                                               | 2                                                   | Pl Ll                                               | 4.500                                               | 7,3– 8,0                                            | 15,7                                                | 30,3                                                |                                                     | beidseitige Übergangsbühne; Lokalbahnauftritte; Wagen 18 675 als Fakultativwagen möglich mit 36 Sitzen               |                                                     |
| 629                                                 | GwL                                                 | GwL Bay 88                                          | 1888- 1890                                          | 1                                                   | 23 959                                              | 18 684                                              |                                                     | A4                                                  | 8.624                                               | 3.332                                               | 2                                                   | Pl Ll                                               | 4.500                                               | 7,3– 8,0                                            | 15,7                                                | 30,3                                                |                                                     | beidseitige Übergangsbühne; Lokalbahnauftritte; Wagen 18 675 als Fakultativwagen möglich mit 36 Sitzen               |                                                     |
| 629                                                 | GwL                                                 | GwL Bay 88                                          | 1888- 1890                                          | 7                                                   | 23 952-23 958                                       | 18 677-18 683                                       |                                                     |                                                     | 8.624                                               | 3.332                                               | 2                                                   | Pl Hbr                                              | 4.500                                               | 7,3– 8,0                                            | 15,7                                                | 30,3                                                |                                                     | beidseitige Übergangsbühne; Lokalbahnauftritte; Wagen 18 675 als Fakultativwagen möglich mit 36 Sitzen               |                                                     |
| 629                                                 | GwL                                                 | GwL Bay 88                                          | 1888- 1890                                          | 2                                                   | 23 960-23 961                                       | 18 685-18 686                                       |                                                     |                                                     | 8.624                                               | 3.332                                               | 2                                                   | Pl Hbr                                              | 4.500                                               | 7,3– 8,0                                            | 15,7                                                | 30,3                                                |                                                     | beidseitige Übergangsbühne; Lokalbahnauftritte; Wagen 18 675 als Fakultativwagen möglich mit 36 Sitzen               |                                                     |
| 630                                                 | GwL                                                 | GwL Bay 91                                          | 1891- 1896                                          |                                                     | 2                                                   | 25 119-25 120                                       | 18 687-18 688                                       |                                                     | 8.624                                               | 3.563                                               | 2                                                   | A4                                                  | 4.500                                               | 8,3– 9,0                                            | 15,7                                                | 30,3                                                | Pl Hbr                                              | beidseitige Übergangsbühne; Lokalbahnauftritte                                                                       |                                                     |
| 630                                                 | GwL                                                 | GwL Bay 91                                          | 1891- 1896                                          | 11                                                  | 25 123-23 124 25 559-25 567                         | 18 691-18 701                                       |                                                     |                                                     | 8.624                                               | 3.563                                               | 2                                                   | A4                                                  | 4.500                                               | 8,3– 9,0                                            | 15,7                                                | 30,3                                                | Pl Hbr                                              | beidseitige Übergangsbühne; Lokalbahnauftritte                                                                       |                                                     |
| 630                                                 | GwL                                                 | GwL Bay 91                                          | 1891- 1896                                          | 20                                                  |                                                     | 18 705-18 724                                       |                                                     |                                                     | 8.624                                               | 3.563                                               | 2                                                   | A4                                                  | 4.500                                               | 8,3– 9,0                                            | 15,7                                                | 30,3                                                | Pl Hbr                                              | beidseitige Übergangsbühne; Lokalbahnauftritte                                                                       |                                                     |
| 630                                                 | GwL                                                 | GwL Bay 91                                          | 1891- 1896                                          | 3                                                   |                                                     | 18 727-18 729                                       |                                                     |                                                     | 8.624                                               | 3.563                                               | 2                                                   | A4                                                  | 4.500                                               | 8,3– 9,0                                            | 15,7                                                | 30,3                                                | Pl Hbr                                              | beidseitige Übergangsbühne; Lokalbahnauftritte                                                                       |                                                     |
| 630                                                 | GwL                                                 | GwL Bay 91                                          | 1891- 1896                                          | 5                                                   |                                                     | 18 732-18 736                                       |                                                     |                                                     | 8.624                                               | 3.563                                               | 2                                                   | A4                                                  | 4.500                                               | 8,3– 9,0                                            | 15,7                                                | 30,3                                                | Pl Hbr                                              | beidseitige Übergangsbühne; Lokalbahnauftritte                                                                       |                                                     |
| 630                                                 | GwL                                                 | GwL Bay 91                                          | 1891- 1896                                          | 1                                                   |                                                     | 18 738                                              |                                                     |                                                     | 8.624                                               | 3.563                                               | 2                                                   | A4                                                  | 4.500                                               | 8,3– 9,0                                            | 15,7                                                | 30,3                                                | Pl Hbr                                              | beidseitige Übergangsbühne; Lokalbahnauftritte                                                                       |                                                     |
| 630                                                 | GwL                                                 | GwL Bay 91                                          | 1891- 1896                                          | 2                                                   | 25 121-25 122                                       | 18 689-18 690                                       |                                                     | Pl Ll                                               | 8.624                                               | 3.563                                               | 2                                                   | A4                                                  | 4.500                                               | 8,3– 9,0                                            | 15,7                                                | 30,3                                                |                                                     | beidseitige Übergangsbühne; Lokalbahnauftritte                                                                       |                                                     |
| 630                                                 | GwL                                                 | GwL Bay 91                                          | 1891- 1896                                          | 2                                                   |                                                     | 18 730-18 731                                       |                                                     | Pl Ll                                               | 8.624                                               | 3.563                                               | 2                                                   | A4                                                  | 4.500                                               | 8,3– 9,0                                            | 15,7                                                | 30,3                                                |                                                     | beidseitige Übergangsbühne; Lokalbahnauftritte                                                                       |                                                     |
| 630                                                 | GwL                                                 | GwL Bay 91                                          | 1891- 1896                                          | 3                                                   | 25 568-25 570                                       | 18 702-18 704                                       |                                                     | Pl Wsbr                                             | 8.624                                               | 3.563                                               | 2                                                   | A4                                                  | 4.500                                               | 8,3– 9,0                                            | 15,7                                                | 30,3                                                |                                                     | beidseitige Übergangsbühne; Lokalbahnauftritte                                                                       |                                                     |
| 630                                                 | GwL                                                 | GwL Bay 91                                          | 1891- 1896                                          | 2                                                   |                                                     | 18 725-18 726                                       |                                                     | Pl Wsbr                                             | 8.624                                               | 3.563                                               | 2                                                   | A4                                                  | 4.500                                               | 8,3– 9,0                                            | 15,7                                                | 30,3                                                |                                                     | beidseitige Übergangsbühne; Lokalbahnauftritte                                                                       |                                                     |
| 630                                                 | GwL                                                 | GwL Bay 91                                          | 1891- 1896                                          | 2                                                   |                                                     | 18 739-18 740                                       |                                                     | Pl Wsbr                                             | 8.624                                               | 3.563                                               | 2                                                   | A4                                                  | 4.500                                               | 8,3– 9,0                                            | 15,7                                                | 30,3                                                |                                                     | beidseitige Übergangsbühne; Lokalbahnauftritte                                                                       |                                                     |
| 631                                                 | GwL                                                 | GwL Bay 96                                          | 1896                                                |                                                     | 1                                                   |                                                     | 18 737                                              |                                                     | 8.624                                               | 3.563                                               | 2                                                   | A4                                                  | 4.500                                               | 8,8– 9,2                                            | 15,7                                                | 32,7                                                | Pl Hbr                                              | beidseitige Übergangsbühne; teilweise Lokalbahnauftritte, teilweise Hauptbahnauftritte;                              |                                                     |
| 631                                                 | GwL                                                 | GwL Bay 96                                          | 1896                                                | 4                                                   |                                                     | 18 741-18 744                                       |                                                     |                                                     | 8.624                                               | 3.563                                               | 2                                                   | A4                                                  | 4.500                                               | 8,8– 9,2                                            | 15,7                                                | 32,7                                                | Pl Hbr                                              | beidseitige Übergangsbühne; teilweise Lokalbahnauftritte, teilweise Hauptbahnauftritte;                              |                                                     |
| 631                                                 | GwL                                                 | GwL Bay 96                                          | 1898                                                | 7                                                   |                                                     | 18 745-18 751                                       |                                                     | V                                                   | 8.624                                               | 3.563                                               | 2                                                   |                                                     | 4.500                                               | 8,8– 9,2                                            | 15,7                                                | 32,7                                                | Pl Hbr                                              | beidseitige Übergangsbühne; teilweise Lokalbahnauftritte, teilweise Hauptbahnauftritte;                              |                                                     |
| 631                                                 | GwL                                                 | GwL Bay 96                                          | 1898                                                | 5                                                   |                                                     | 18 752-18 756                                       |                                                     | V                                                   | 8.624                                               | 3.563                                               | 2                                                   | Pl Wsbr                                             | 4.500                                               | 8,8– 9,2                                            | 15,7                                                | 32,7                                                |                                                     | beidseitige Übergangsbühne; teilweise Lokalbahnauftritte, teilweise Hauptbahnauftritte;                              |                                                     |
| 631                                                 | GwL                                                 | GwL Bay 96                                          | 1898                                                | 8                                                   |                                                     | 18 757-18 764                                       |                                                     | V                                                   | 8.624                                               | 3.563                                               | 2                                                   | PL Hbr                                              | 4.500                                               | 8,8– 9,2                                            | 15,7                                                | 32,7                                                |                                                     | beidseitige Übergangsbühne; teilweise Lokalbahnauftritte, teilweise Hauptbahnauftritte;                              |                                                     |
| 631                                                 | GwL                                                 | GwL Bay 96                                          | 1899                                                | 18                                                  |                                                     | 18 765-18 782                                       |                                                     | V                                                   | 8.624                                               | 3.563                                               | 2                                                   | PL Hbr                                              | 4.500                                               | 8,8– 9,2                                            | 15,7                                                | 32,7                                                |                                                     | beidseitige Übergangsbühne; teilweise Lokalbahnauftritte, teilweise Hauptbahnauftritte;                              |                                                     |
| 631                                                 | GwL                                                 | GwL Bay 96                                          | 1901                                                | 41                                                  |                                                     | 18 783-18 823                                       |                                                     | V                                                   | 8.624                                               | 3.563                                               | 2                                                   | PL Hbr                                              | 4.500                                               | 8,8– 9,2                                            | 15,7                                                | 32,7                                                |                                                     | beidseitige Übergangsbühne; teilweise Lokalbahnauftritte, teilweise Hauptbahnauftritte;                              |                                                     |
| 631                                                 | GwL                                                 | GwL Bay 96                                          | 1902                                                | 7                                                   |                                                     | 18 823-18 830                                       |                                                     | V                                                   | 8.624                                               | 3.563                                               | 2                                                   | PL Hbr                                              | 4.500                                               | 8,8– 9,2                                            | 15,7                                                | 32,7                                                |                                                     | beidseitige Übergangsbühne; teilweise Lokalbahnauftritte, teilweise Hauptbahnauftritte;                              |                                                     |
| 631                                                 | GwL                                                 | GwL Bay 96                                          | 1902                                                | 5                                                   |                                                     | 18 831-18 835                                       |                                                     | V                                                   | 8.624                                               | 3.563                                               | 2                                                   | PL Hbr                                              | 4.500                                               | 8,8– 9,2                                            | 15,7                                                | 32,7                                                |                                                     | beidseitige Übergangsbühne; teilweise Lokalbahnauftritte, teilweise Hauptbahnauftritte;                              |                                                     |
| 631                                                 | GwL                                                 | GwL Bay 96                                          | 1903                                                | 20                                                  |                                                     | 18 836-18 855                                       |                                                     | V                                                   | 8.624                                               | 3.563                                               | 2                                                   | PL Hbr                                              | 4.500                                               | 8,8– 9,2                                            | 15,7                                                | 32,7                                                |                                                     | beidseitige Übergangsbühne; teilweise Lokalbahnauftritte, teilweise Hauptbahnauftritte;                              |                                                     |
| 631                                                 | GwL                                                 | GwL Bay 96                                          | 1904- 1906                                          | 20                                                  |                                                     | 19 001-19 020                                       |                                                     |                                                     | 8.624                                               | 3.563                                               | 2                                                   | PL Hbr                                              | 4.500                                               | 8,8– 9,2                                            | 15,7                                                | 32,7                                                |                                                     | beidseitige Übergangsbühne; teilweise Lokalbahnauftritte, teilweise Hauptbahnauftritte;                              |                                                     |

## Übersicht über die Lokalbahn-Güterwagen, Schmalspur
|                                                     | Gattungs- zeichen                          | Gattungs- zeichen                          | Herstelldaten                              | Herstelldaten                              | Herstelldaten                              | Wagennummern je Epoche                     | Wagennummern je Epoche                     | Wagennummern je Epoche                     | Abmessungen                                | Abmessungen                                | Abmessungen                                | Abmessungen                                | Abmessungen                                | Lademaße                                   | Lademaße                                   | Lademaße                                   |                                            |                                                  |                                            |
| Blatt-Nr. (WV 1897)                                 | VDEV                                       | DRG                                        | Bau- jahre                                 | Her- steller                               | Anz.                                       | ab 1895                                    | ab 1909                                    | DRG                                        | LüP [mm]                                   | Höhe über SOK [mm]                         | Anz. Ach- sen                              | Le- nk- ach- sen                           | Achs- stand [mm]                           | Gew. [kg]                                  | Fläche [m²]                                | Vol. [m³]                                  | Brem- sen- arten                           | Bemerkungen                                      |                                            |
| Übersicht über die Gepäckwagen (Meterspur)          | Übersicht über die Gepäckwagen (Meterspur) | Übersicht über die Gepäckwagen (Meterspur) | Übersicht über die Gepäckwagen (Meterspur) | Übersicht über die Gepäckwagen (Meterspur) | Übersicht über die Gepäckwagen (Meterspur) | Übersicht über die Gepäckwagen (Meterspur) | Übersicht über die Gepäckwagen (Meterspur) | Übersicht über die Gepäckwagen (Meterspur) | Übersicht über die Gepäckwagen (Meterspur) | Übersicht über die Gepäckwagen (Meterspur) | Übersicht über die Gepäckwagen (Meterspur) | Übersicht über die Gepäckwagen (Meterspur) | Übersicht über die Gepäckwagen (Meterspur) | Übersicht über die Gepäckwagen (Meterspur) | Übersicht über die Gepäckwagen (Meterspur) | Übersicht über die Gepäckwagen (Meterspur) | Übersicht über die Gepäckwagen (Meterspur) | Übersicht über die Gepäckwagen (Meterspur)       | Übersicht über die Gepäckwagen (Meterspur) |
| --------------------------------------------------- | ------------------------------------------ | ------------------------------------------ | ------------------------------------------ | ------------------------------------------ | ------------------------------------------ | ------------------------------------------ | ------------------------------------------ | ------------------------------------------ | ------------------------------------------ | ------------------------------------------ | ------------------------------------------ | ------------------------------------------ | ------------------------------------------ | ------------------------------------------ | ------------------------------------------ | ------------------------------------------ | ------------------------------------------ | ------------------------------------------------ | ------------------------------------------ |
| 652                                                 | PPostL                                     | PPostL                                     | 1885                                       |                                            | 1                                          |                                            | 18 636                                     |                                            | 8.180                                      | 2.032                                      | 2                                          |                                            | 4.400                                      | 4.650                                      |                                            |                                            | Pl, Wsbr                                   | einseitige Übergangsbühne; Mittelpufferkupplung; |                                            |
| 654                                                 | PPostL                                     | PPostL                                     | 1898                                       |                                            | 1                                          |                                            | 18 637                                     |                                            | 8.180                                      | 3.032                                      | 2                                          |                                            | 4.400                                      | 6.100                                      |                                            |                                            | Pl, Wsbr                                   | einseitige Übergangsbühne; Mittelpufferkupplung; |                                            |
| 654                                                 | PPostL                                     | PPostL                                     | 1898                                       |                                            | 2                                          |                                            | 18 638, 18 639                             |                                            | 8.180                                      | 3.092                                      | 2                                          |                                            | 4.400                                      | 6.100                                      |                                            |                                            | Pl, Wsbr                                   | einseitige Übergangsbühne; Mittelpufferkupplung; |                                            |
| 655                                                 | PL                                         | PL                                         | 1898                                       |                                            | 2                                          |                                            | 29 981, 29 982                             |                                            | 5.900                                      | 3.135                                      | 2                                          |                                            | 2.500                                      | 5.150                                      |                                            |                                            | Pl, Wsbr                                   | Mittelpufferkupplung;                            |                                            |
| Übersicht über die gedeckten Güterwagen (Meterspur) |                                            |                                            |                                            |                                            |                                            |                                            |                                            |                                            |                                            |                                            |                                            |                                            |                                            |                                            |                                            |                                            |                                            |                                                  |                                            |
| 658                                                 | GwL                                        | G                                          | 1885/87                                    |                                            | 3                                          |                                            | 18 881 - 18 883                            |                                            | 6.580                                      | 2.930                                      | 2                                          |                                            | 2.700                                      | 5.000                                      | 12,2                                       | 22,0                                       | Wsbr                                       | seitliche Laufbretter; Mittelpufferkupplung;     |                                            |
| 659                                                 | GwL                                        | G                                          | 1885/87                                    |                                            | 7                                          |                                            | 18 884 - 18 890                            |                                            | 6.580                                      | 3.080                                      | 2                                          |                                            | 2.700                                      | 5.000                                      | 12,0                                       | 24,0                                       | Wsbr                                       | seitliche Laufbretter; Mittelpufferkupplung;     |                                            |
| Übersicht über die offenen Güterwagen (Meterspur)   |                                            |                                            |                                            |                                            |                                            |                                            |                                            |                                            |                                            |                                            |                                            |                                            |                                            |                                            |                                            |                                            |                                            |                                                  |                                            |
| 662                                                 | OwL                                        |                                            | 1885/98                                    |                                            | 4                                          |                                            | 18 891 - 18 894                            |                                            | 6480                                       |                                            | 2                                          |                                            | 2700                                       | 3400                                       | 12,9                                       | 9,7                                        | Wsbr                                       |                                                  |                                            |
| Übersicht über Langholzwagen (Meterspur)            |                                            |                                            |                                            |                                            |                                            |                                            |                                            |                                            |                                            |                                            |                                            |                                            |                                            |                                            |                                            |                                            |                                            |                                                  |                                            |
| 663                                                 | HwL                                        |                                            | 1898/07                                    |                                            | 32                                         |                                            | 18 951 - 18 982                            |                                            | 6480                                       |                                            | 2                                          |                                            | 2700                                       | 3400                                       | 12,9                                       | 3,9                                        | F, Wsbr                                    |                                                  |                                            |
| Übersicht über die Rollschemel (Meterspur)          |                                            |                                            |                                            |                                            |                                            |                                            |                                            |                                            |                                            |                                            |                                            |                                            |                                            |                                            |                                            |                                            |                                            |                                                  |                                            |
| 667                                                 |                                            |                                            | 1887/03                                    |                                            | 68                                         |                                            | 18 901 - 18 950 19 701 - 19 718            |                                            | 1370                                       |                                            | 2                                          |                                            | 900                                        | 1200                                       |                                            |                                            |                                            | ohne Bremseinrichtung                            |                                            |